# Téléférique de l'Aiguille du Midi
Téléphérique des Glaciers
Ne doit pas être confondu avec Téléphérique de l'Aiguille du Midi.
Pour les articles homonymes, voir Téléphérique des Glaciers.
Le téléférique de l'Aiguille du Midi est un ancien téléphérique de France situé en Haute-Savoie, à Chamonix-Mont-Blanc. Première version d'une remontée mécanique partant à l'ascension de l'aiguille du Midi, le projet ne sera jamais réalisé dans sa totalité mais reliera tout de même le fond de la vallée à la gare des Glaciers à plus de 2 400 mètres d'altitude. Le premier tronçon — ouvert en 1924 à l'occasion des Jeux olympiques d'hiver de 1924 et desservant la piste olympique de bobsleigh — constitue le premier téléphérique ouvert aux voyageurs de France et l'un des premiers au monde. Devenu obsolète, il cesse de fonctionner en 1951 pour être remplacé par l'actuel téléphérique ouvert en 1954 et 1955. Les câbles seront déposés et quelques éléments détruits mais il subsiste encore les gares de départ, d'arrivée et intermédiaires ainsi que certains des pylônes.

## Appellation

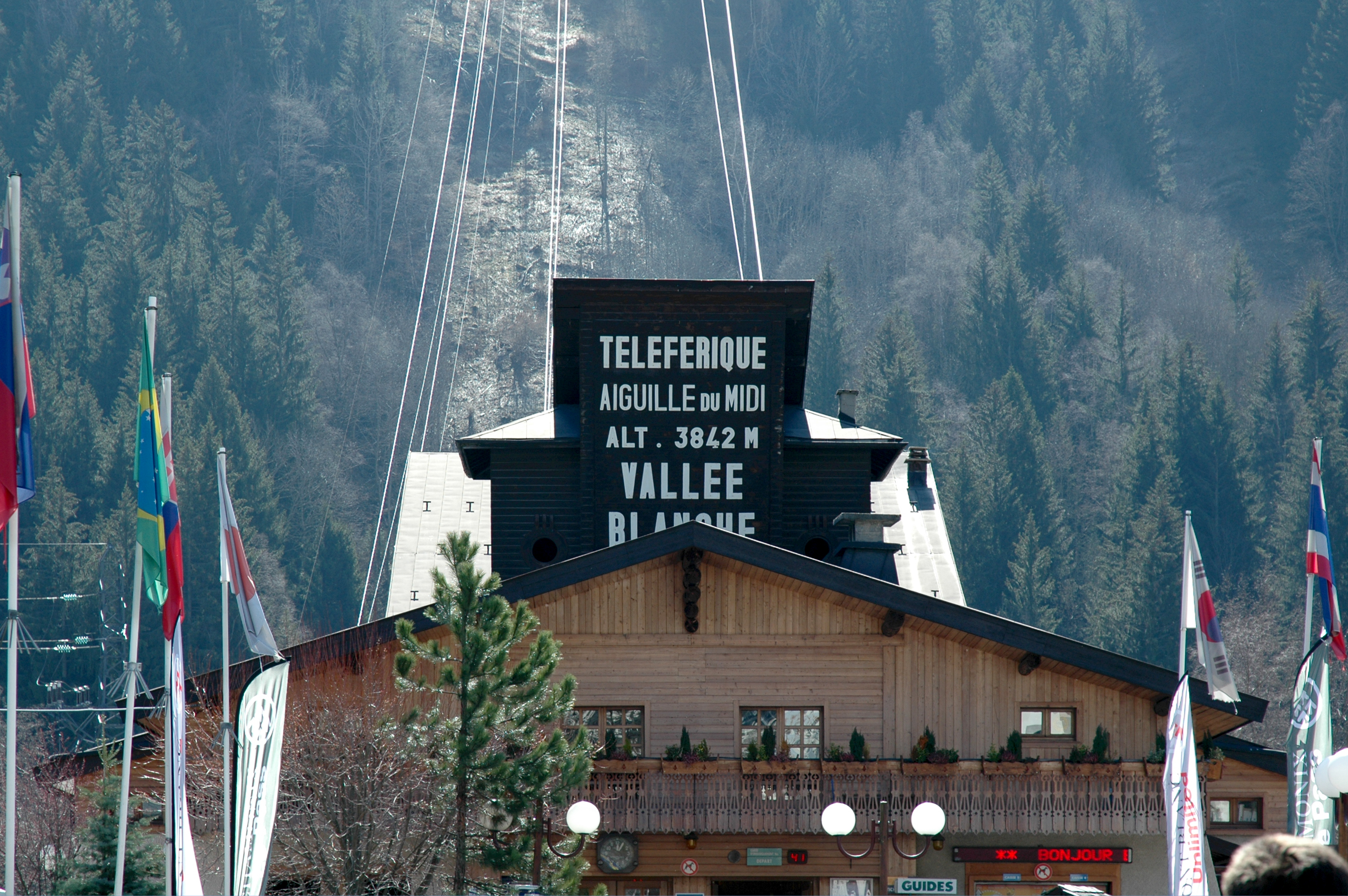
Vue en 2007 de la gare aval du téléphérique actuel arborant l'ancienne mention du premier téléphérique avec l'orthographe désuète « téléférique ».

Le téléférique de l'Aiguille du Midi était appelé dans les différentes études et les documents préparatifs au projet « chemin de fer aérien de l'Aiguille du Midi », « chemin de fer funiculaire Chamonix-Aiguille du Midi-Vallée Blanche », « chemin de fer aérien Chamonix-Aiguille du Midi-Mont Blanc », « chemin de fer aérien Chamonix-Pélerins-Aiguille du Midi » ou encore « funiculaire aérien Chamonix-Aiguille du Midi » — le terme de « téléphérique » via sa variante orthographique désormais désuète de « téléférique » n'étant créé qu'au début des années 1920, soit une dizaine d'années après l'élaboration du projet.
À sa mise en service en 1924, il est appelé « funiculaire aérien Aiguille du Midi » puis « téléférique de l'Aiguille du Midi » s'impose rapidement. Dans les années 1950, à la fin de son exploitation, le téléphérique alors désaffecté est appelé « téléférique des Glaciers » ou « téléférique de l'Aiguille du Midi – les Glaciers » — du nom de la gare prévue pour être intermédiaire mais finalement utilisée comme terminus — pour le distinguer du futur téléphérique alors en construction au départ de Chamonix.
Dans son nom, il utilise notamment l'orthographe désormais désuète de « téléférique », terme créé par substantivation de « téléférage/téléphérage » au début du XXe siècle au cours d'une période qui voit la popularisation de ce nouveau type de remontée mécanique avec les débuts des sports d'hiver et du tourisme montagnard.

## Tracé

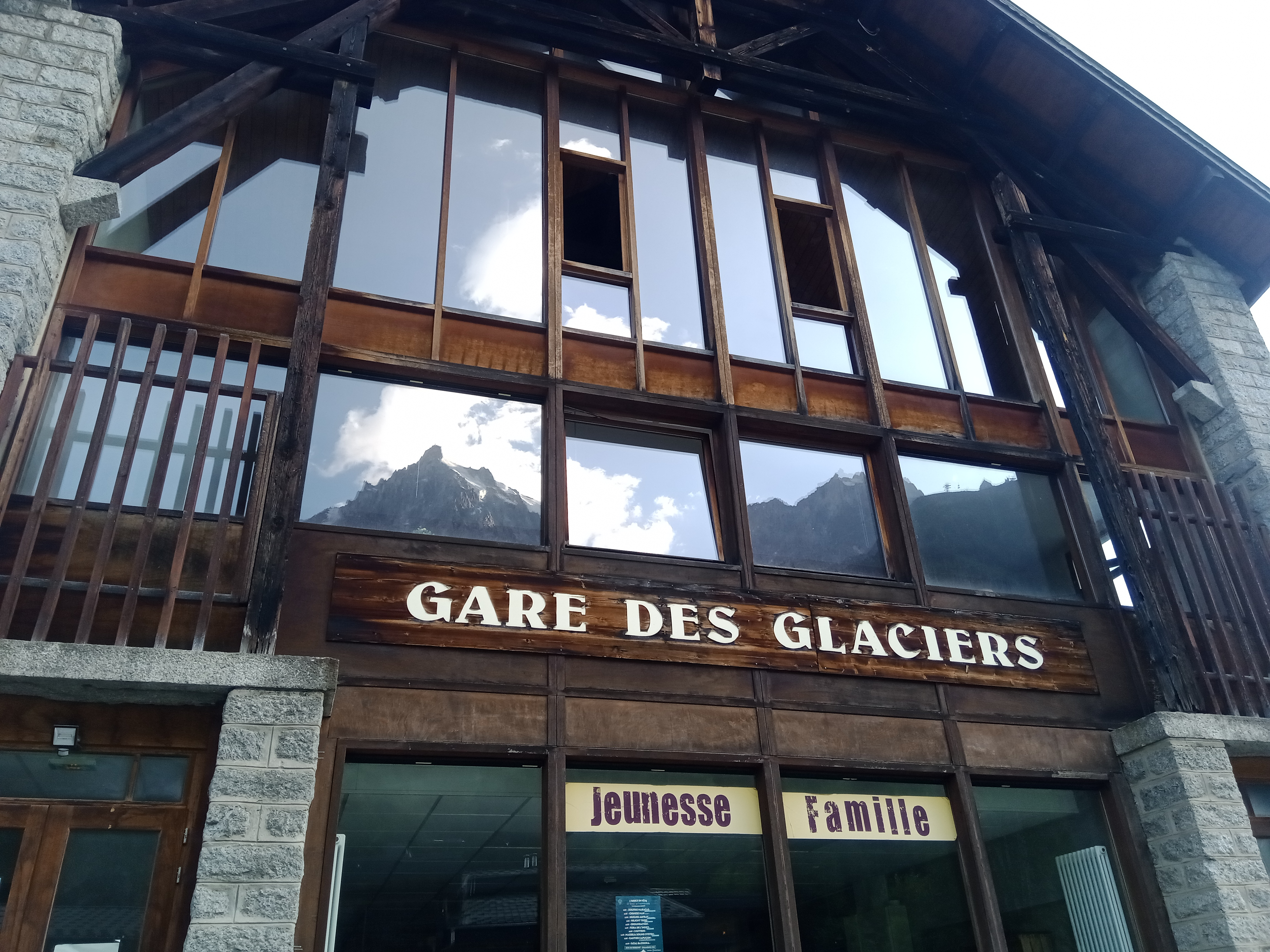
Vue en 2023 de la gare des Pélerins point de départ du téléphérique avec l'aiguille du Midi destination revendiquée du téléphérique visible dans le reflet sur les vitres.

Le téléphérique débute à 1 059 mètres d'altitude, aux Pélerins, un hameau de Chamonix-Mont-Blanc situé à deux kilomètres du bourg principal, en direction des Houches, dans la vallée de Chamonix, aux pieds du Brévent dans le massif des aiguilles Rouges au nord-ouest et de l'aiguille du Midi dans celui du Mont-Blanc au sud-est,. Se dirigeant en ligne droite vers le sud-sud-est, il entame l'ascension de l'ubac de l'aiguille du Midi,. Sur le premier tronçon du téléphérique, les cabines évoluent au milieu de la forêt, gravissant les reliefs doux du cône de déjection du torrent de la Creuse avec une pente moyenne de 17 %. À mi parcours du premier tronçon, les cabines franchissent à 1 240 mètres d'altitude une station d'ancrage et de tension des câbles puis entament l'ascension d'une pente plus soutenue de 50 % en moyenne, toujours au milieu des sapins. Prenant de l'altitude, la vue porte sur la cascade du Dard toute proche et au loin la vallée de Chamonix. L'arrivée de ce premier tronçon de téléphérique se fait à la gare de la Para, à 1 690 mètres d'altitude ; le bâtiment en granite arbore un style néogothique qui tranche avec l'environnement montagnard où elle est implantée.
Les personnes qui veulent poursuivre leur voyage doivent changer de cabine à la gare de la Para et emprunter un second tronçon du téléphérique. Les cabines quittent la forêt pour évoluer dans un paysage plus alpin et rocailleux, gagnant rapidement de l'altitude avec une pente relativement constante de 50 % et qui atteint 72 %. La vue porte sur la vallée de Chamonix, le glacier des Bossons et ses séracs et à la fin du parcours l'aiguille du Midi qui domine le paysage, entre le glacier des Bossons au sud-ouest et celui des Pélerins au nord-est. La gare des Glaciers, à 2 404 mètres d'altitude, est de style plus sommaire mais conserve une architecture massive en granite.
De la gare des Glaciers — qui ne devait rester qu'une gare intermédiaire entre les deuxième et troisième tronçons mais qui n'aura eu qu'une fonction de terminus —, le téléphérique devait gagner le col du Midi, entre le mont Blanc du Tacul au sud et l'aiguille du Midi au nord. Selon les plans, la gare terminus devait être installée sur les rochers de l'arête des Cosmiques qui descend de l'aiguille, en bordure de la glace de la Vallée Blanche ; dans les toutes premières études, la remontée mécanique devait poursuivre son ascension jusqu'au sommet de l'aiguille du Midi mais le projet retenu sera moins ambitieux. La construction de ce troisième tronçon est entamée avec notamment l'installation des monte-charges nécessaires à la poursuite des travaux mais la fermeture de la ligne arrivera avant sa mise en service totale.

## Exploitation

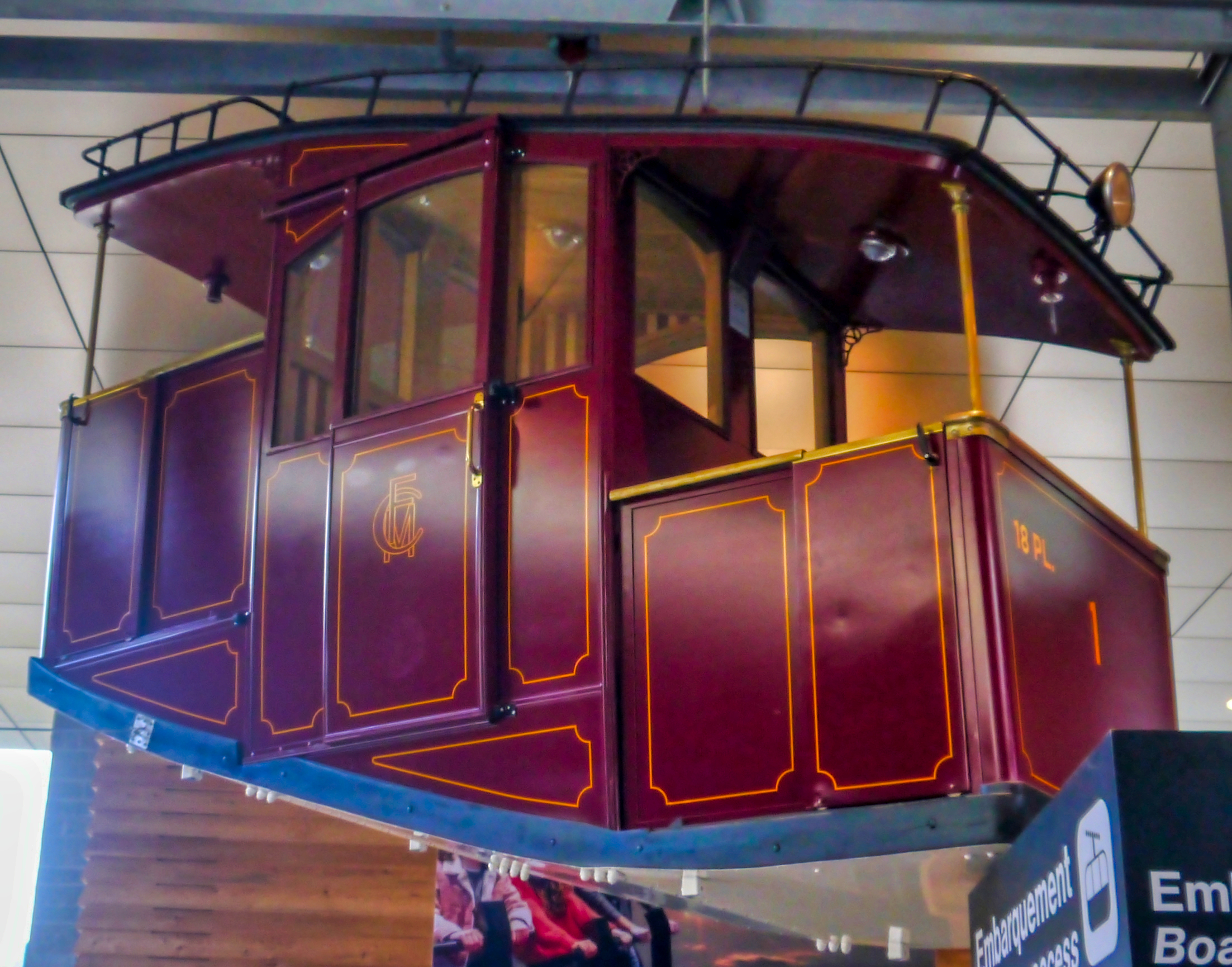
Vue en 2020 d'une cabine restaurée du téléférique de l'Aiguille du Midi exposée dans la gare de départ de l'actuel téléphérique.

Le téléphérique est géré par la « Société Anonyme du Funiculaire Aérien de l'Aiguille du Midi – Mont-Blanc » fondée le 2 mai 1910 par le promoteur immobilier Marc-Fidel Eugster qui détient 75 % des parts de la société et l'homme de sciences Joseph Vallot qui en est le président. Malgré la mort d'Eugster en 1919, de nouveaux capitaux affluent après la guerre et la société est renommée « Compagnie française des Chemins de Fer de Montagne (CCFM) » le 22 octobre 1922. Dans le but de réaliser le troisième et ultime tronçon du téléphérique jusqu'au pied de l'aiguille du Midi, la société est recapitalisée et renommée en « Compagnie Française des Funiculaires de Montagne (CFFM) » en 1936. Lors de la mise en service des deux tronçons du téléphérique en 1927, l'entreprise emploie un chef d'exploitation, quatre conducteurs, une receveuse, deux mécaniciens, deux aides-mécaniciens, un ajusteur et un graisseur-visiteur des poulies ; ils assurent la maintenance et l'exploitation de la remontée mécanique en été comme en hiver.
La gare aval aux Pélerins est accessible par la route, empruntée par un service de cars PLM, et située non loin de la gare sur la ligne ferroviaire, elle aussi exploitée par la PLM. Elle comprend un guichet pour acheter des billets, une salle d'attente mais également un restaurant. Les cabines de couleur rouge comportent un compartiment fermé au centre offrant six places assises sur des sièges recouverts de cuir clouté, dont le sol est revêtu de linoleum et accessibles avec un billet de première classe ; aux extrémités se trouvent deux cabines ouvertes offrant chacune trois places assises et trois places debout accessibles avec un billet de seconde classe, soit une capacité de 18 personnes pour l'ensemble de la cabine. Toutes les vingt minutes, l'une des deux cabines s'élance à l'assaut de la montagne à une vitesse de 9 km/h, le câble tracteur mû par un moteur électrique. Au bout de 14 min 10 s, la gare de la Para est atteinte, ce qui permet de transporter jusqu'à 72 personnes par heure à raison de quatre rotations horaires. De là, des départs en randonnée sont proposés, des guides pouvant conduire les visiteurs jusqu'au glacier des Bossons et ses grottes de glace, et une buvette est installée à quelques encablures. Le téléphérique est de type « va-et-vient », l'une des deux cabines faisant l'ascension tandis que l'autre la descente et se croisant au milieu du parcours. Au croisement se trouve une station d'ancrage et de tension des câbles qui assure le passage des cabines de la section aval à la section amont des câbles porteurs ; elle est utilisée lors des Jeux olympiques d'hiver de 1924 et en hiver jusqu'en 1950 par les sportifs qui participent aux entraînements et aux épreuves de bobsleigh sur la piste des Pélerins, une estacade ayant été installée afin de permettre la descente des sportifs et le déchargement des traîneaux,.
Le second tronçon du téléphérique entre les gares de la Para et des Glaciers utilise sensiblement les mêmes technologies que celles du premier tronçon à la différence près que la forte tension des câbles porteurs permet de se passer d'une station d'ancrage et de tension à mi parcours, le câble porteur parcourant ainsi l'intégralité de la remontée mécanique. Cette amélioration permet d'augmenter la portée entre les pylônes, au nombre réduit, la plus longue des deux sections du téléphérique se situant entre les pylônes no 1 et 2 avec une longueur de 274 mètres et qui offre la hauteur sous cabine la plus élevée du parcours avec près de 40 mètres. L'ascension dans l'une des deux cabines, similaires en tout point à celles du premier tronçon, en 9 min 40 s à une vitesse de 9 km/h permet de transporter jusqu'à 108 personnes par heure à raison de quatre rotations horaires. En 1949, deux ans avant la fermeture du téléphérique, les cabines du second tronçon seront remplacées par deux cabines venant du téléphérique de Rochebrune, à Megève, qui comportent douze places. Arrivés en gare des Glaciers, les visiteurs peuvent profiter du point de vue panoramique sur les sommets du massif du Mont-Blanc qui les dominent, les vallées de Chamonix et de l'Arve en contrebas ainsi que les aiguilles Rouges face à eux. Des balades et randonnées les mènent au Plan de l'Aiguille, et au-delà à Chamonix ou au Montenvers, mais aussi aux abords du glacier des Bossons, itinéraire privilégié à l'époque par les alpinistes désireux de réaliser l'ascension du mont Blanc et qui trouvent dans ce nouveau téléphérique un moyen de raccourcir leur expédition. À côté de la gare se trouve le chalet-hôtel des Glaciers proposant des repas ainsi que le couchage pour treize personnes.
En hiver, le téléphérique dessert les « champs de neige » — prémices des pistes de ski alpin — entre les gares des Glaciers et de la Para. Il est également possible de rejoindre directement Chamonix par un itinéraire de sept kilomètres de longueur passant par le Plan de l'Aiguille et la montagne de Blaitière. Ces descentes à ski constitueront dès l'ouverture du second tronçon en 1927 l'un des premiers domaines skiables des Alpes françaises. Différentes formules payantes — à la journée, au week-end ou sur plusieurs jours consécutifs — permettent d'emprunter le téléphérique. Le développement des remontées mécaniques et de leurs pistes de ski associées tout le long de la vallée de Chamonix dans les années 1930 profitera également au téléférique de l'Aiguille du Midi par une augmentation de la clientèle hivernale. En 1935, en plus de l'itinéraire jusqu'à Chamonix par le Plan de l'Aiguille, deux pistes sont aménagées et balisées au départ de la gare des Glaciers, pistes qui se rejoignent à la gare de la Para et qui poursuivent leur route jusqu'à la gare des Pélerins, soit un dénivelé de 1 400 mètres. Ces pistes, ainsi que l'estacade au milieu du premier tronçon du téléphérique, reçoivent le nom de Jacques Balmat en l'honneur du chasseur, cristallier et guide chamoniard qui réalise la première ascension du mont Blanc avec Michel Paccard. Des compétitions y sont organisées comme l'épreuve de slalom des championnats de France de ski alpin en février 1936, les épreuves de descente des championnats du monde de ski alpin en 1937 ou encore l'épreuve de descente de l'Arlberg-Kandahar en 1948. Si le haut du domaine est plus technique en raison des fortes pentes et du terrain rocheux, les débutants peuvent s'exercer sur la section du téléphérique entre les Pélerins et l'arrêt Jacques Balmat — section également utilisée pour la pratique du bobsleigh —, sur les pentes douces et herbeuses au-dessus du hameau. Les aménagements apportées au fil des ans, notamment le débarrassage du terrain de ses obstacles comme les souches ou les rochers, la qualité de l'enneigement ainsi que le prestige apporté par les différentes compétitions qui y sont organisées font des pistes du téléférique de l'Aiguille du Midi l'une des meilleures descentes de la région aux dires des skieurs qui y évoluent.

## Histoire

### Projets

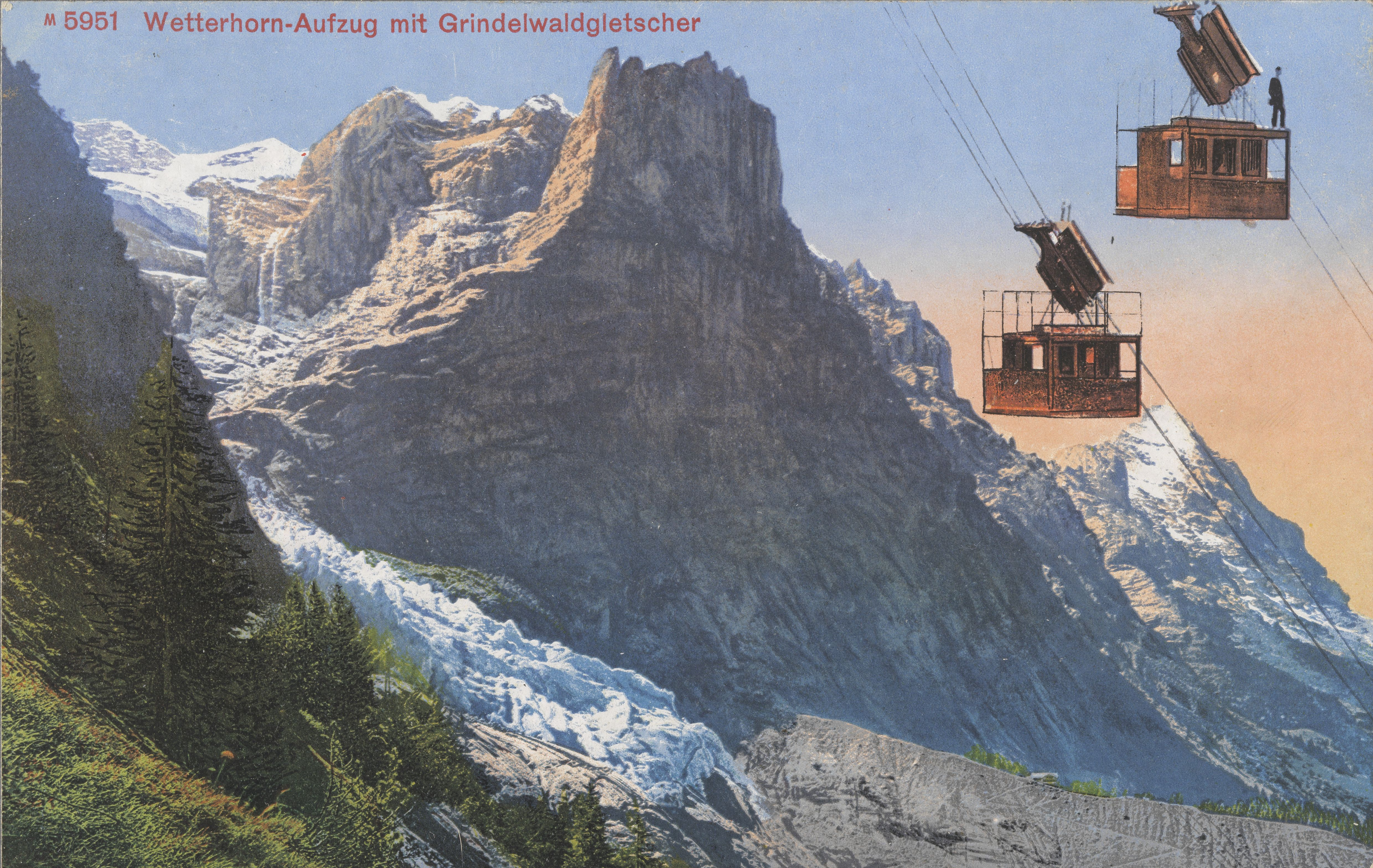
Carte postale colorisée de 1910 du téléphérique du Wetterhorn conçu par Emil Strub, l'un des premiers téléphériques de voyageur au monde.

Les pionniers des remontées mécaniques Wilhelm Feldmann, ingénieur allemand, et Emil Strub, ingénieur suisse, réalisent l'« ascenseur de montagne » du Wetterhorn dans le canton de Berne, en Suisse, le premier téléphérique pour voyageurs au monde mis en service en 1908. Dans le même temps, ils s'intéressent également au site de l'aiguille du Midi, notamment en raison de la possibilité d'établir sur la Vallée Blanche une petite station de sports d'hiver comportant hôtel, restaurant et pistes de luge accessibles toute l'année ; ils s'associent alors au promoteur immobilier français d'origine suisse Marc-Fidel Eugster.
Leur premier projet combine les spécialités de chacun : à Emil Strub, inventeur d'un système à crémaillère et qui a participé à la réalisation du chemin de fer de la Jungfrau, la réalisation des deux chemins de fer à crémaillère au départ du hameau des Pélerins, à Wilhelm Feldmann, qui a participé à la construction du Wuppertaler Schwebebahn, la réalisation des trois « ascenseurs de montagne » aussi appelés « funiculaires aériens » — le nom de « téléphérique » n'existe pas encore —, remontées mécaniques qui prolongent les chemins de fer à crémaillère jusqu'au sommet de l'aiguille du Midi, et à Eugster la réalisation des infrastructures touristiques dont un « funiculaire pour luges » sur les glaces de la Vallée Blanche. Le projet est présenté en 1905 à l'hôtelier Édouard Simond, maire de Chamonix, dont le conseil municipal le valide sans concession. Cependant, des difficultés apparaissent rapidement avec l'éloignement de la gare de départ du centre de Chamonix qui constitue un point d'achoppement ainsi que des expropriations pour tracer les chemins de fer à crémaillère qui se relèvent plus difficiles que prévu. La mort accidentelle de Wilhelm Feldmann met un terme à ce premier projet.
Après la mort de leur associé Wilhelm Feldmann, Emil Strub et Marc-Fidel Eugster n'abandonnent pas l'idée de gagner l'aiguille du Midi par une remontée mécanique et ils s'associent à l'ingénieur italien Giulio Ceretti, cofondateur de la société d'infrastructures de transport Ceretti & Tanfani. Ils finalisent en 1908 un projet de transport par câble, un « funiculaire aérien », au départ de Chamonix, perfectionnant au passage les techniques de l'époque en ajoutant au système de câbles un câble-frein qui améliore grandement la sécurité en cas de défaillance motrice ou structurelle des autres câbles. L'abandon d'une solution terrestre au profit d'une solution intégralement aérienne permet de limiter grandement les coûts liés aux expropriations inhérentes à la construction d'une voie de chemin de fer.
Le départ depuis Chamonix — ce qui aurait réglé le problème de l'éloignement de la gare du départ par rapport au bourg — un temps envisagé est finalement abandonné au regard des coûts importants engendrés par cette localisation. Le site des Pélerins obtient ainsi de nouveau les faveurs des ingénieurs pour l'implantation de la gare de départ à 1 059 mètres d'altitude, en bordure de forêt, sur un terrain communal ce qui évite des expropriations. De là, une succession de quatre téléphériques doivent permettre d'atteindre le sommet de l'aiguille du Midi à 3 843 mètres d'altitude via trois gares intermédiaires : la Para à 1 690 mètres, les Glaciers à 2 404 mètres et le col du Midi à 3 558 mètres.
Le 14 novembre 1908, le projet est approuvé par la mairie de Chamonix, ouvrant la voie à sa construction.

### Construction

#### Les Pélerins-La Para-Les Glaciers

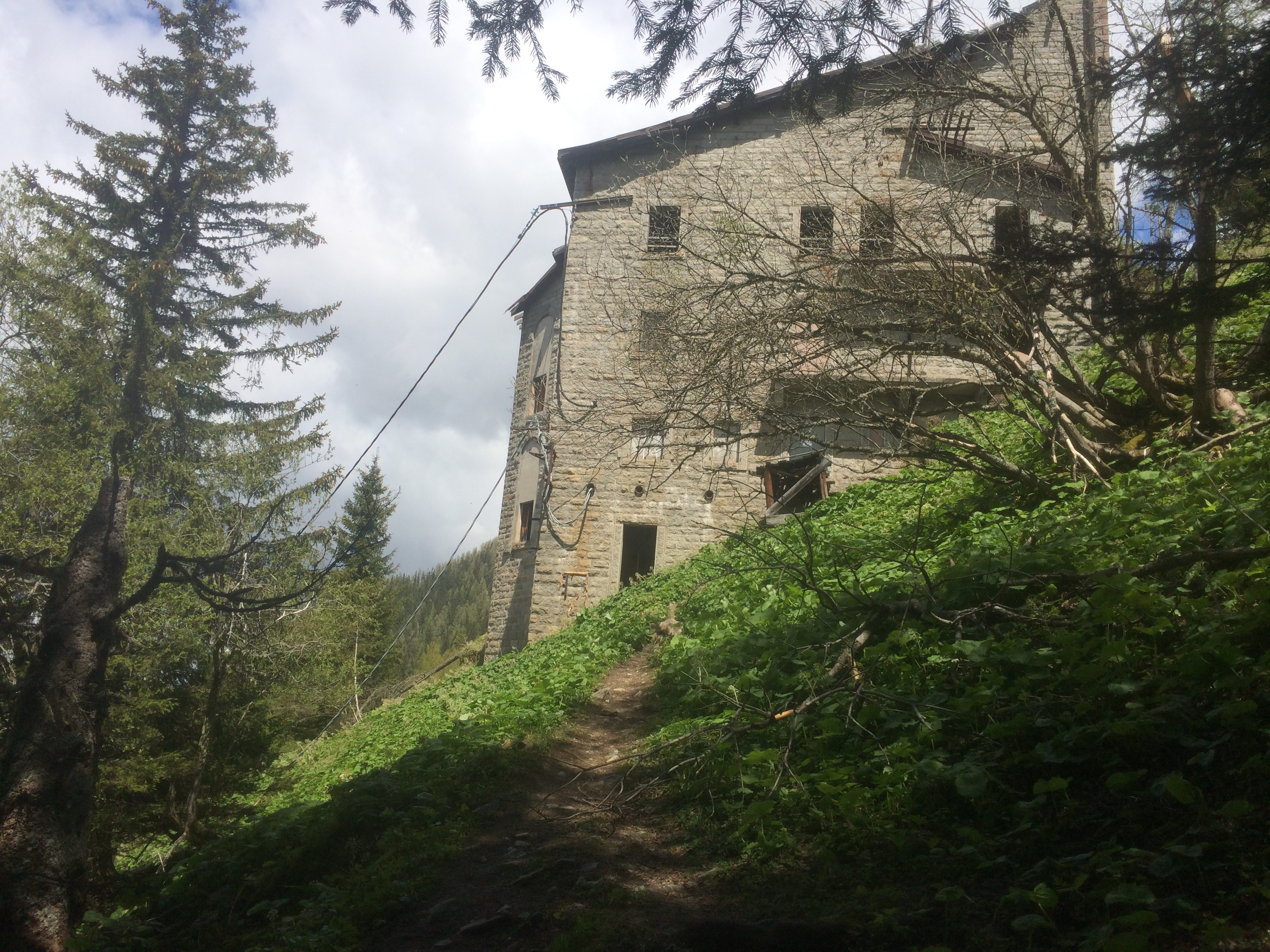
Vue en 2014 de la gare de la Para.

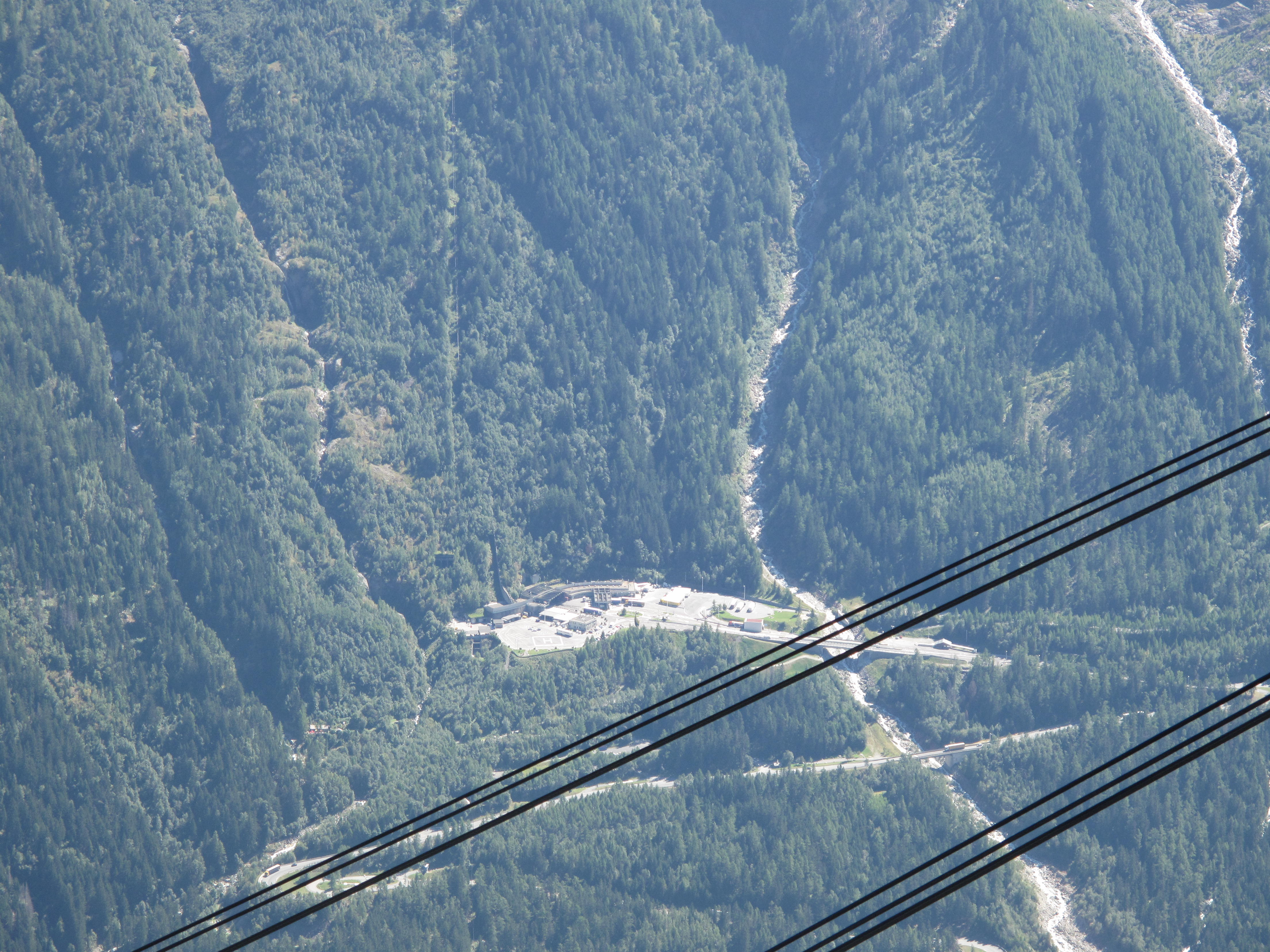
Vue depuis le Brévent au nord de l'entrée nord du tunnel du Mont-Blanc en 2013 : la trace de l'ancien téléphérique, désormais empruntée par la ligne électrique du nouveau téléphérique, est visible dans le bois, passant juste au-dessus de l'entrée du tunnel ; les câbles au premier plan sont ceux du téléphérique du Brévent.

La première pierre de la gare des Pélerins est posée symboliquement en novembre 1909, un an après l'accord du conseil municipal de Chamonix et une fois les dernières procédures administratives remplies. Le mois suivant, Emil Strub décède mais la construction se poursuit tout de même, notamment avec le soutien de l'homme de sciences Joseph Vallot associé à la création d'un observatoire et d'un chemin de fer à crémaillère dans le massif du Mont-Blanc.
Nécessaire aux travaux et au fonctionnement de la remontée mécanique, l'électricité est amenée sur le site des Pélerins depuis Chamonix. La forêt est partiellement défrichée afin de permettre la construction des pylônes et le futur passage des câbles et des cabines. Le chemin muletier qui mène au chalet-refuge de Pierre Pointue sous l'aiguille du Midi est élargi afin de permettre le transport des hommes et du matériel. Des dizaines d'ouvriers, y compris venant de la Vallée d'Aoste, travaillent efficacement au point qu'en 1913 — soit quatre ans après le début des travaux —, les deux gares des Pélerins et de la Para sont terminées et les 27 pylônes entre les deux érigés, attendant de recevoir les câbles. Cette rapidité d'exécution s'explique par le fait que les matériaux utilisés privilégient les ressources trouvées sur place : si les pièces métalliques dont les pylônes sont fournis par la société de travaux Dyle et Bacalan, le bois provient du déboisage nécessaire au passage du téléphérique et la pierre qui sert de bases aux pylônes et à la maçonnerie des gares vient elle du granite de la montagne, délaissant au passage l'emploi du béton alors populaire depuis une cinquantaine d'années dans la construction. De plus, le futur téléphérique est doublé d'un monte-charge qui permet d'acheminer rapidement et facilement hommes, matériels et matériaux tout le long du chantier.
Alors que le premier tronçon du téléphérique est encore en travaux, ceux du second tronçon entre les gares de la Para et des Glaciers débutent une fois son tracé validé en novembre 1912. Le chalet-refuge de Pierre Pointue situé à 2 040 mètres d'altitude, soit 350 mètres plus haut que la gare de la Para et 360 mètres plus bas que celle des Glaciers, accueille les ouvriers au milieu du chantier du second tronçon qui s'étage entre 1 690 et 2 400 mètres d'altitude, 650 à 1 350 mètres au-dessus du fond de la vallée, dans des conditions où le climat montagnard se fait plus sentir. En 1913, alors que le gros œuvre du premier tronçon est terminé, les maçonneries de neuf pylônes de la seconde section sont terminées, quinze autres sont en préparation et les fondations de la gare des Glaciers sont commencées. Là aussi, l'utilisation des matériaux disponibles sur place et l'usage d'un monte-charge permettent une certaine rapidité d'exécution des travaux, bien que des malfaçons soient constatées dans la maçonnerie des pylônes et que les éléments mettent à rude épreuve hommes et machines. Une première cabine du téléphérique est construite dans les ateliers Ceretti & Tanfani à l'image des cabines des funiculaires terrestres, soit une plateforme en escalier de 3,7 mètres de longueur comptant quatre compartiments — deux fermés et deux ouvertes aux extrémités — totalisant 24 places assises et debout. Alors que les câbles sont acheminés à la gare des Pélerins pour une pose rapide et une ouverture immédiate au public, l'entrée en guerre de la France dans le premier conflit mondial le 3 août 1914 met un coup d'arrêt aux travaux pour plusieurs années.
Dans les années suivant la fin de la guerre et en dépit de la mort du promoteur immobilier Marc-Fidel Eugster complétement ruiné le 1er février 1919, le projet de téléphérique reprend doucement vie,. Joseph Vallot, toujours président de la société anonyme, s'associe avec d'autres investisseurs qui injectent des fonds dans l'entreprise renommée « Compagnie française des Chemins de Fer de Montagne (CCFM) » le 22 octobre 1922. La récemment rebaptisée Chamonix-Mont-Blanc est alors une destination de villégiature de choix, le tourisme montagnard étant en plein essor avec la popularisation de l'alpinisme, de la randonnée, des sanatoriums et des sports d'hiver. Les visiteurs de la vallée de Chamonix en quête d'air pur arrivent par chemin de fer et profitent des palaces et autres infrastructures touristiques, dont le chemin de fer du Montenvers inauguré en 1909. Ce contexte entraîne une frénésie de projets d'infrastructures touristiques variées qui se concrétisent notamment par l'ouverture des téléphériques de Planpraz en 1928 et du Brévent en 1930 ou encore qui préfigurent la réalisation de la télécabine de la Vallée Blanche trente ans plus tard.
L'évènement qui va donner un coup de fouet à la reprise des travaux est l'annonce en juin 1922 de la tenue à Chamonix-Mont-Blanc deux ans plus tard des tout premiers Jeux olympiques d'hiver. Sentant l'opportunité se présenter, la CCFM souffle l'idée des Pélerins comme lieu de la construction de la piste de bobsleigh, arguant que le téléphérique presque terminé pourrait être utilisé pour desservir l'infrastructure. Le choix se révèle pertinent puisque les travaux démarrent en 1922. Le pylône servant de point d'ancrage et de tension aux câbles est aménagé avec l'adjonction d'une estacade permettant la descente avant la gare amont de la Para et la piste de bobsleigh est construite avec le granite extrait sur place, les 19 virages évoluant dans le bois au-dessus des Pélerins entre l'estacade et la gare aval,. Les techniques ayant progressé rapidement depuis le début de la construction du téléphérique près de quinze ans auparavant, quelques modifications apportant plus de sécurité sont entreprises, notamment sur les types de câbles et sur les cabines de moindre capacité que la première version puisque réduites de 24 à 18 places. Quelques difficultés dans la pose des câbles et un enneigement important n'empêchent pas la mise en service partielle du téléphérique le 28 décembre 1923. Un mois plus tard, les visiteurs et supporters se pressent aux Pélerins pour découvrir la piste de bobsleigh et les épreuves qui s'y déroulent mais également le « chemin de fer de montagne », premier téléphérique transportant des voyageurs de France, dont l'image de la toute première cabine sortant de la gare avec ses voyageurs embarqués fait sensation. En réalité, la ligne est seulement en partie en service, les deux cabines installées ayant surtout un but promotionnel symbolique tandis que c'est le monte-charge de service qui transporte les traineaux et les athlètes.
Une fois les jeux olympiques terminés, le chantier reprend et les ouvriers et ingénieurs s'attèlent à terminer la ligne afin d'en faire un véritable téléphérique pleinement opérationnel sur toute sa longueur. Ainsi, la pose complète des câbles permet d'ouvrir aux voyageurs la section Pélerins-Para le 1er juillet 1924. Trois ans supplémentaires sont nécessaires pour achever la seconde section Para-Glaciers avec la reprise des malfaçons sur les maçonneries, la construction de la gare des Glaciers et la pose des câbles ; le second tronçon est ouvert le 11 juin 1927 et inauguré le 7 août lors d'une cérémonie réunissant 130 convives dans le restaurant d'altitude mais sans Joseph Vallot, décédé en 1925. Des promoteurs du projet, Wilhelm Feldmann, Emil Strub, Marc-Fidel Eugster et Joseph Vallot, seul Giulio Ceretti est encore vivant lorsque le téléphérique ouvre dans sa totalité, bien qu'il ne soit plus associé au projet par choix depuis 1922 et par la force des choses depuis 1914.
Dans la première section du téléphérique entre les gares des Pélerins et de la Para, la ligne franchit un couloir d'avalanche et d'éboulis, la « Ravine Blanche ». Afin d'assurer le passage en toute sécurité, deux pylônes, les no 17 et 18, sont espacés de 140 mètres, la plus longue section de cette partie du téléphérique, et leurs bases sont protégées par deux paravalanches déflecteurs réalisés en granite maçonnés. Ces protections se révèleront utiles puisque le 11 mars 1931, une importante avalanche détruit le pylône no 18. Il ne sera pas reconstruit car le câble porteur est suffisamment dimensionné pour permettre le franchissement par les cabines de la nouvelle portée de 230 mètres entre les pylônes no 17 et 19, survolant la base maçonnée de l'ancien pylône no 18.

La gare des Pélerins en 2023
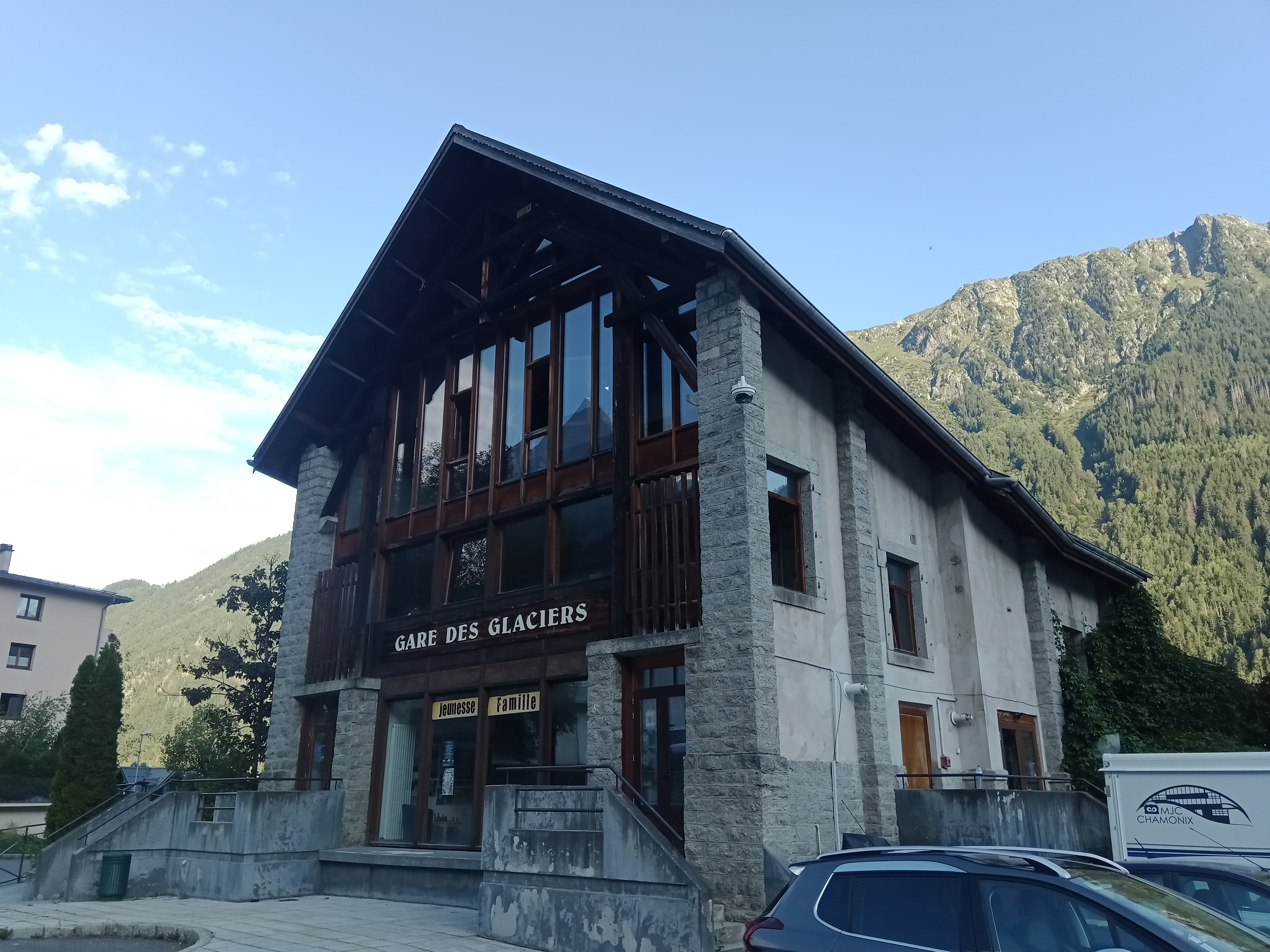
Vue générale de la gare.
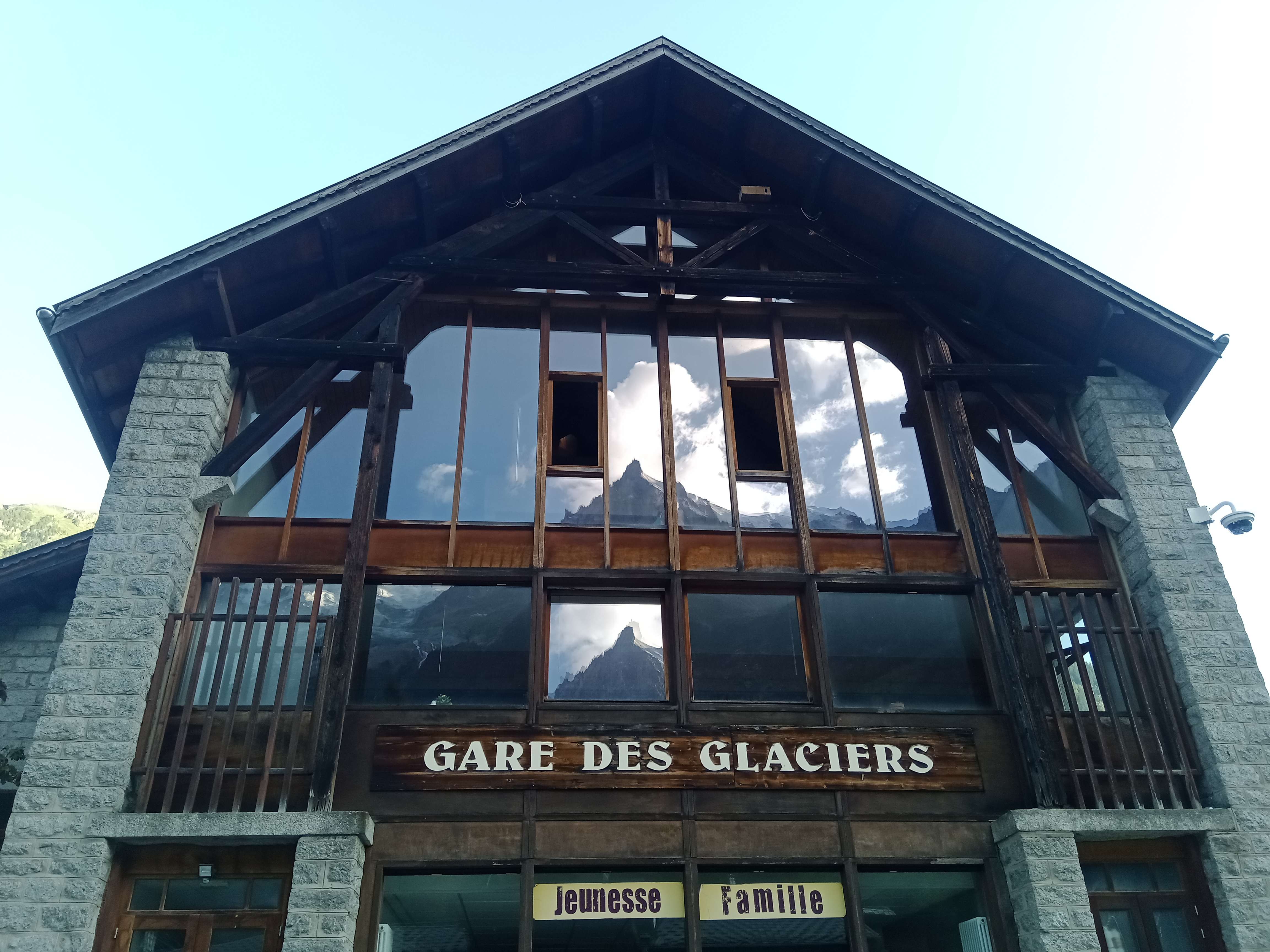
La verrière fermant l'ouverture par laquelle transitaient les cabines.
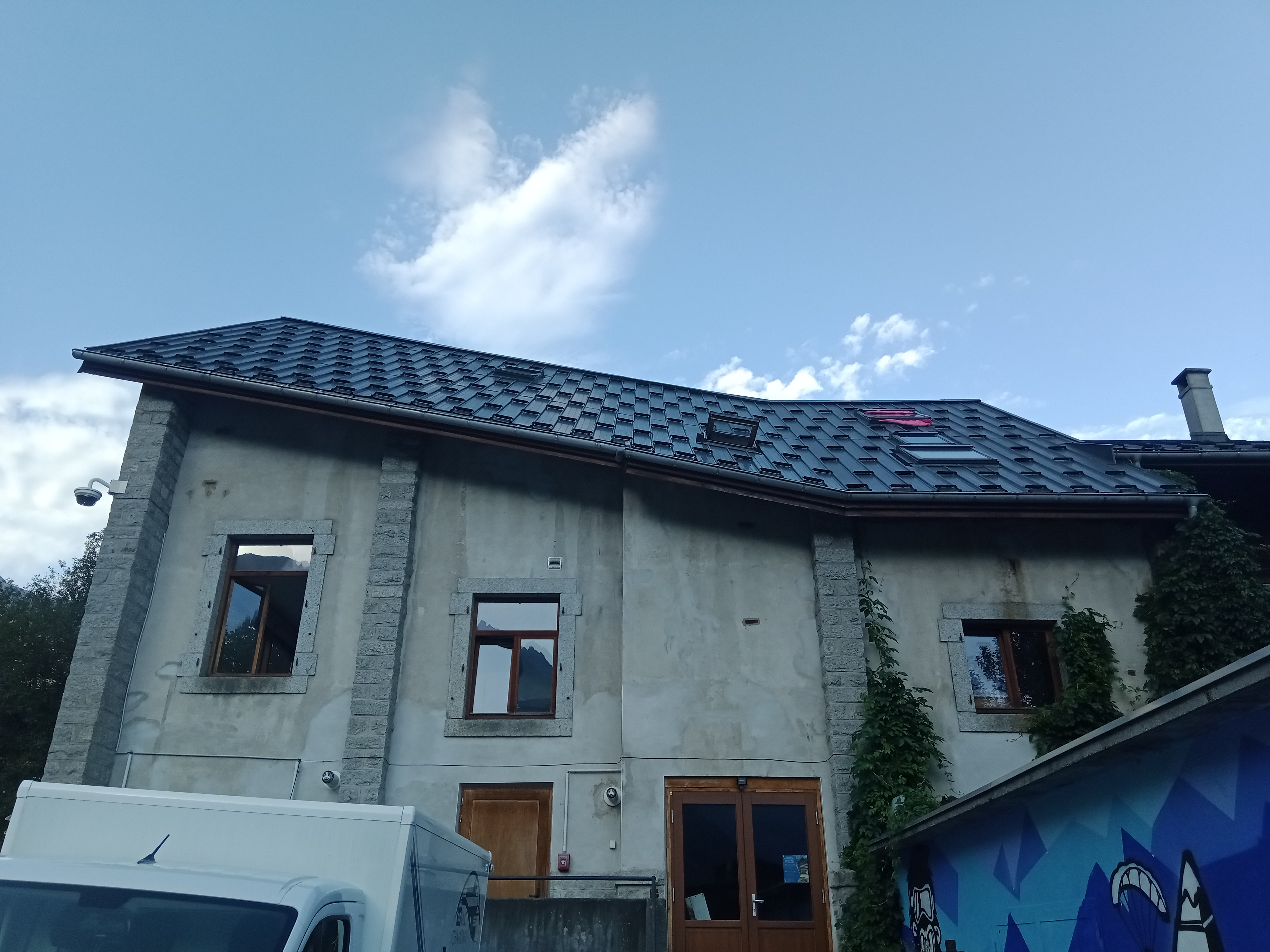
Vue de côté de la gare.
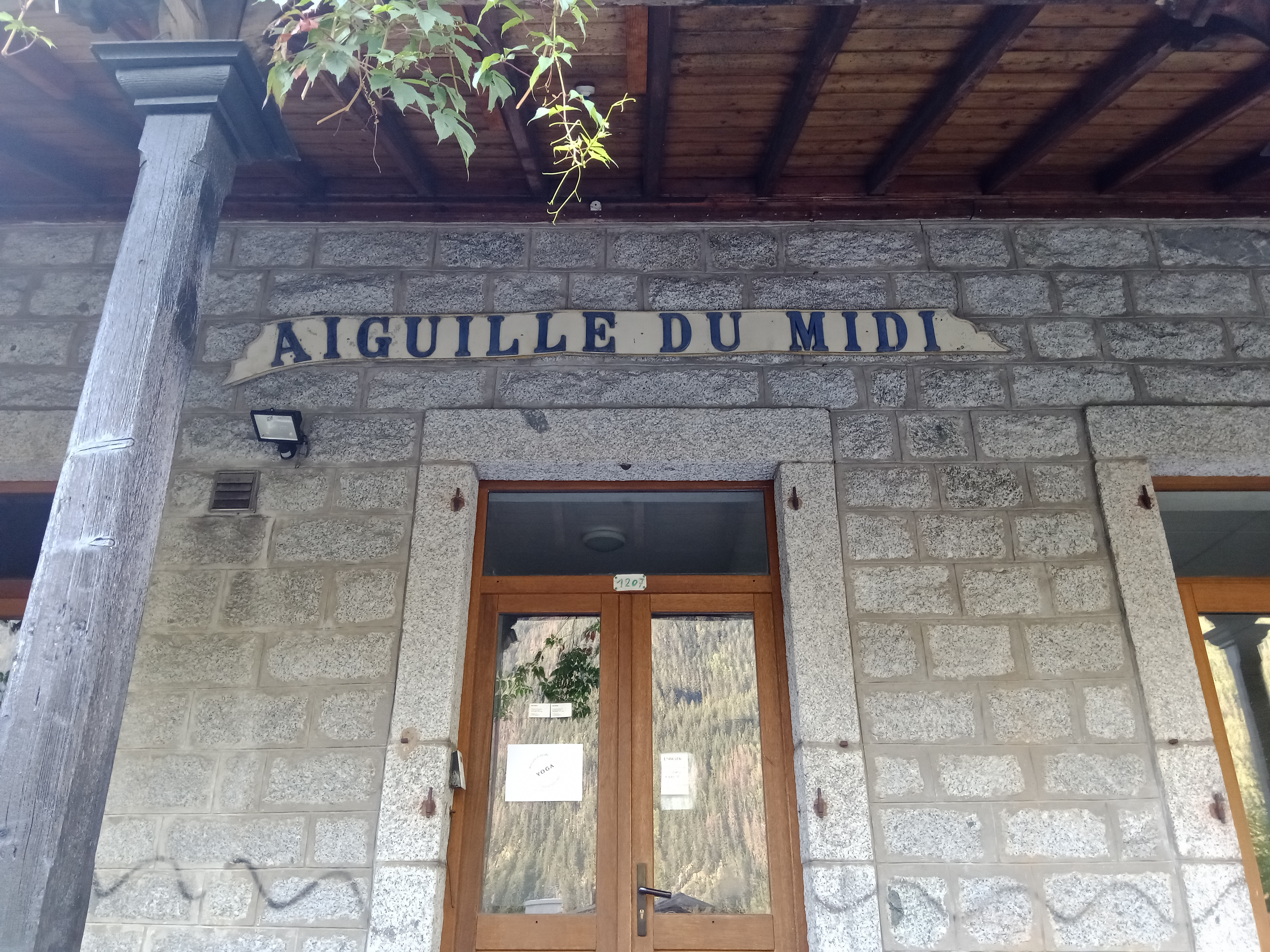

Première section du téléférique
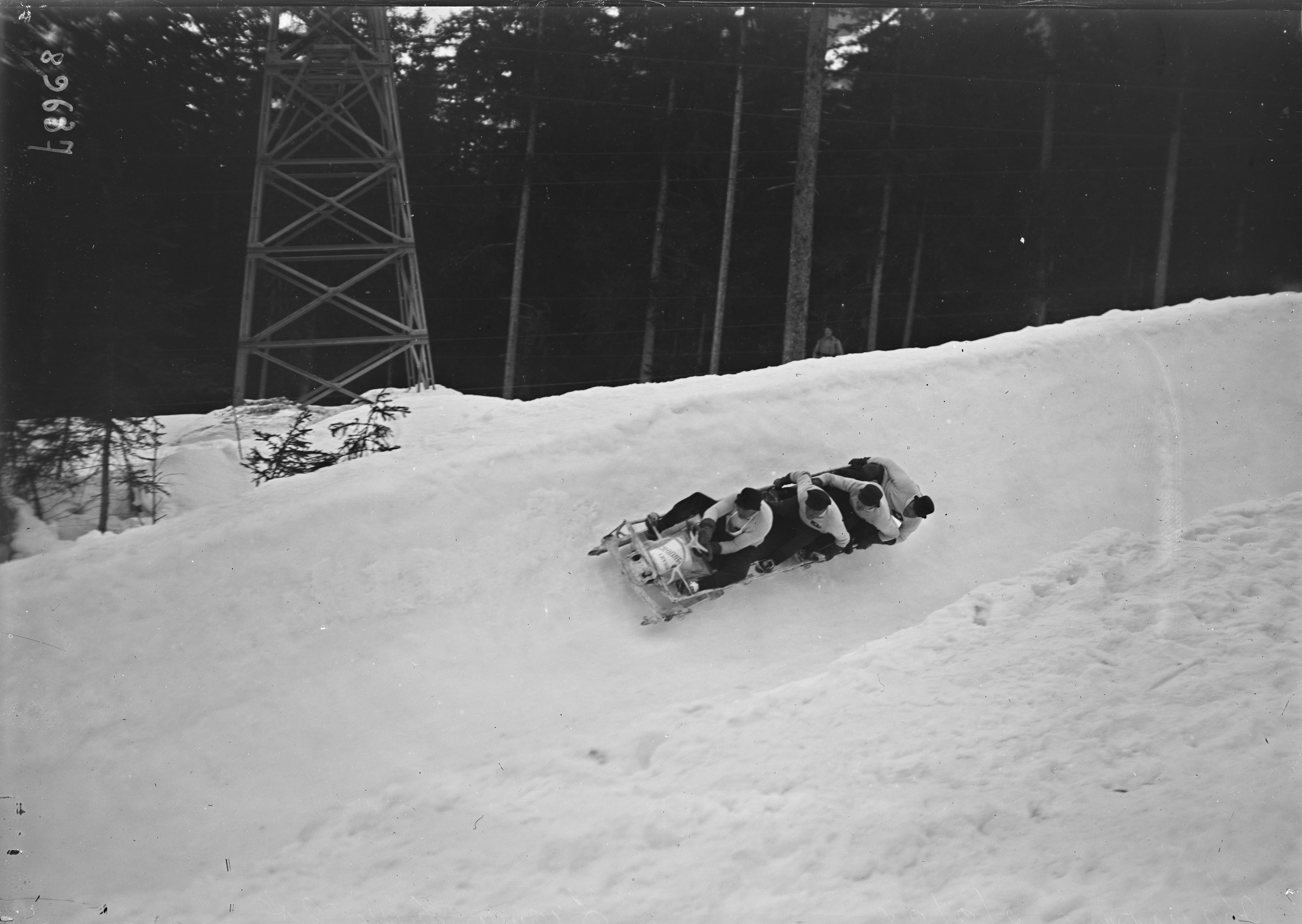
L'équipe suisse sur la piste olympique de bobsleigh des Pélerins avec en arrière-plan l'un des pylônes du téléférique lors des Jeux olympiques d'hiver de 1924.
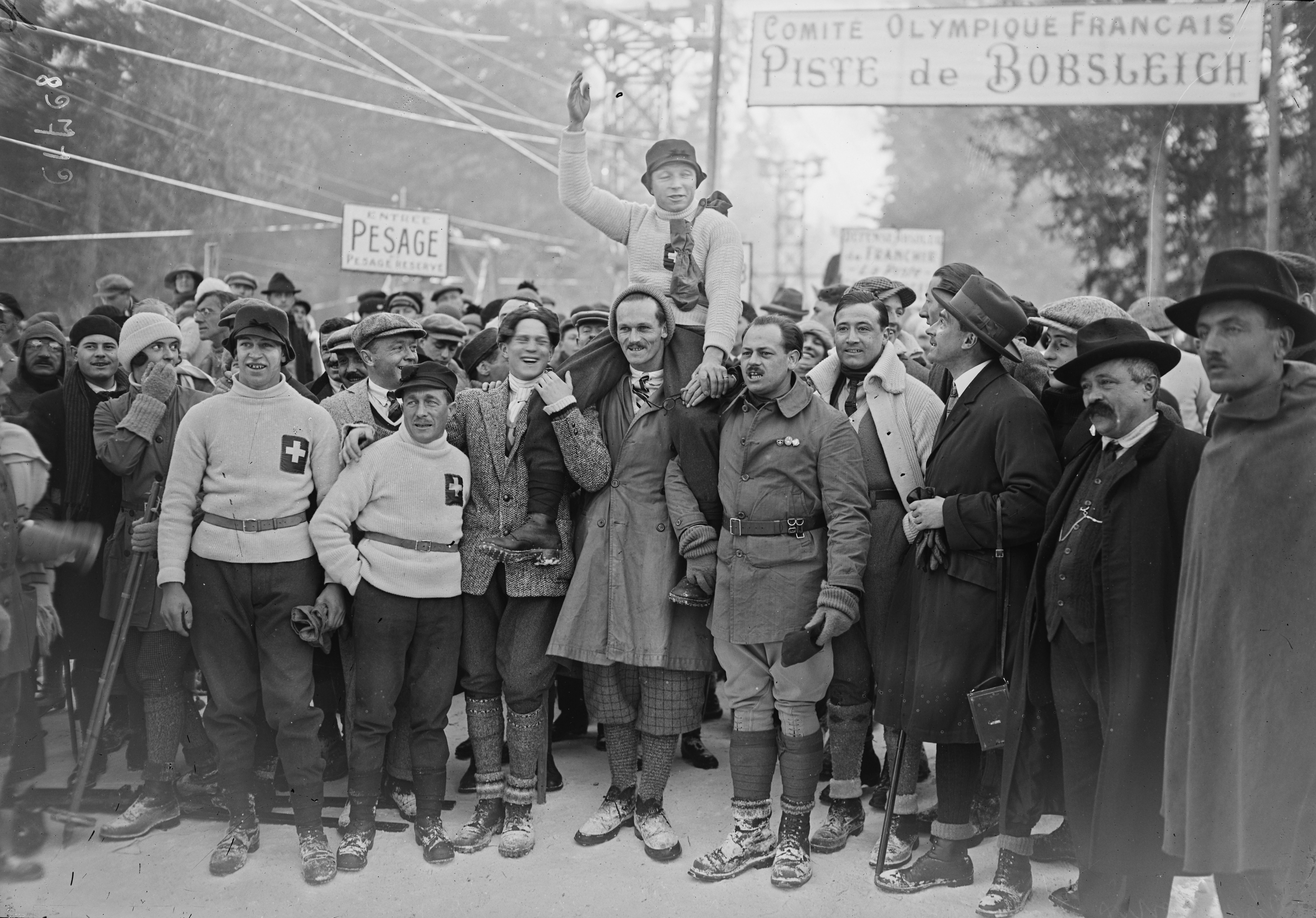
Le capitaine l'équipe suisse porté en triomphe devant la piste de bobsleigh le 3 février 1924 : des pylônes et des câbles du téléférique sont visibles en arrière-plan.
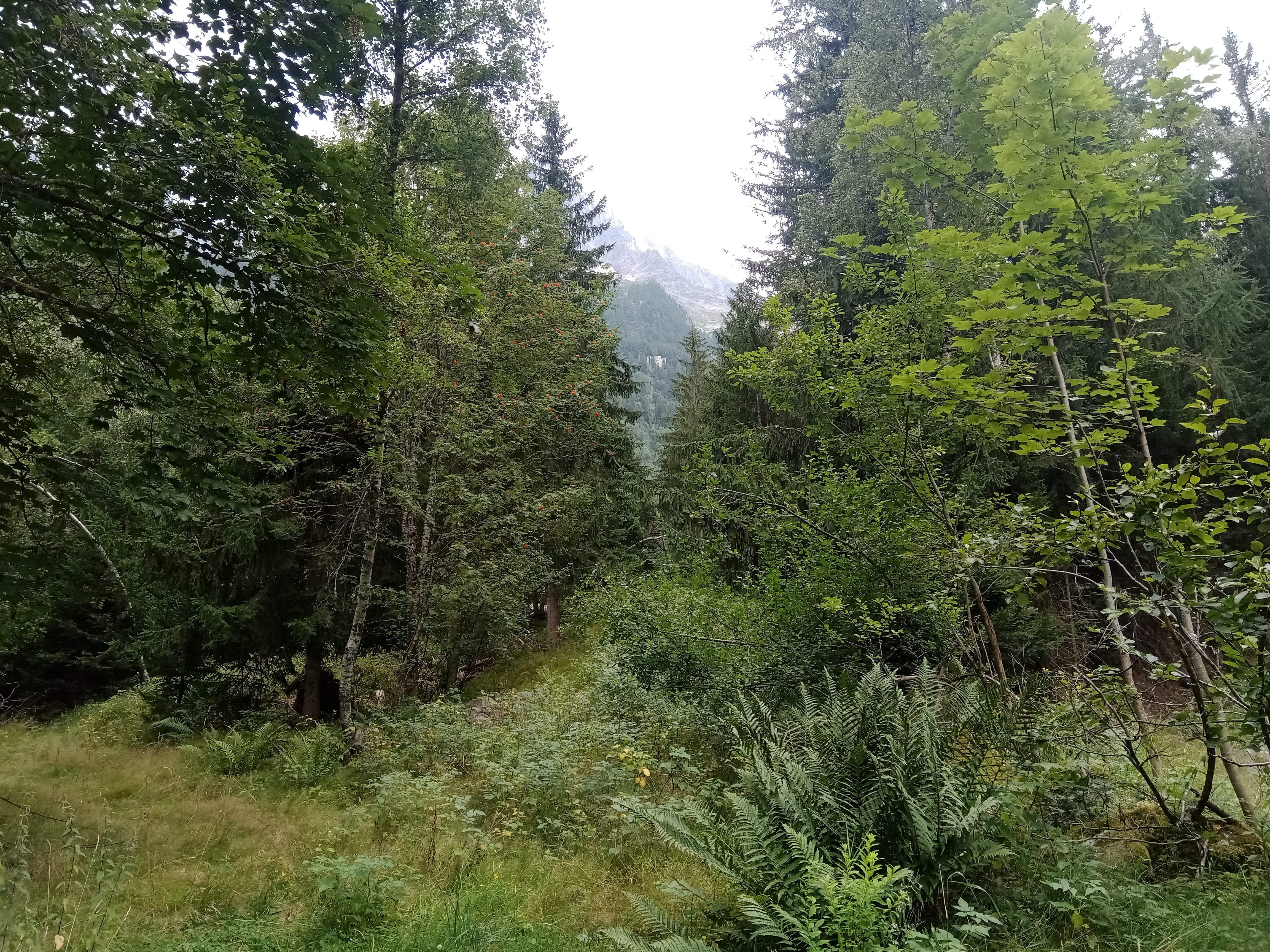
L'axe du téléphérique avec la gare de la Para en ligne de mire dans la forêt au-dessus des Pélerins en 2023.
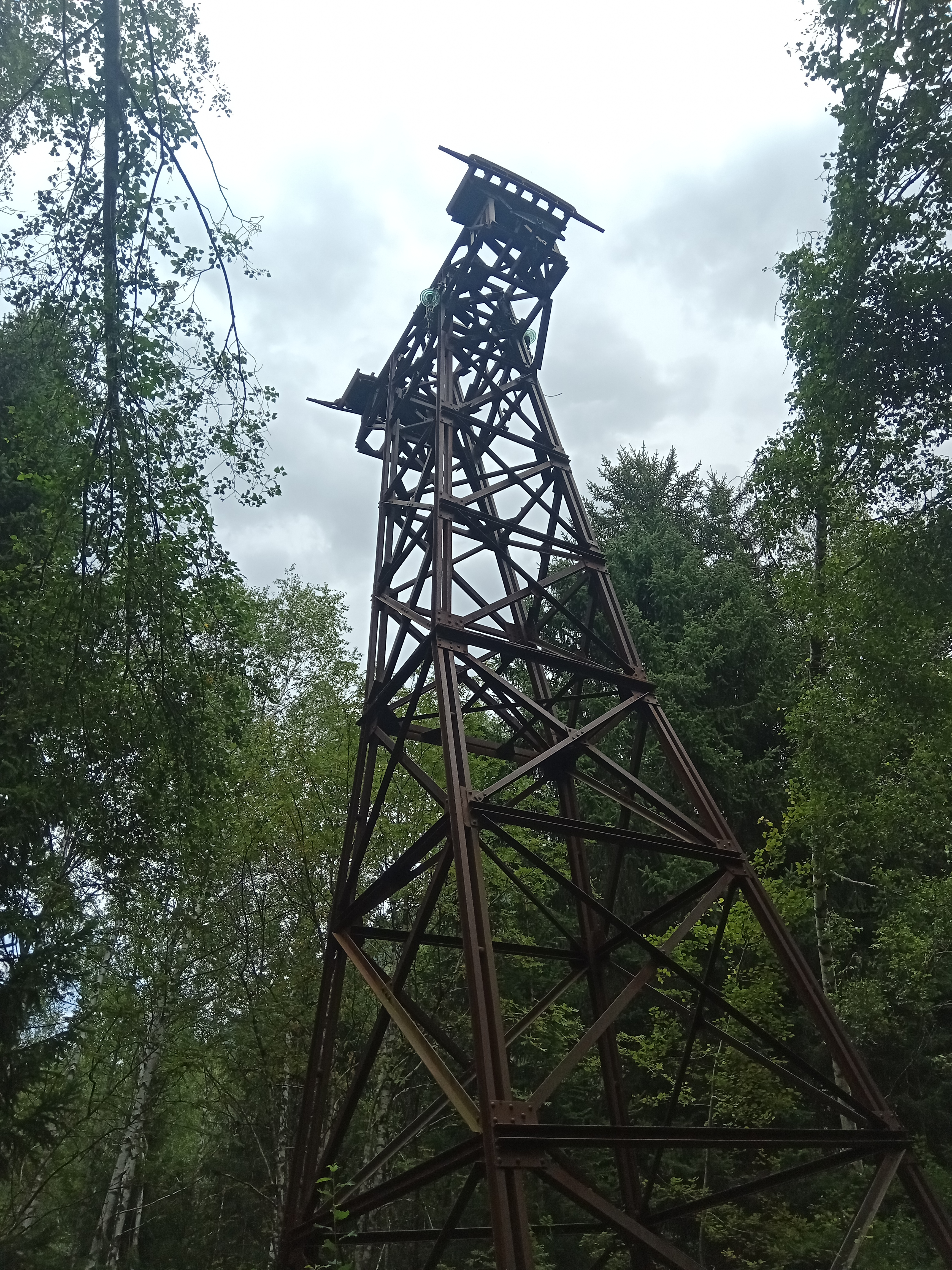
Pylône dans la forêt au-dessus des Pélerins en 2023.
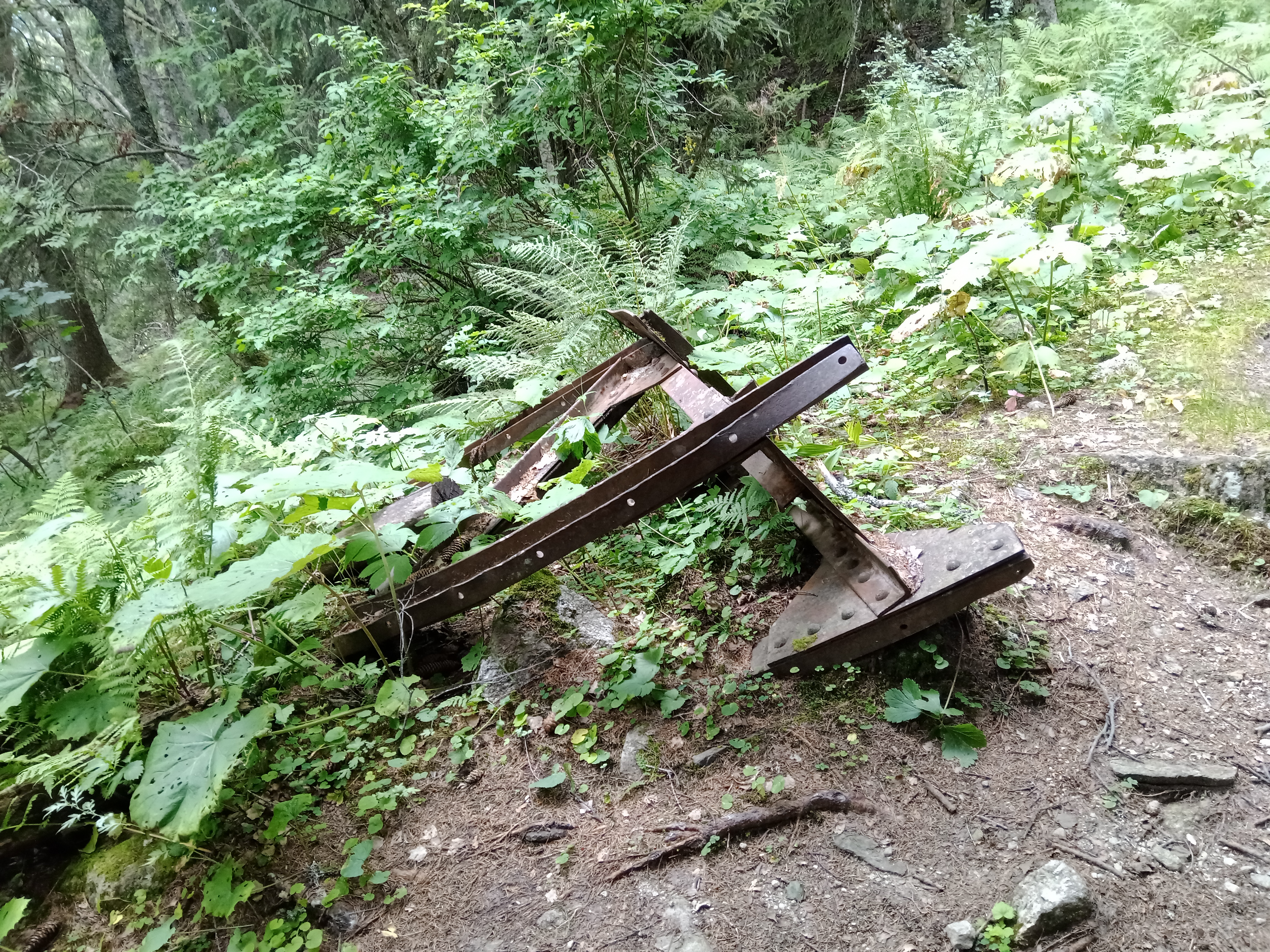
Morceau de pylône dans la forêt au-dessus des Pélerins en 2023.
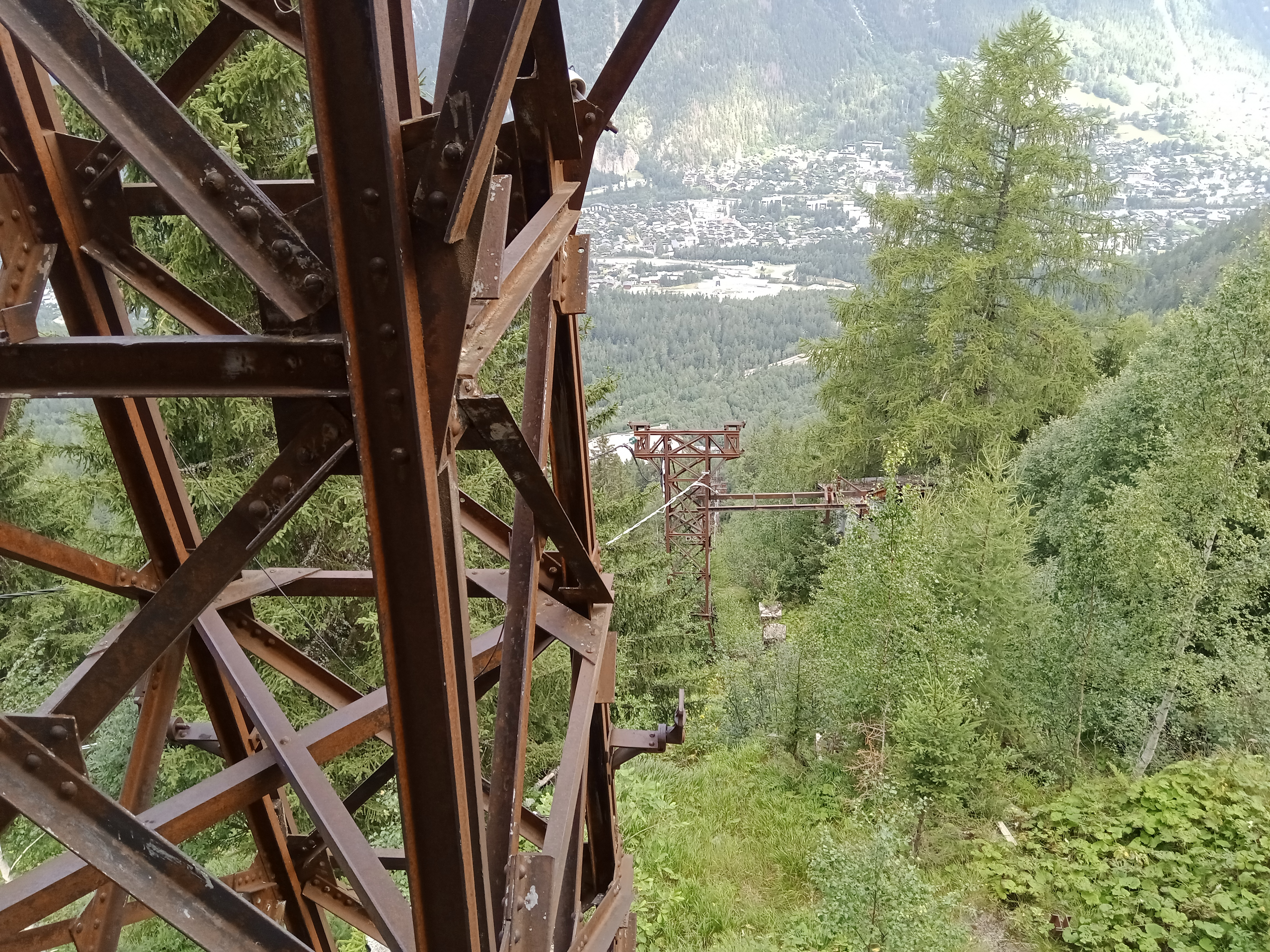
La première section du téléférique vu depuis la gare de la Para en 2023.

La gare de la Para du côté de l'arrivée de la première section du téléférique en 2023
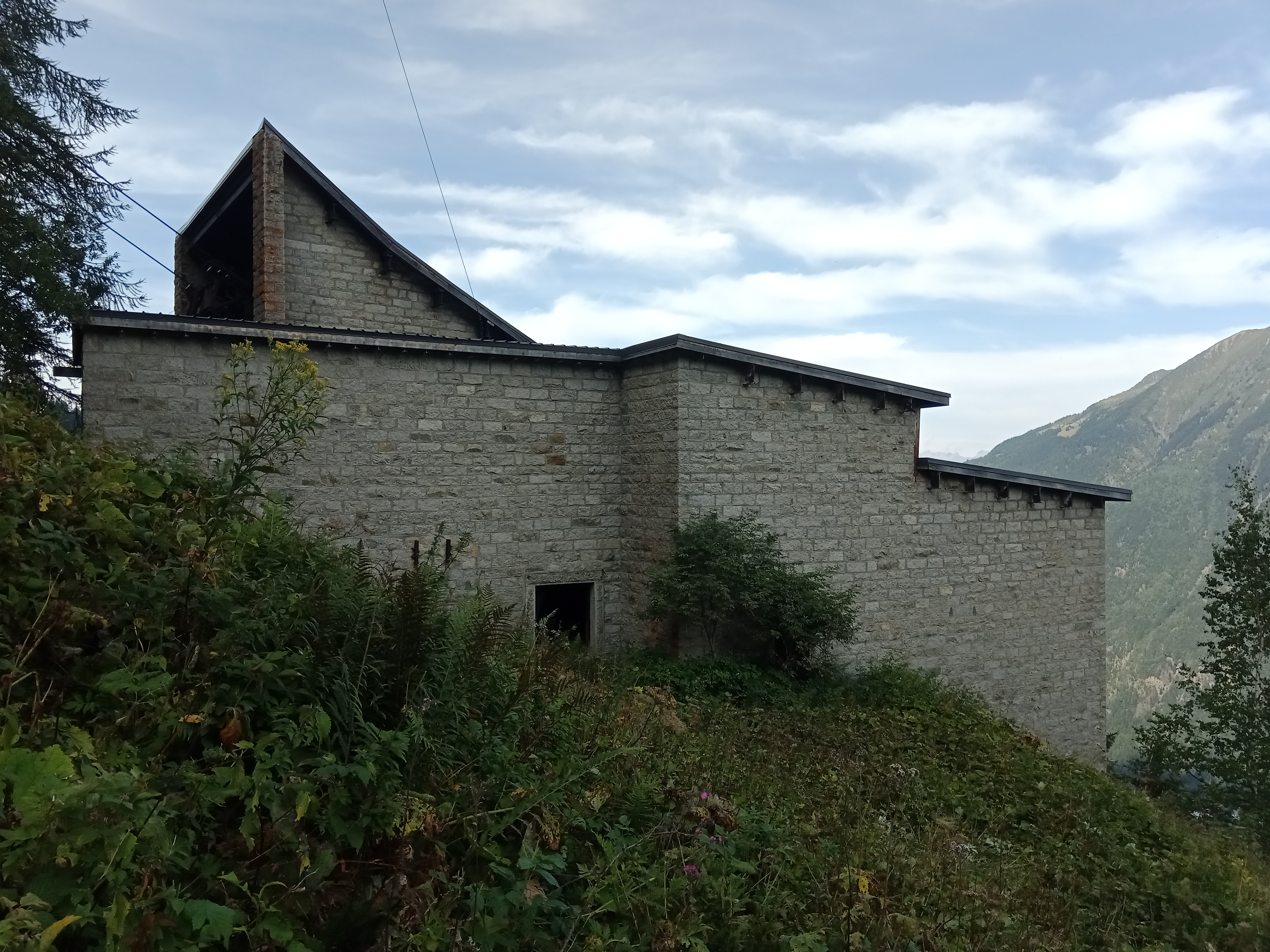
Vue de côté.
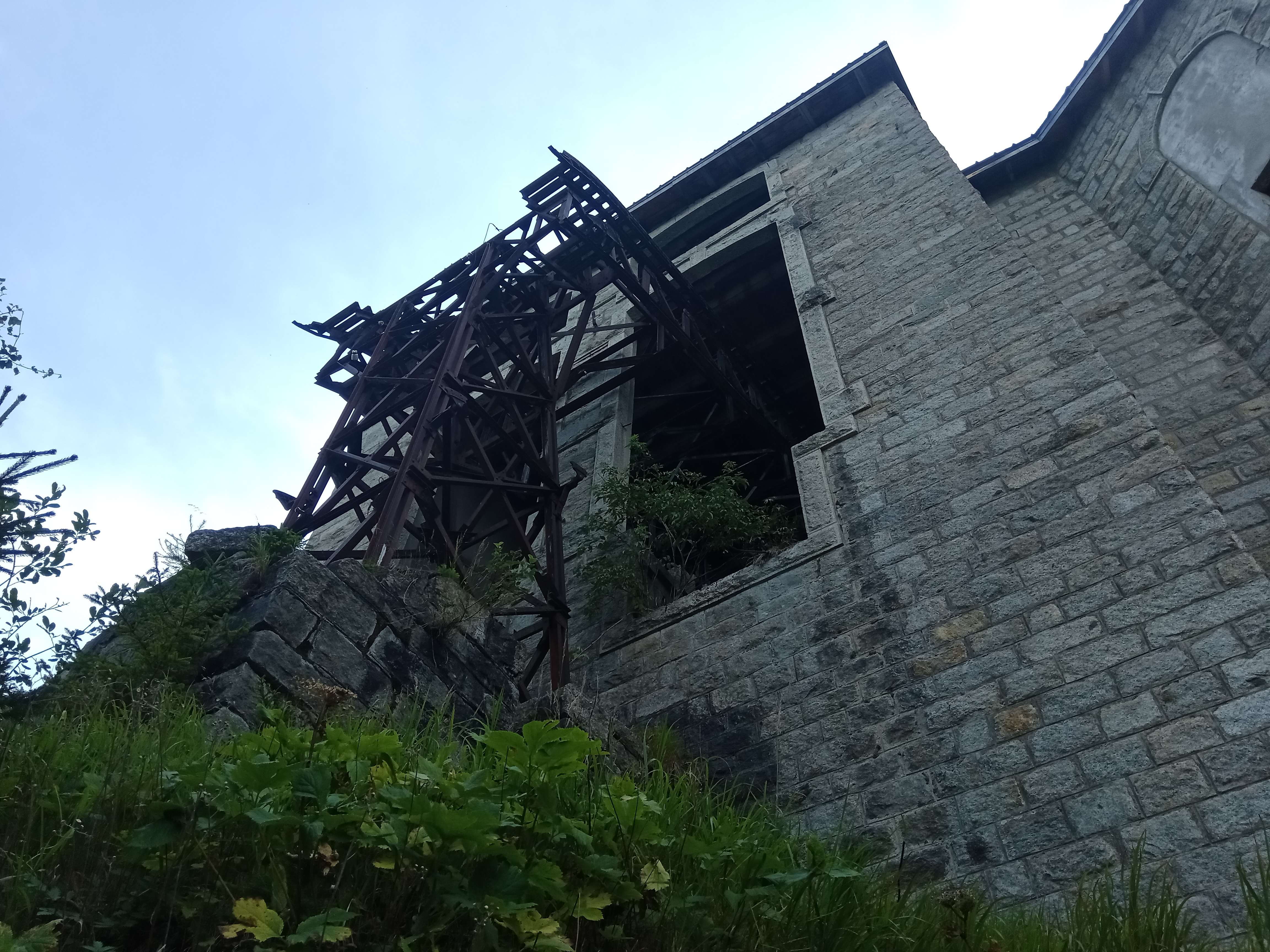
L'ouverture dans le bâtiment.
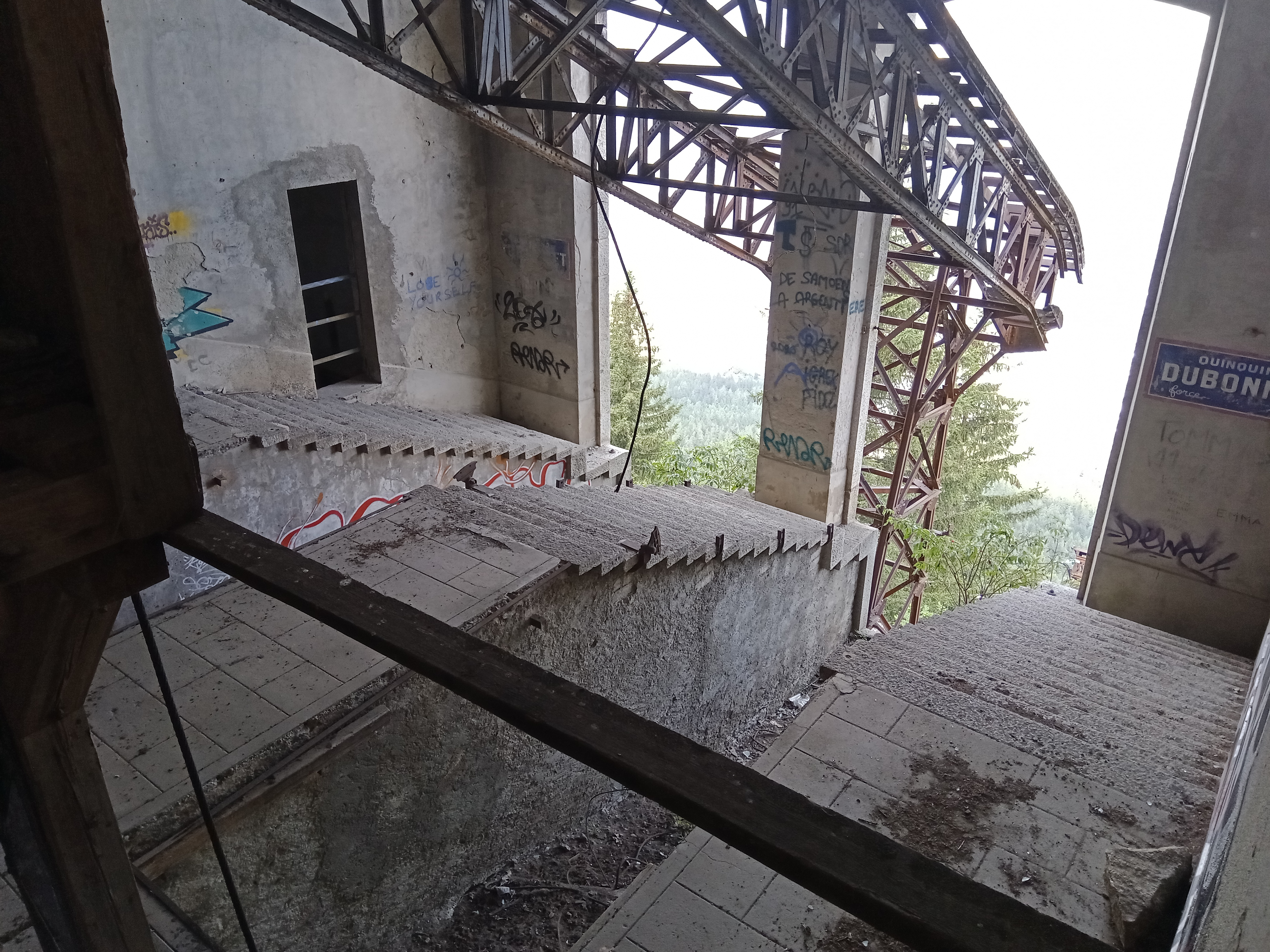
Les quais.
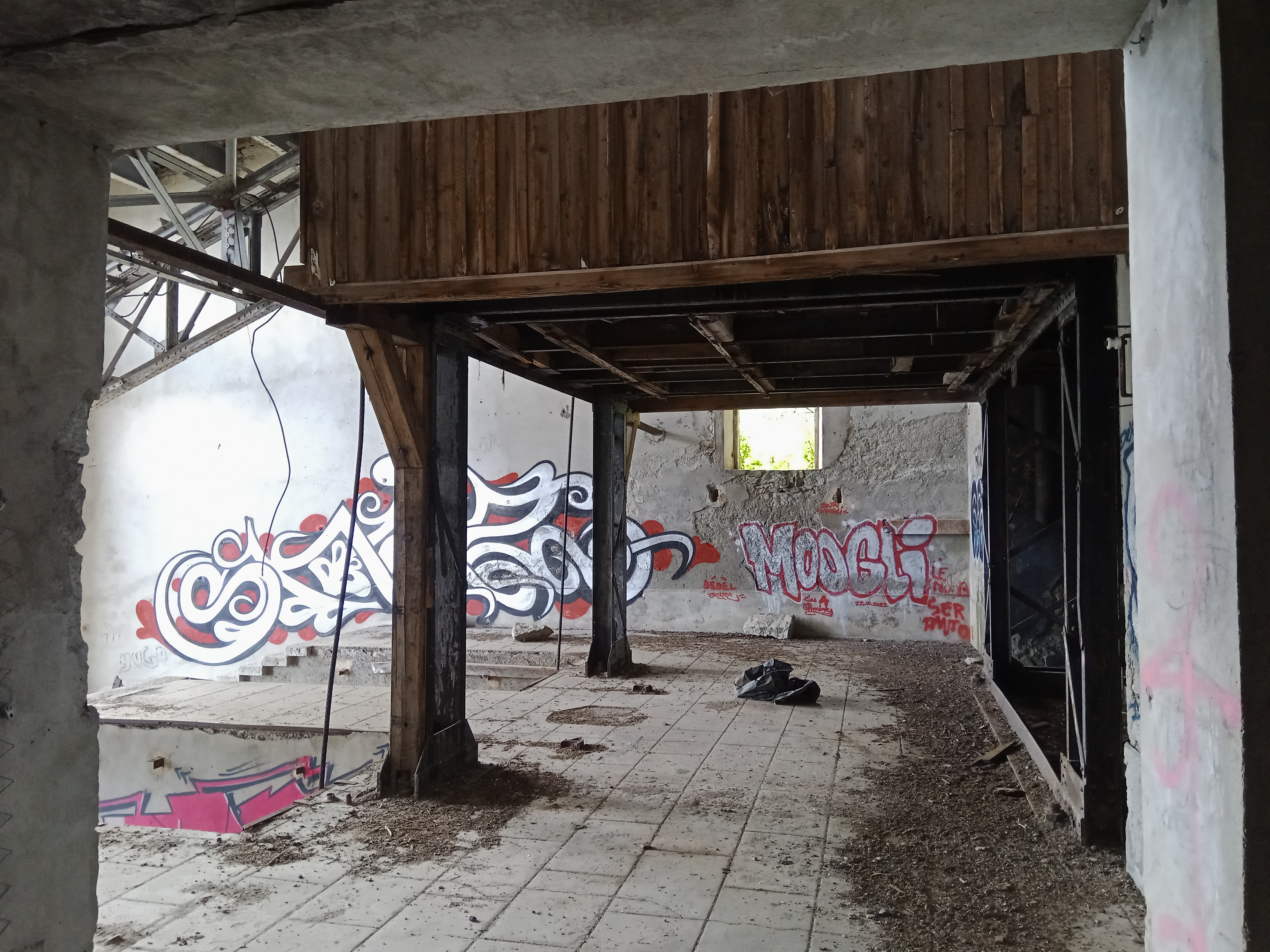
La salle des voyageurs.
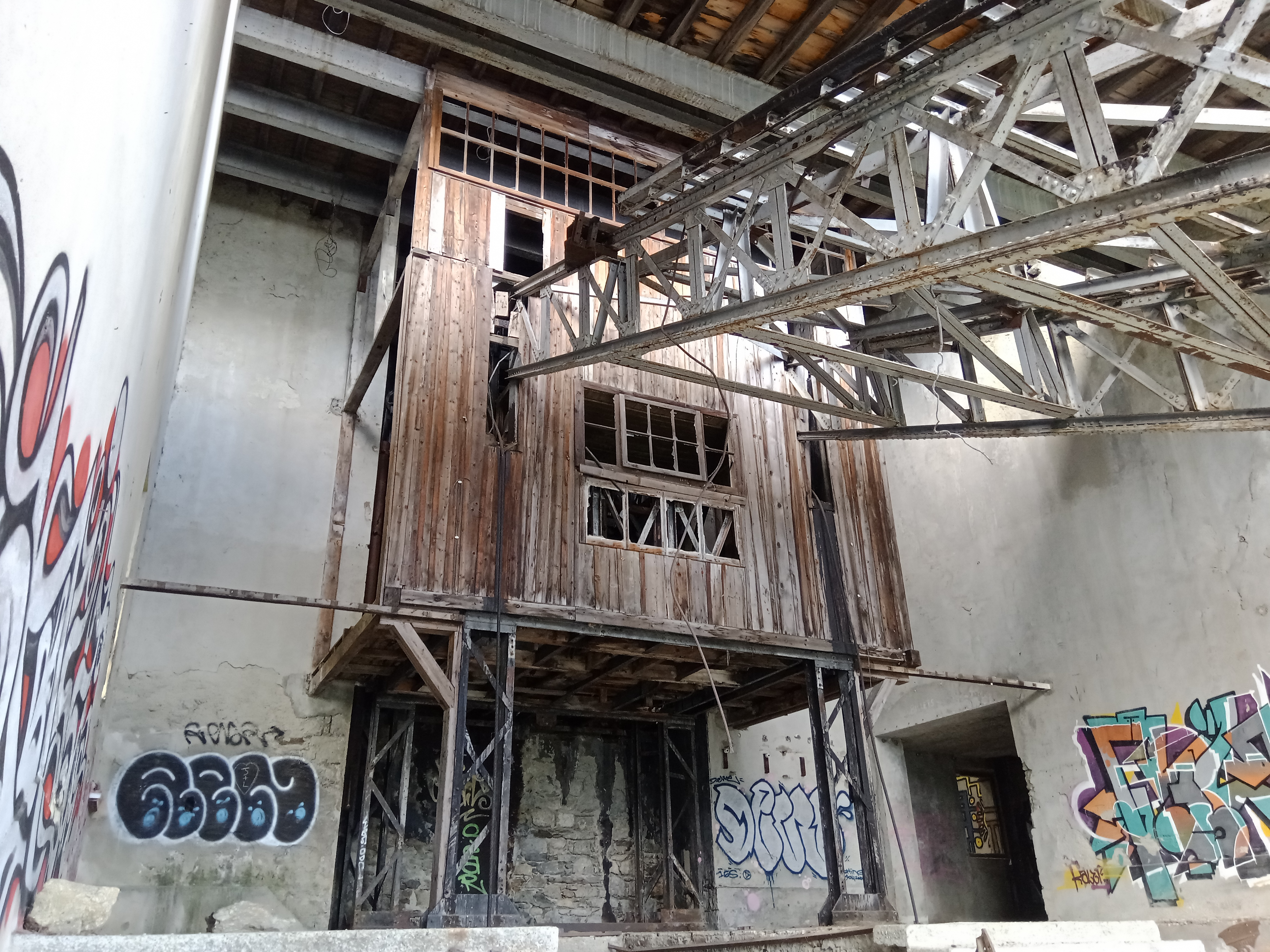
Le poste de machinerie.
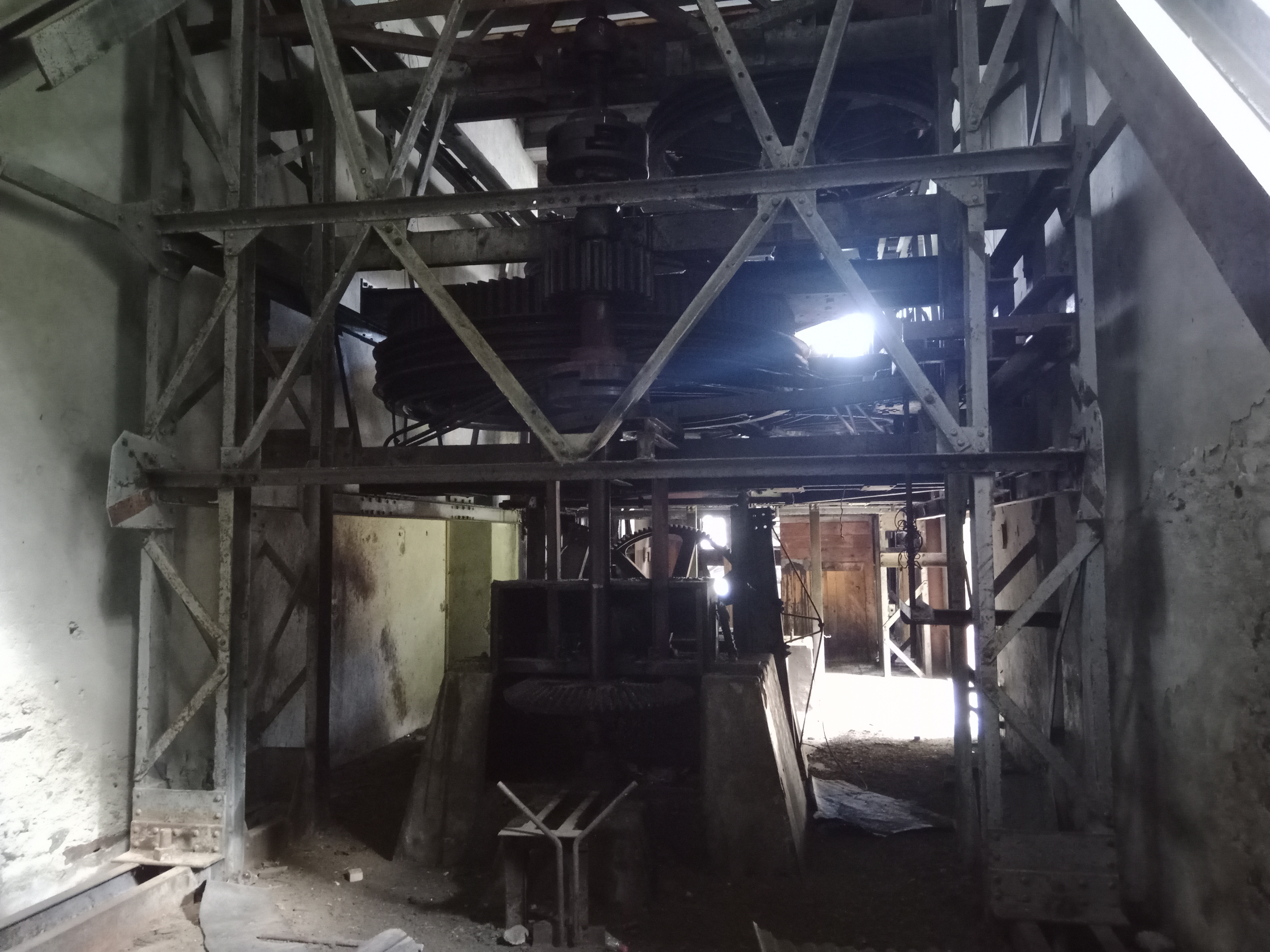
La salle des machines.
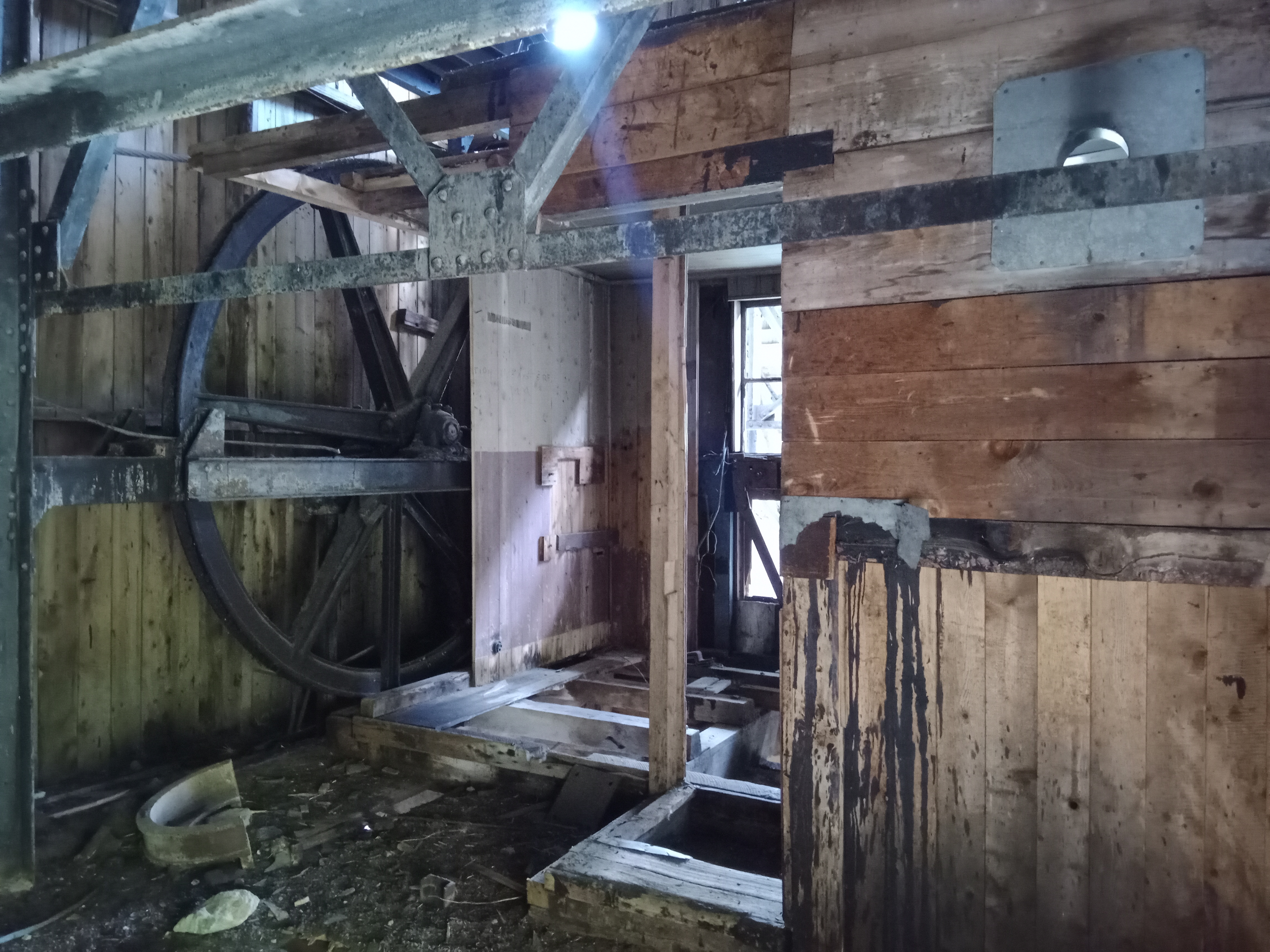
La salle des machines.

La gare de la Para du côté du départ de la deuxième section du téléférique en 2023
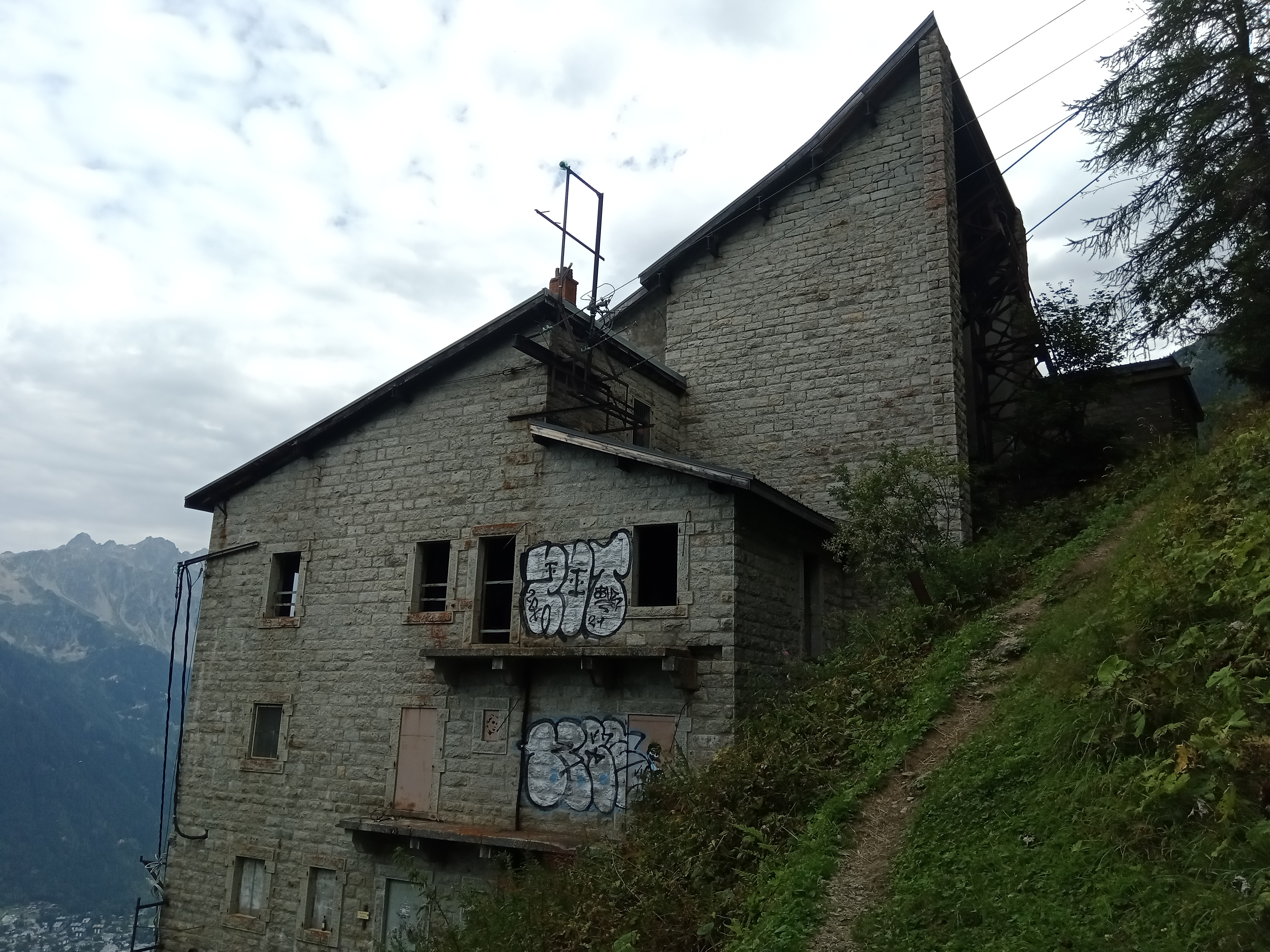
Vue de côté.
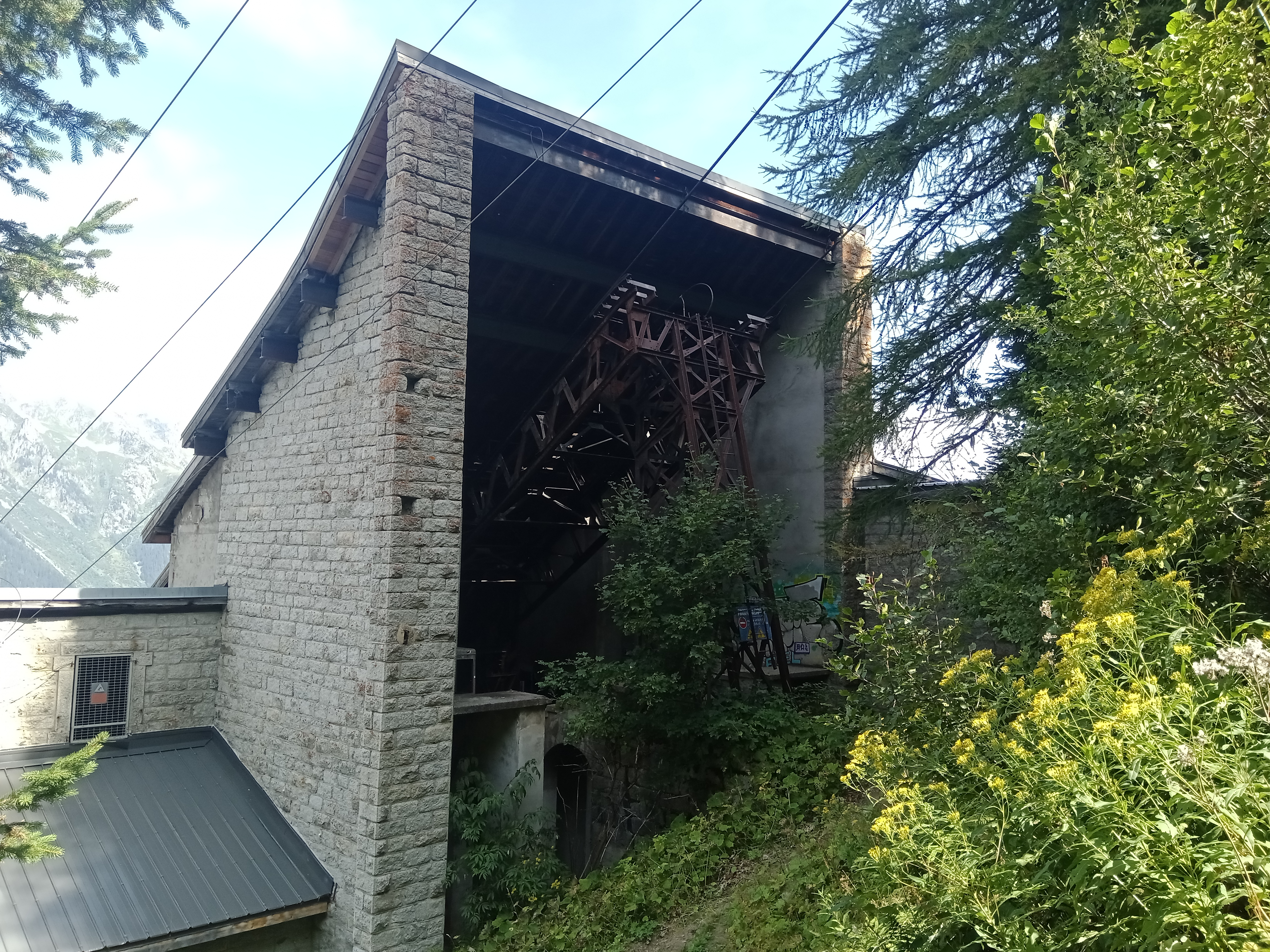
L'ouverture dans le bâtiment.
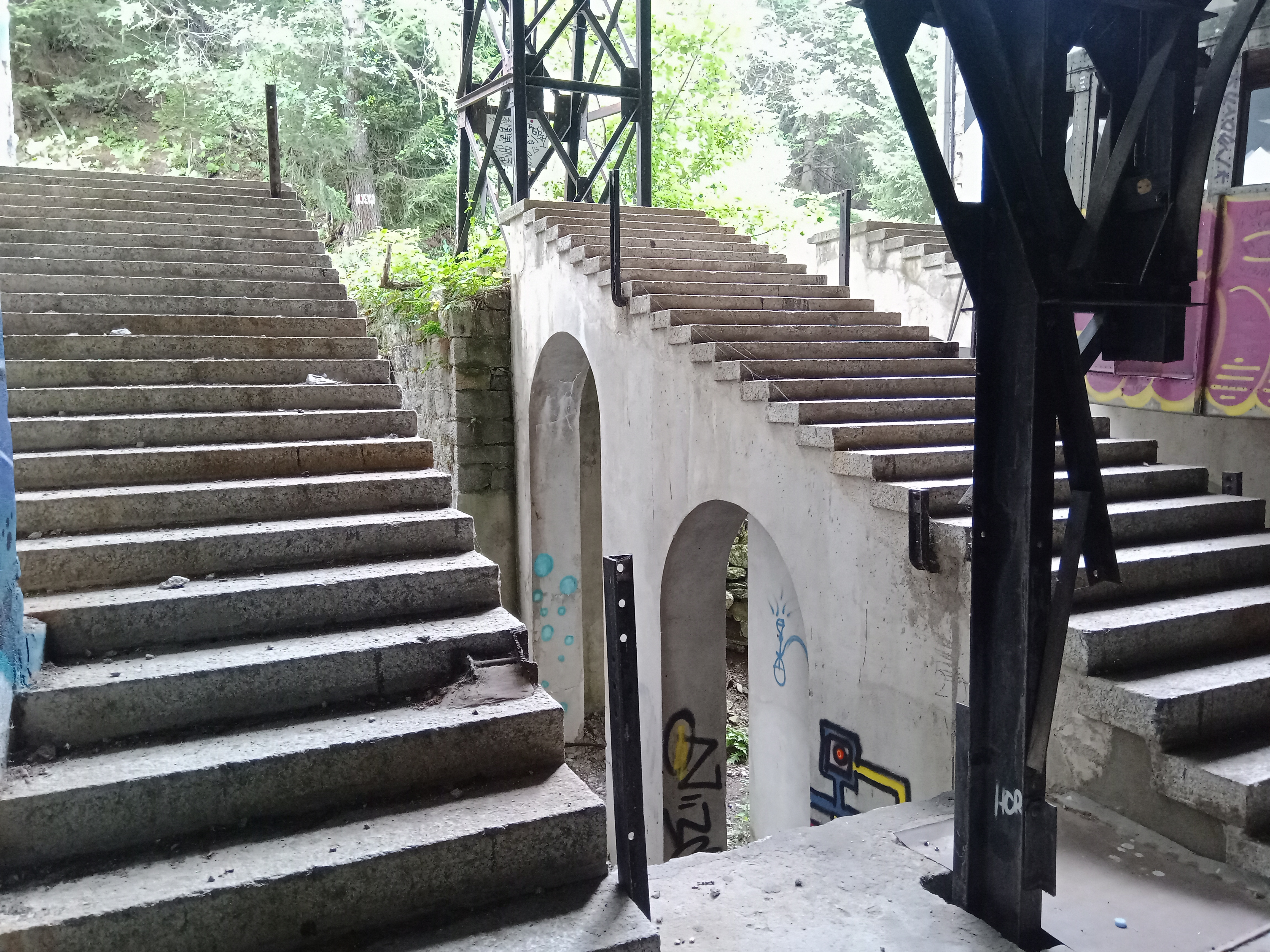
Les quais.
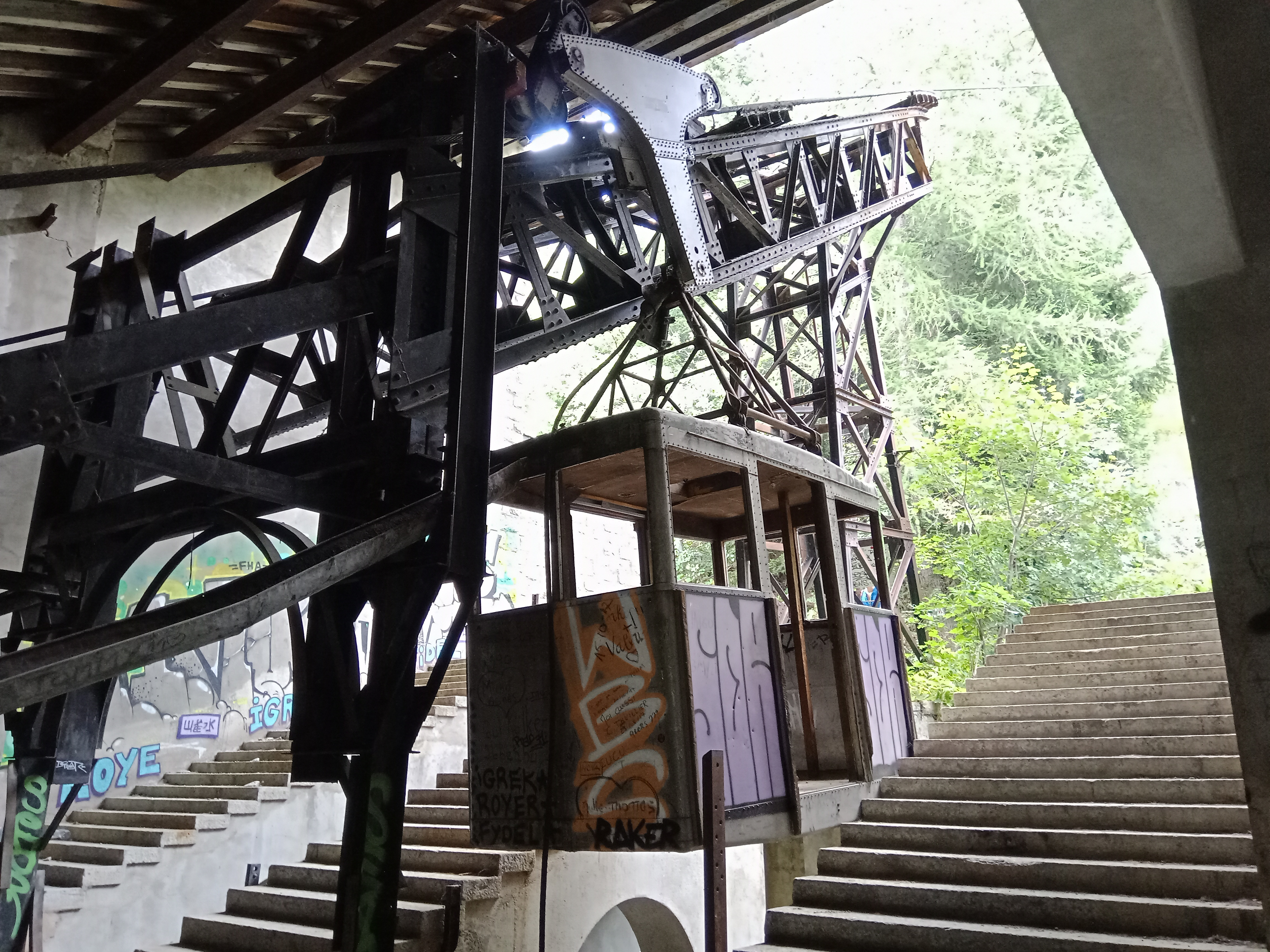
La cabine à quai.
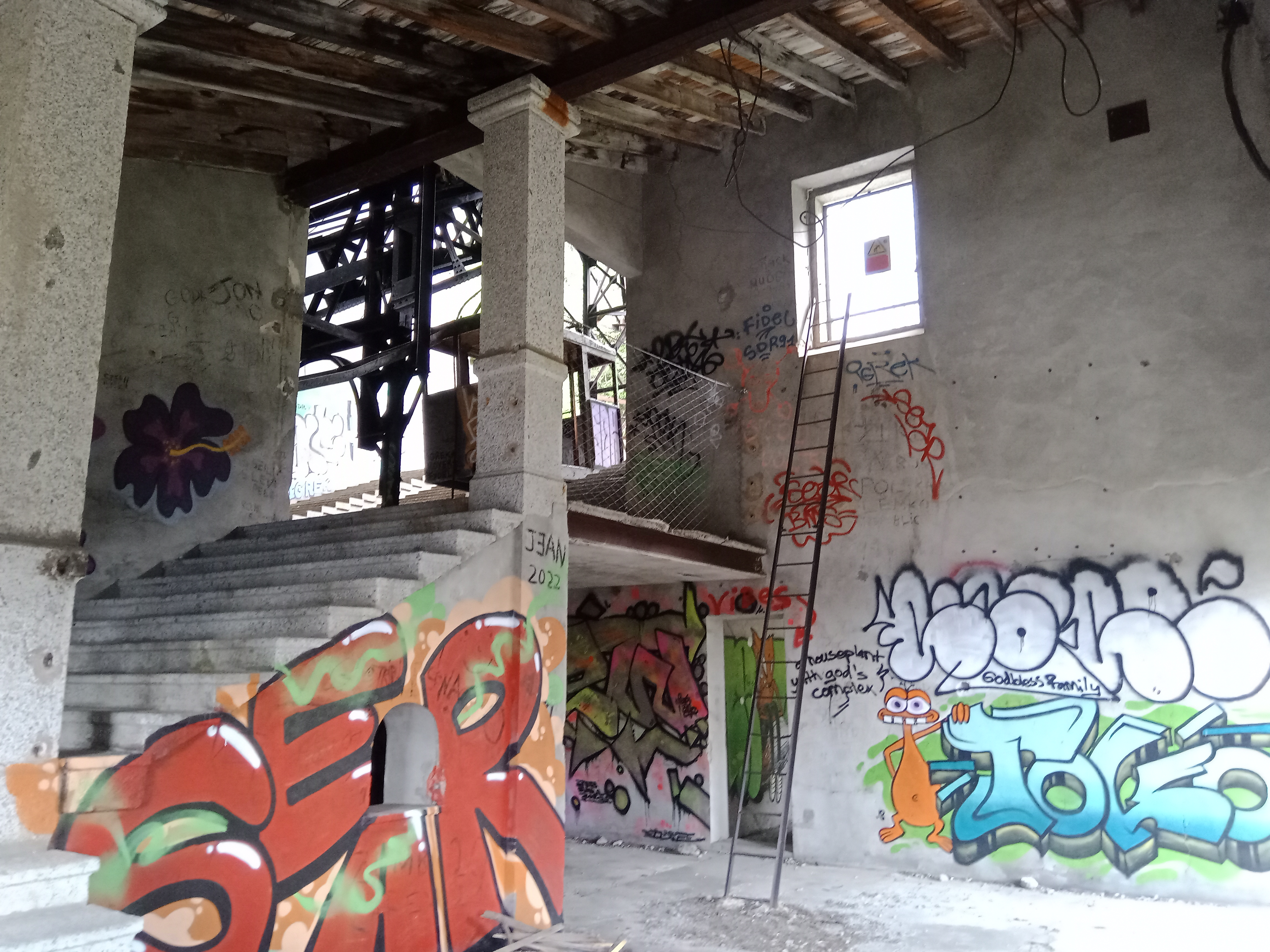
La salle des voyageurs.
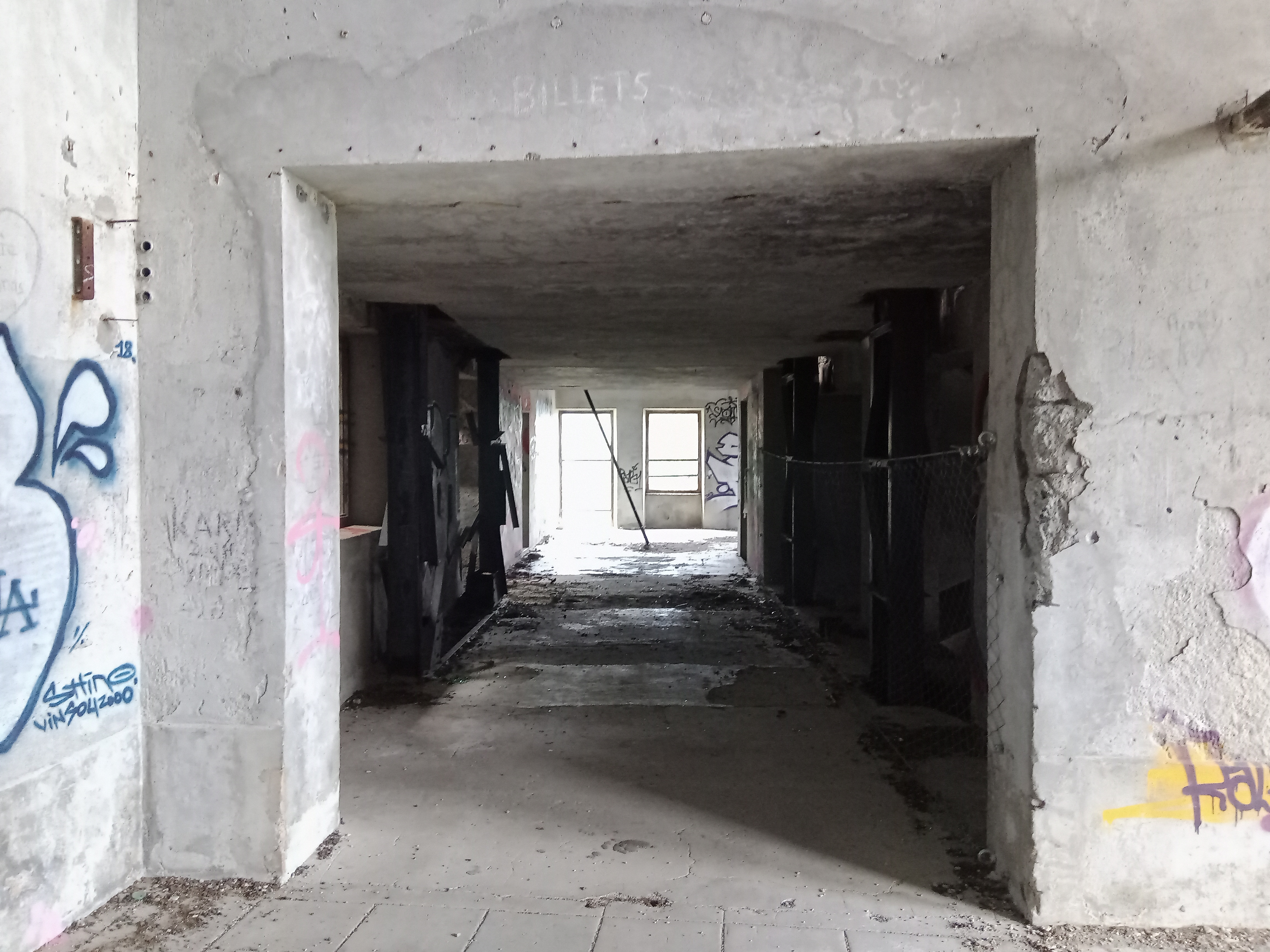
La communication entre les deux parties de la gare.
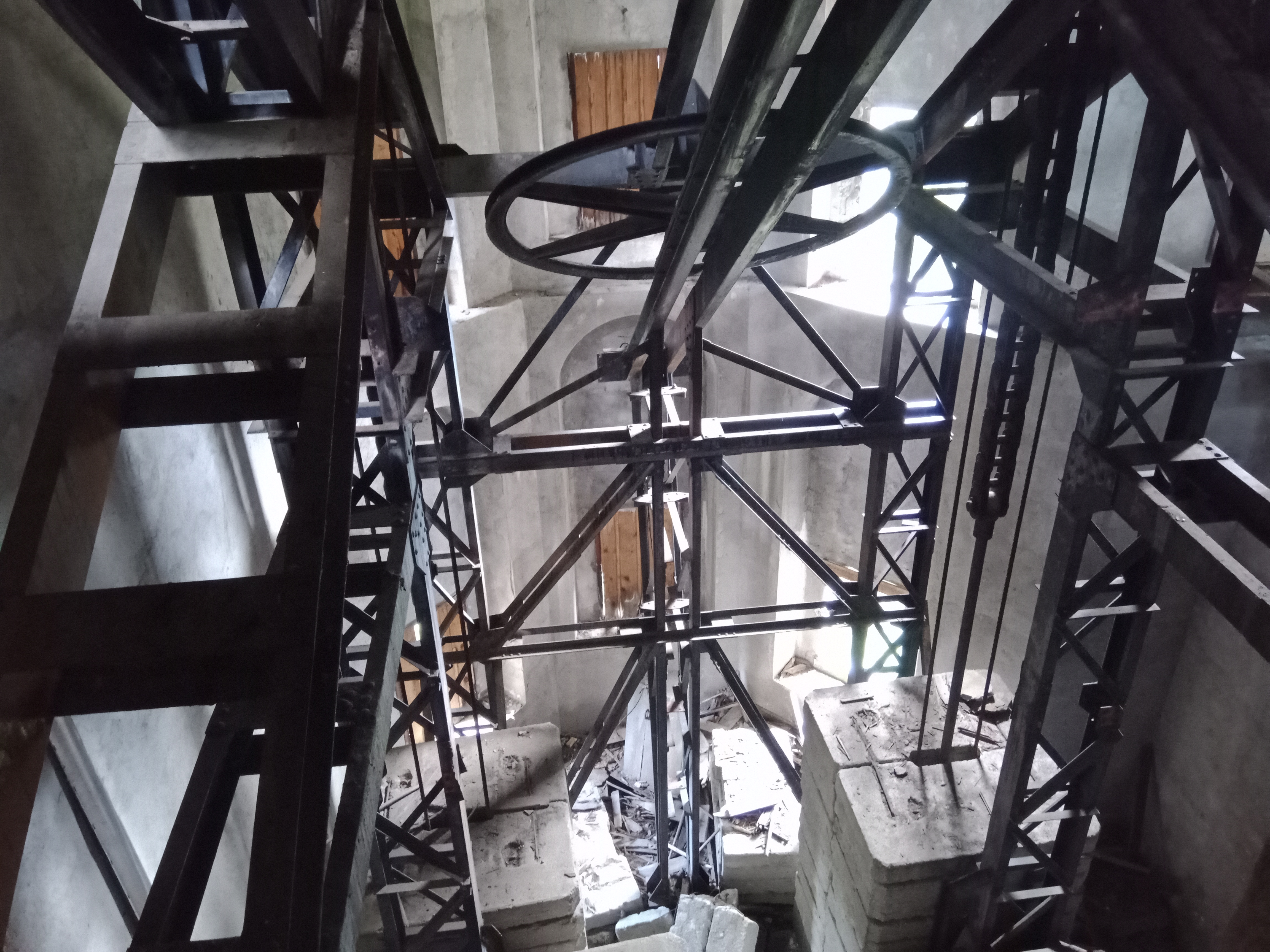
La machinerie.

Deuxième section du téléférique
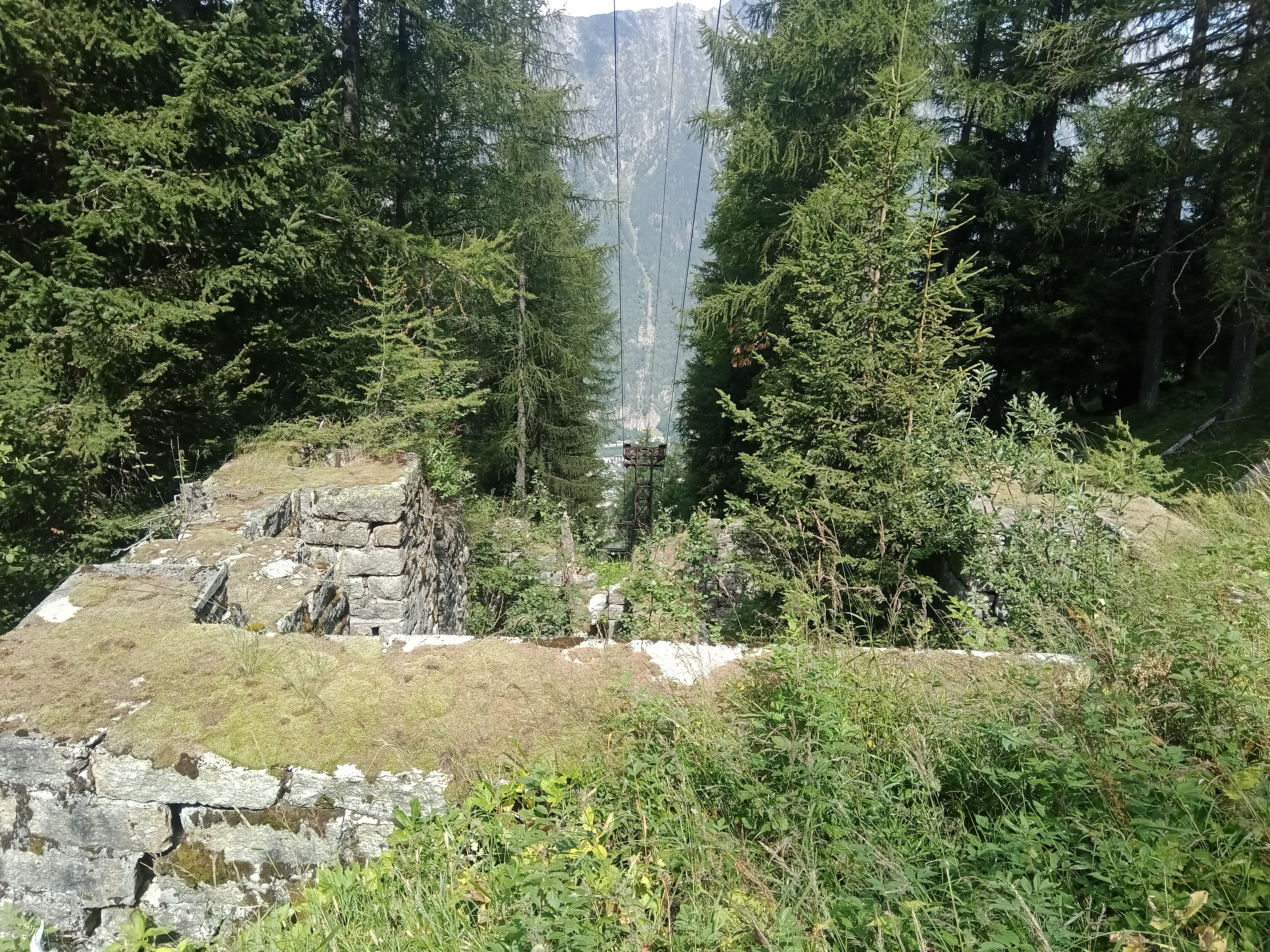
Dans la forêt au-dessus de la gare de la Para.
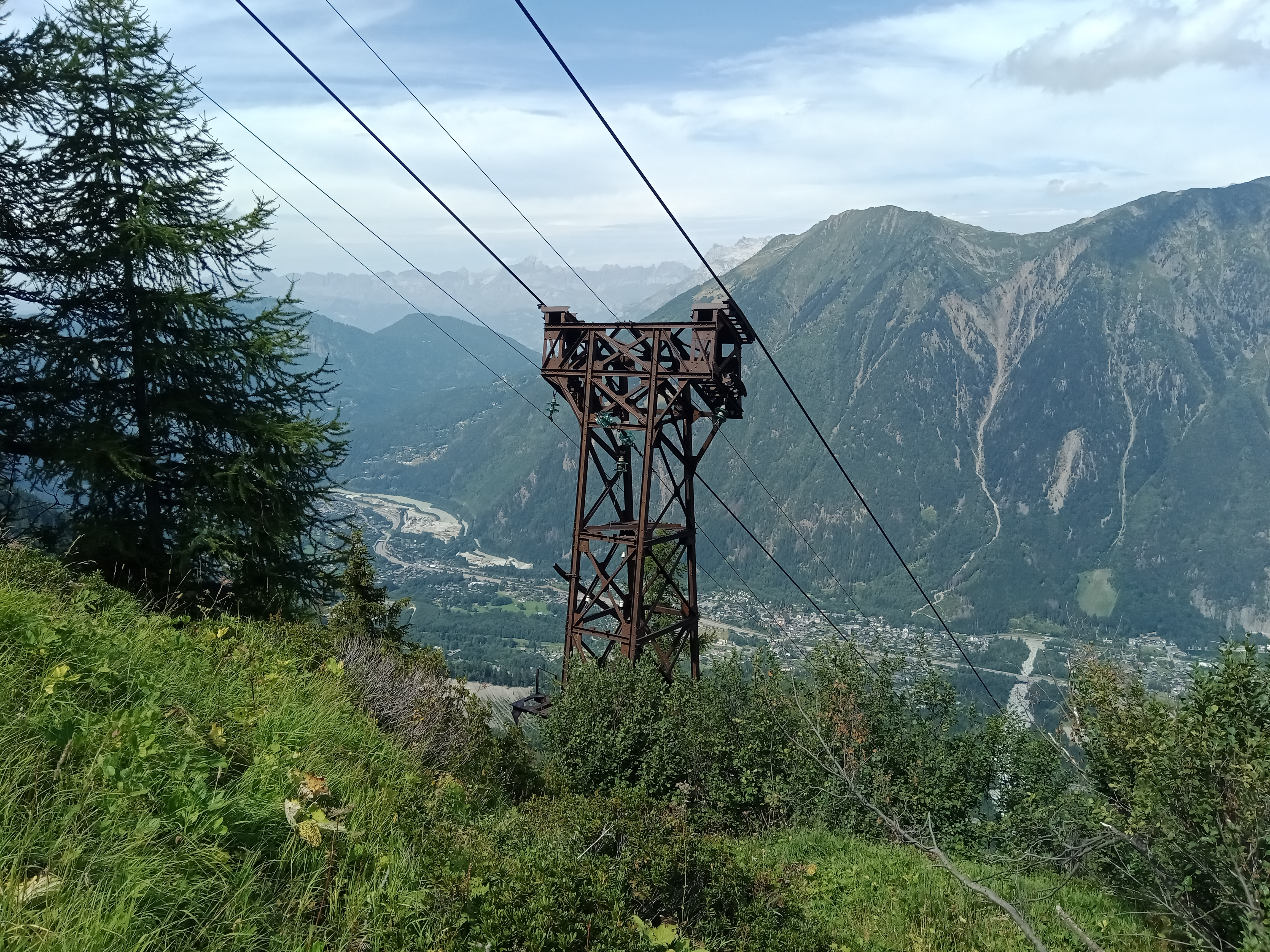
À la sortie de la forêt.
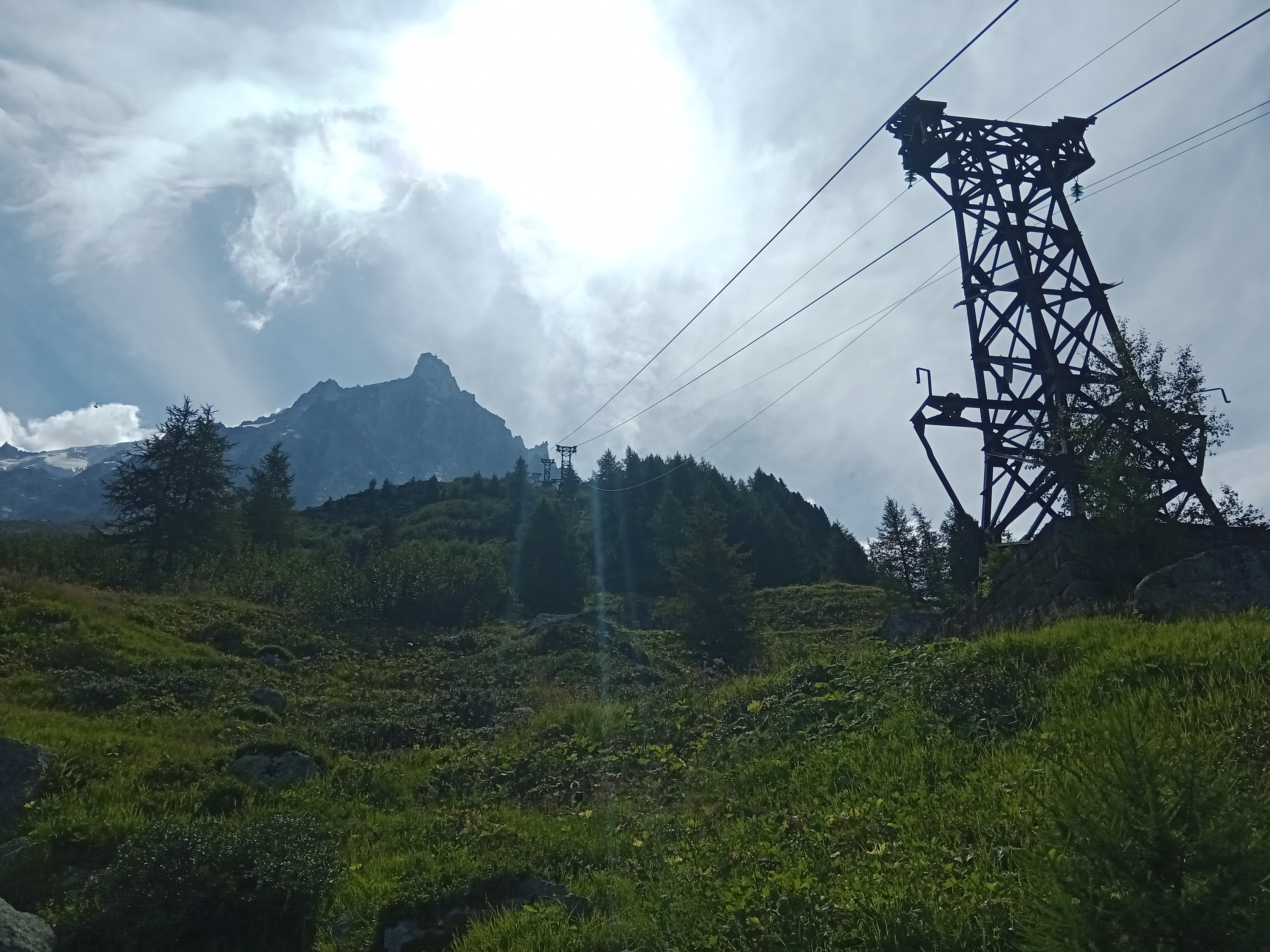
À la sortie de la forêt, dominé par l'aiguille du Midi.
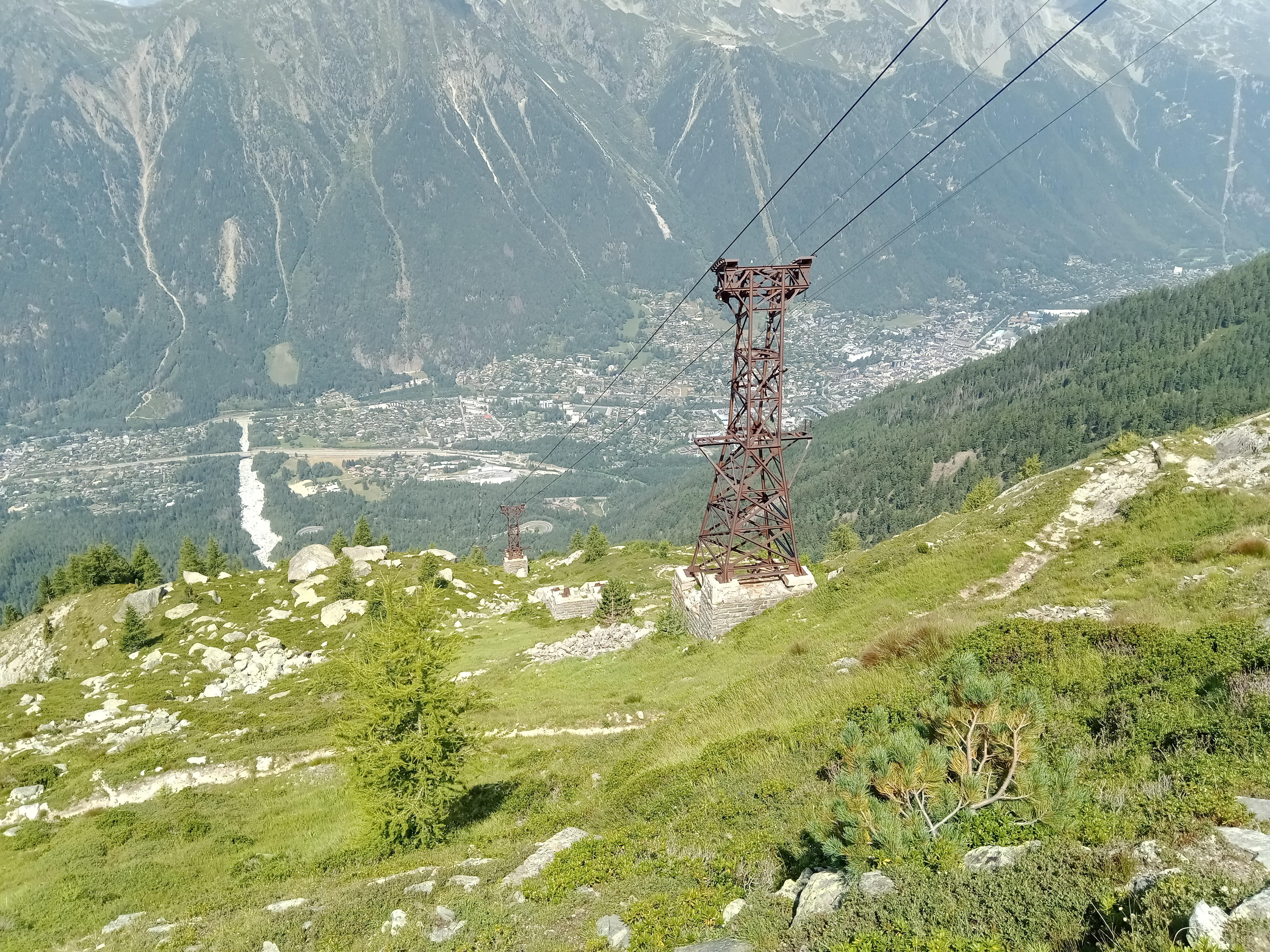
Dans les alpages au-dessus de la vallée de Chamonix.
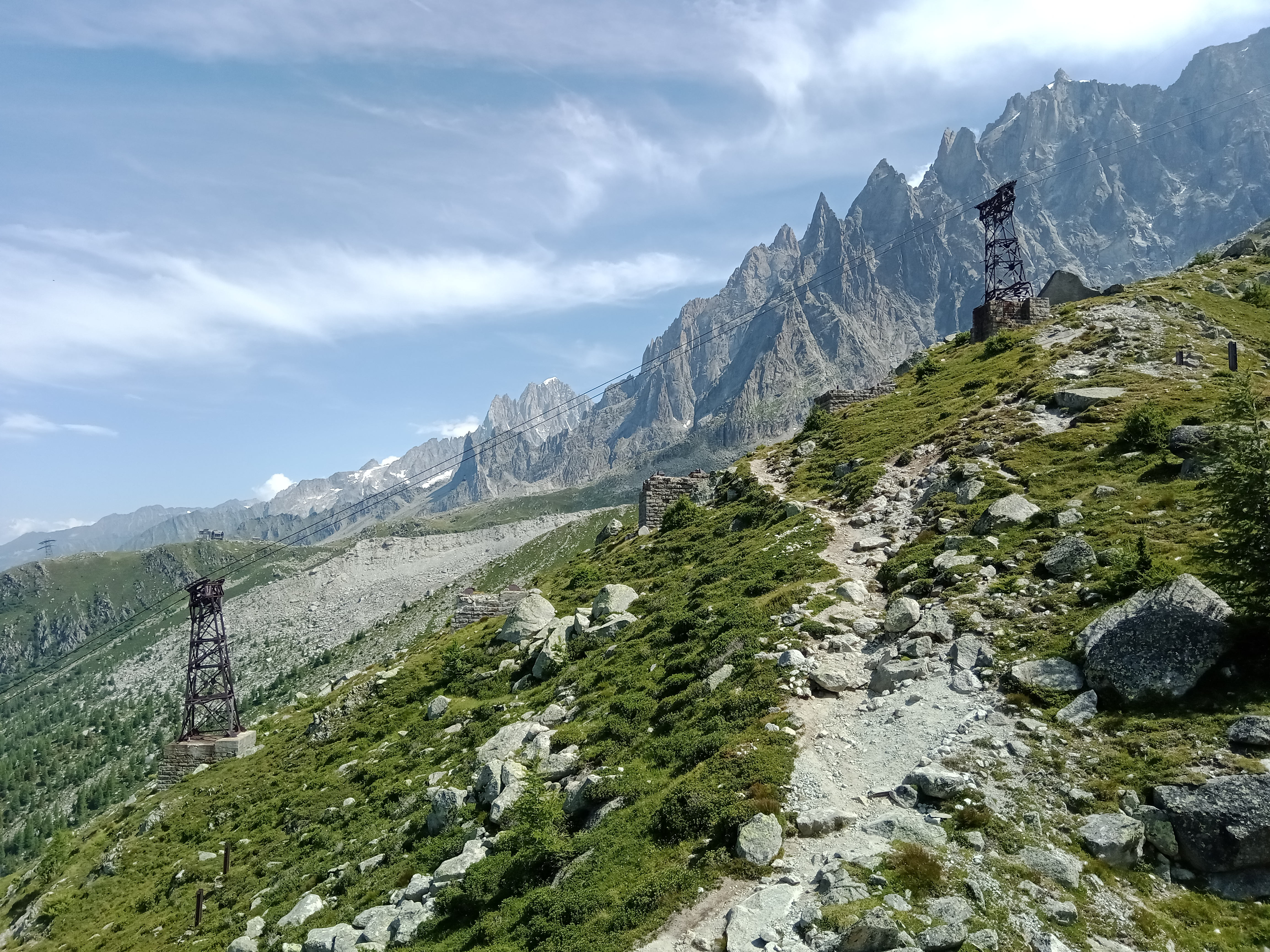
Dans les alpages, dominé par les aiguilles de Chamonix avec le Plan de l'Aiguille en arrière-plan sur la gauche.
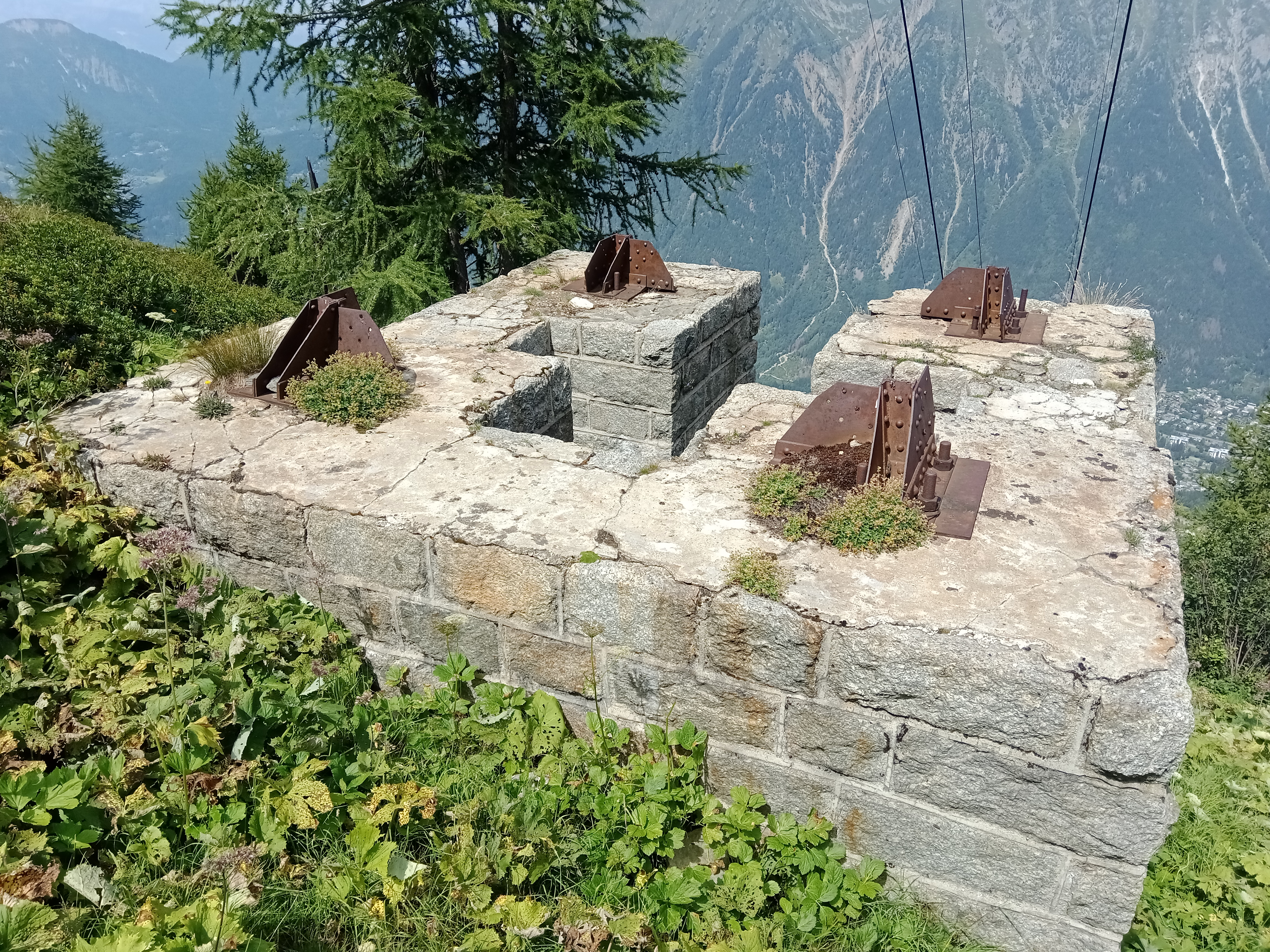
Détail d'une base de pylône.
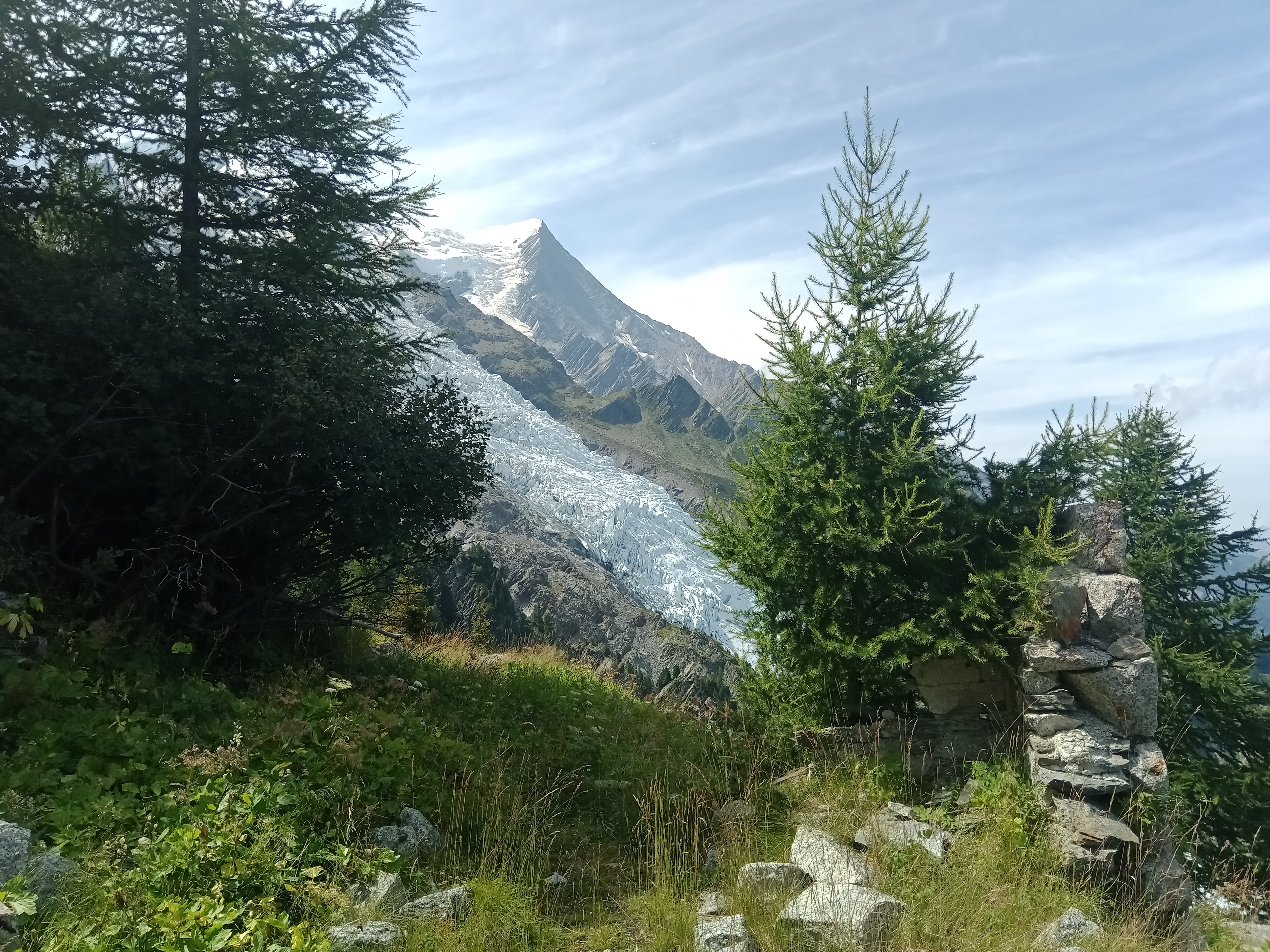
Ruines du chalet de Pierre Pointue au-dessus du glacier des Bossons.

La gare des Glaciers du côté de l'arrivée de la deuxième section du téléférique en 2023
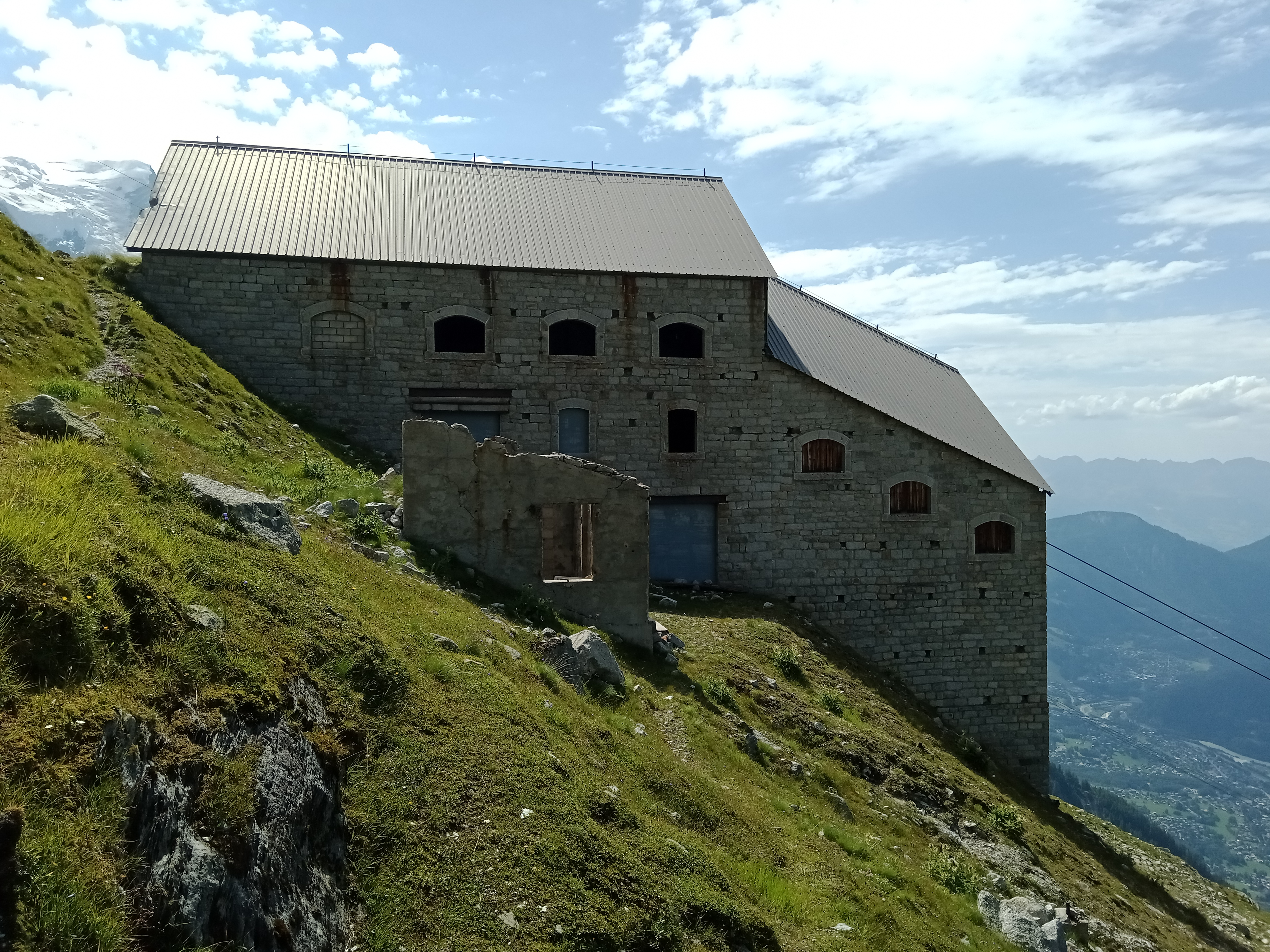
Vue de côté.
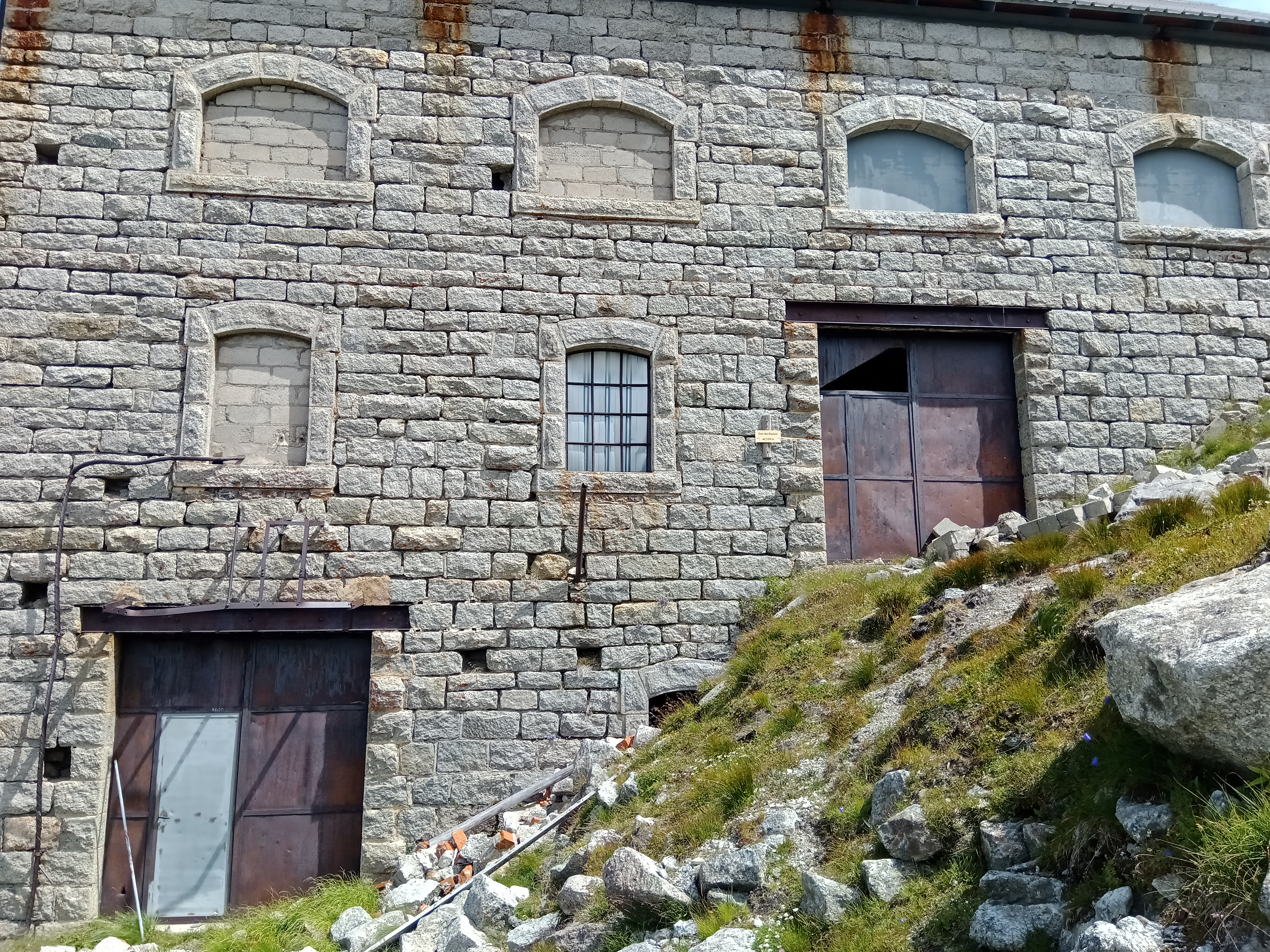
La façade.
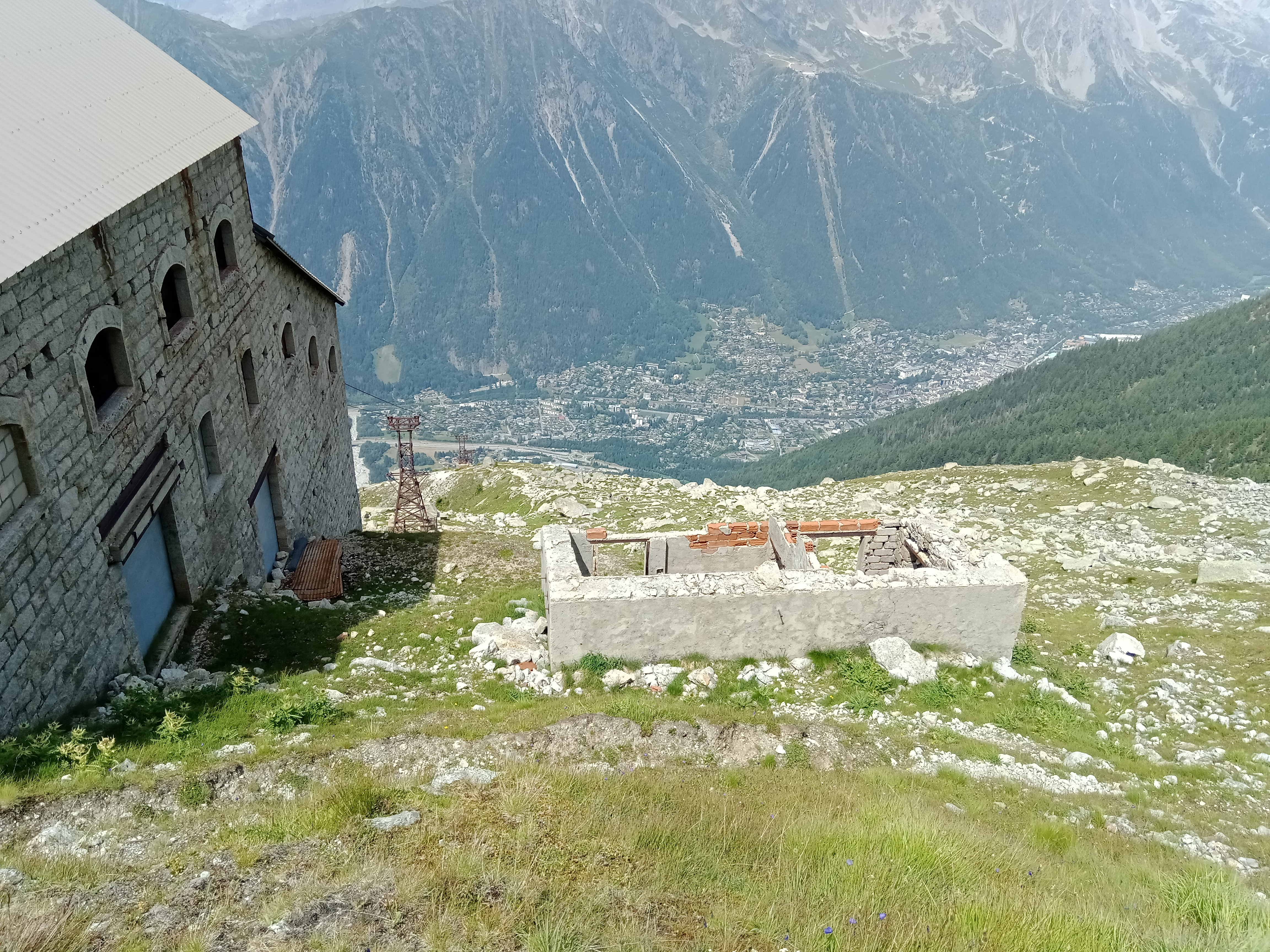
La gare à l'arrivée de la deuxième section du téléférique.
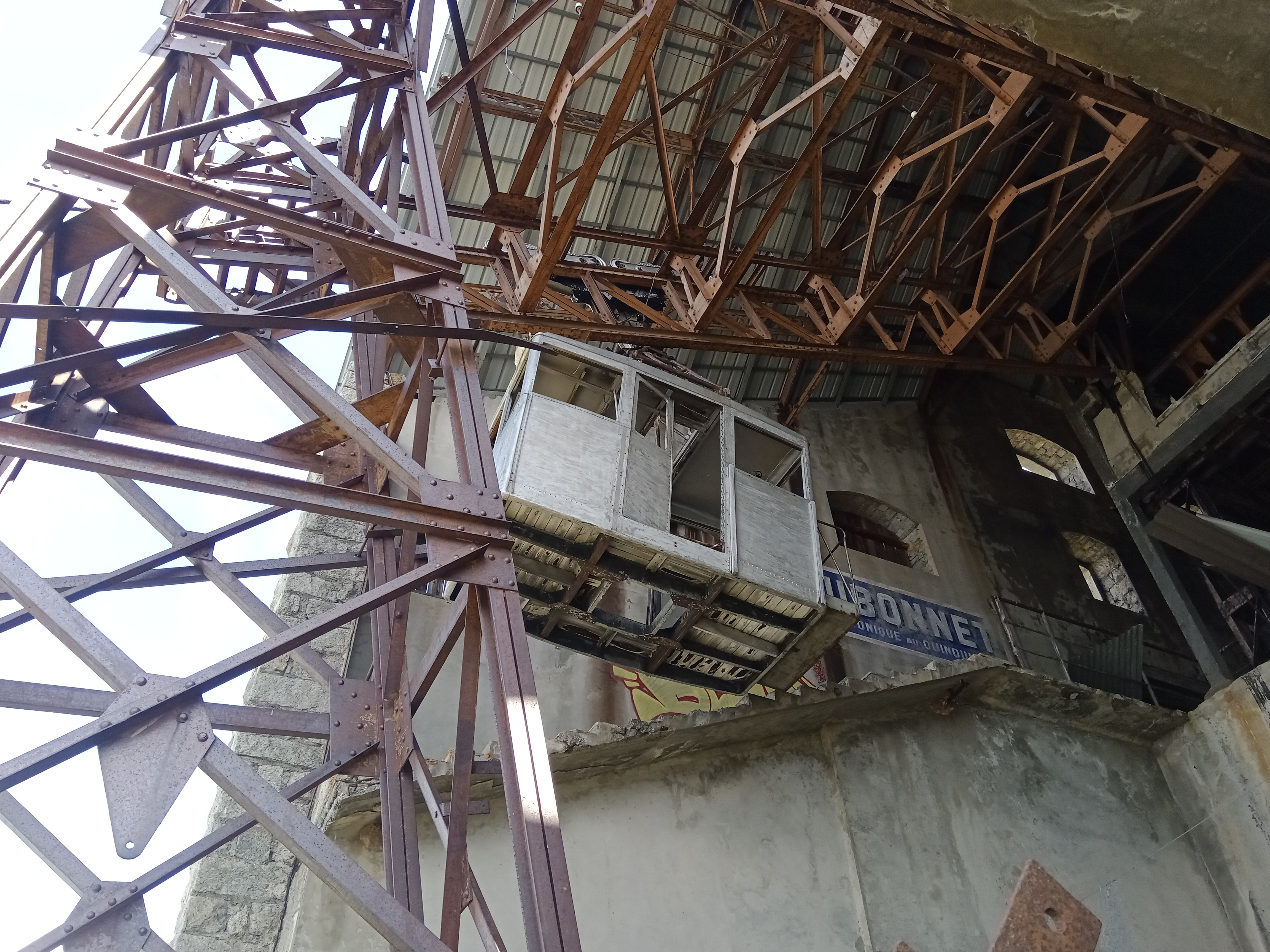
La cabine à quai.
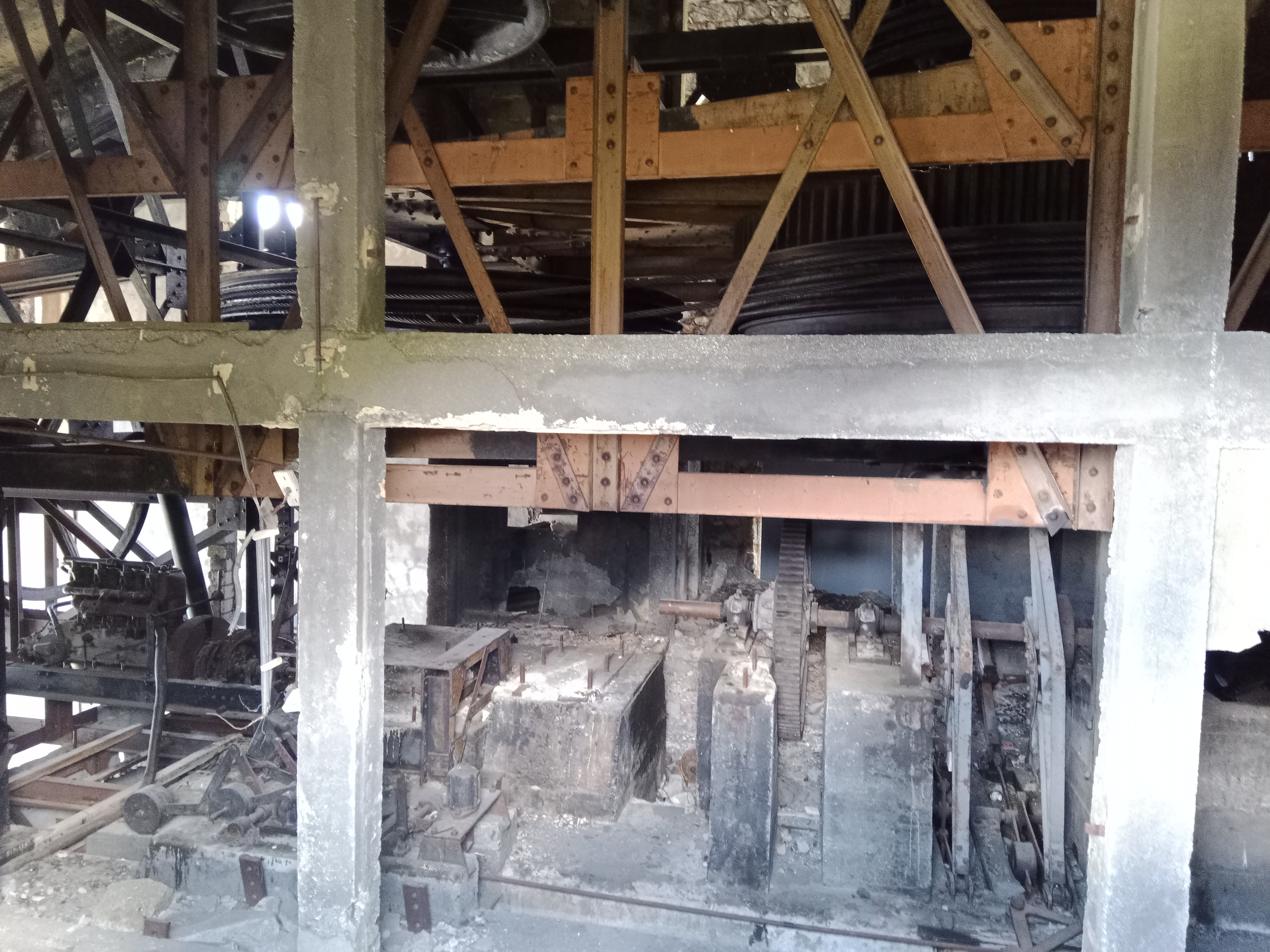
La machinerie.

#### Les Glaciers-Col du Midi

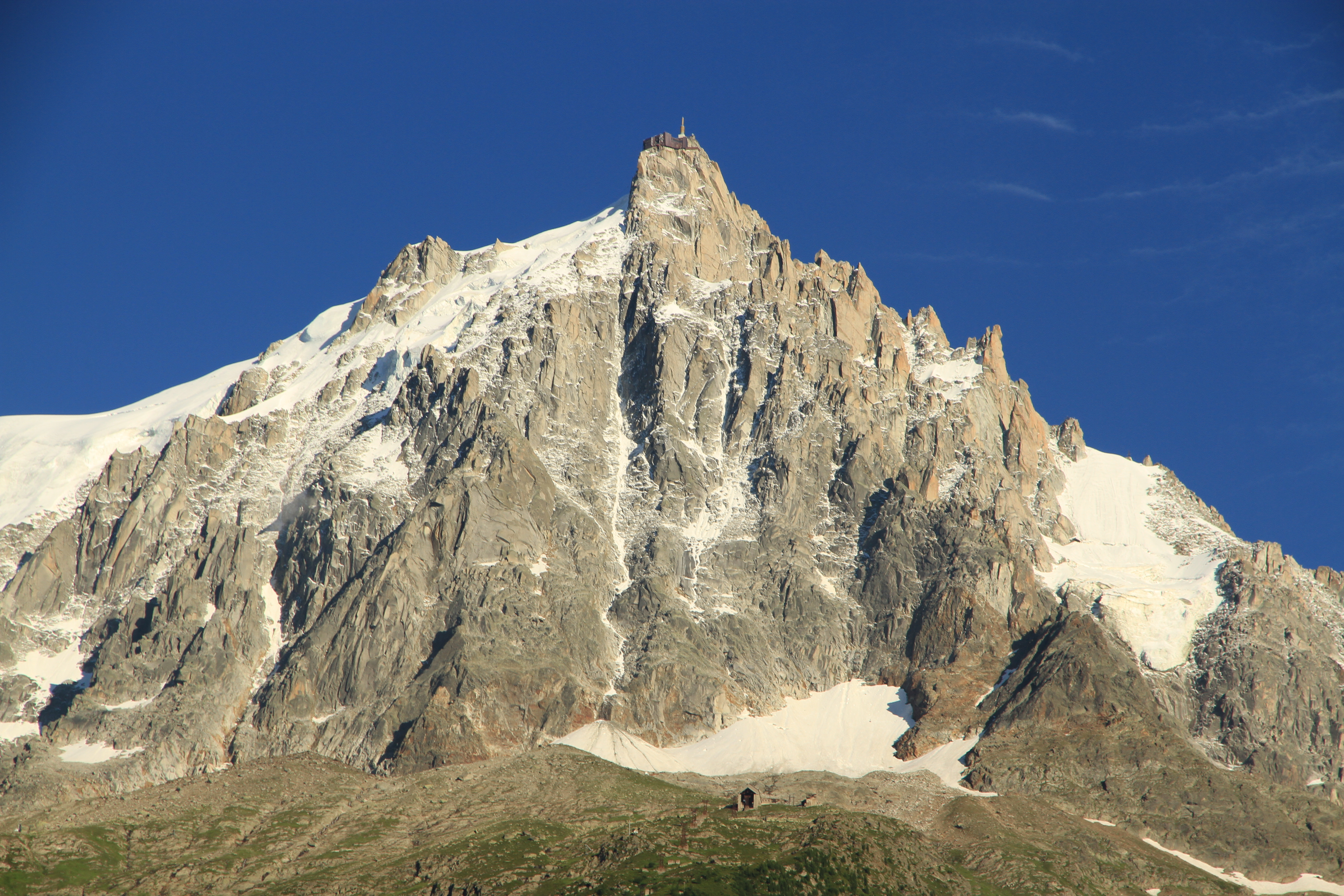
Vue en contre-plongée depuis les Bossons du site du troisième tronçon du téléférique de l'Aiguille du Midi en 2010 : la gare des Glaciers et les pylônes du deuxième tronçon sont visibles dans le bas de l'image, l'abri Simond, lieu de la gare du col du Midi est situé sur le petit piton rocheux surplombant le glacier Rond à droite, le pylône intermédiaire est situé dans les rochers entre les deux gares. L'aiguille du Midi domine le paysage, accessible par le téléphérique actuel situé hors cadre sur la gauche.

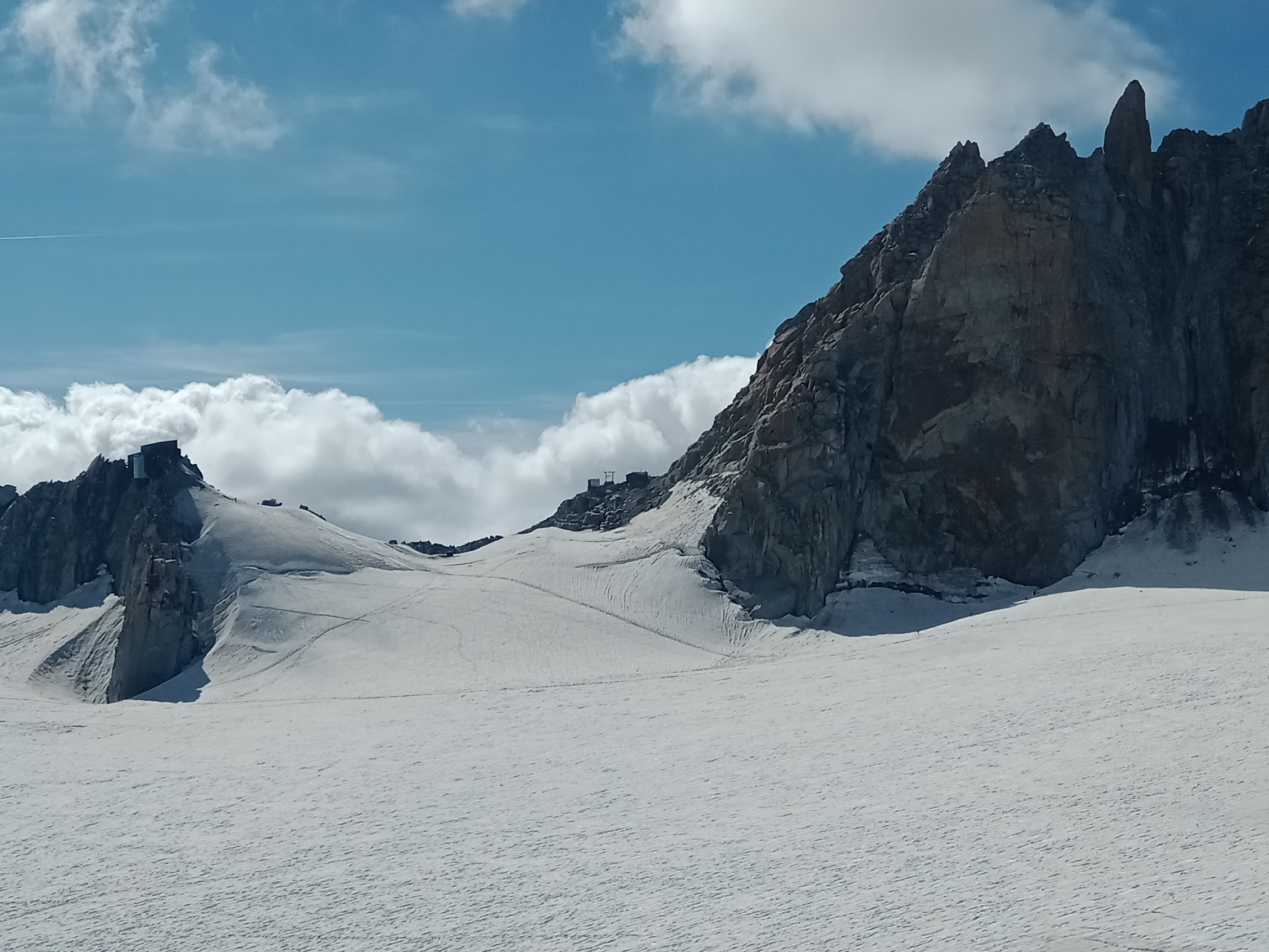
L'Abri Simond vu depuis la télécabine Panoramic Mont-Blanc avec à gauche le refuge des Cosmiques.

Initialement, le projet prévoyait d'atteindre le sommet de l'aiguille du Midi. Cependant, en novembre 1912, alors que les travaux de la première section sont bien avancés et que les plans de la seconde section entre les gares de la Para et des Glaciers sont approuvés, le projet est revu à la baisse et il est finalement prévu de construire la gare terminus au col du Midi et non plus au sommet de l'aiguille, avec une réserve sur une future extension pour un ultime tronçon du téléphérique. Le déclenchement du premier conflit mondial et les débuts de l'exploitation du téléphérique en demi teinte dans les années 1920 retardent la concrétisation du projet. La mise en faillite de la CCFM en 1932 et sa reprise l'année suivante par des investisseurs privés donne toutefois l'impulsion nécessaire pour sa réalisation,. L'engouement du public pour les téléphériques qui se multiplient à travers les Alpes, battant des records d'altitude et de portée, motive les investisseurs, d'autant plus que dès sa conception trente ans plus tôt, le téléphérique affiche la prétention d'atteindre l'aiguille du Midi, ce qui rend d'autant plus urgent sa réalisation. Pour ce faire, Henri Durteste qui dirige la société s'entoure d'ingénieurs et d'entreprises qui ont fait leurs preuves dans le domaine comme Adolf Bleichert & Co. et il parvient également à réunir des fonds publics.
Après des repérages, le tracé est validé en 1936 selon l'itinéraire envisagé dès les premières études. Le téléphérique se situera à l'ouest au pied de l'aiguille du Midi, reliant la gare des Glaciers à 2 404 mètres d'altitude au nord-ouest du sommet au col du Midi à 3 600 mètres au sud-ouest du sommet via un passage par l'arête nord-ouest de l'aiguille franchie à 3 064 mètres d'altitude à l'aide de l'unique pylône du tronçon. D'une longueur de 2 040 mètres, il compte deux portées de longueur sensiblement identiques pour un dénivelé de 1 200 mètres au total. Les travaux sont lancés avec la construction de deux monte-charges, chacun pour l'une des deux portées du téléphérique, en aval et en amont de l'arête qui doit supporter le pylône. La ligne électrique est amenée jusqu'au col du Midi, les câbles sont tirés par des guides de Chamonix et les matériaux sont amenés depuis la vallée par les deux premiers tronçons du téléphérique jusqu'à la gare des Glaciers. Le 21 août 1938, le monte-charge reliant la gare des Glaciers à l'arête est inauguré au cours d'une cérémonie avec notamment la présence de Jean Zay, ministre de l'Éducation nationale et des Beaux-Arts. En dépit du décès d'Henri Durteste en décembre 1938 et de l'entrée de la France dans le second conflit mondial le 3 septembre 1939, les travaux se poursuivent, d'autant plus que la proximité du téléphérique avec la frontière italienne, alors membre de l'Axe, constitue un intérêt militaire. Épaulés par une vingtaine de chasseurs alpins, les ouvriers s'attèlent à la mise en service du second monte-charge. Contrairement à l'arête qui est relativement facile d'accès depuis la gare des Glaciers en quelques heures de marche et d'escalade pour des hommes entraînés, les nombreux et dangereux couloirs entre l'arête et le col du Midi compliquent grandement l'accès au site de la gare terminus, obligeant alors à effectuer un long détour de deux jours par le chemin de fer du Montenvers, la remontée de la Mer de Glace et de la Vallée Blanche avec une nuit au refuge du Requin. Ces difficultés d'accès couplées au fait qu'il faut acheminer 1 200 kilogrammes de matériel à 3 600 mètres d'altitude — alors qu'un homme ne peut en transporter que 30 kilogrammes au maximum — pousse les ingénieurs à une solution innovante : 25 lots de câbles, poulies, ancrages, etc. sont largués par avion en trois fois, constituant une première mondiale en la matière. Au sol, quatre hommes réceptionnent les colis et réalisent les travaux d'ancrage dans la roche afin de permettre la descente des câbles jusqu'à l'arête, bivouaquant dans des igloos au col du Midi. Les conditions de travail à haute altitude pendant une courte saison entraînent fatigue, accidents dont trois mortels et difficultés techniques. La capitulation de la France et l'instauration du régime de Vichy n'arrêtent pas les travaux qui reprennent au printemps 1940, permettant au second tronçon du monte-charge entre l'arête et le col du Midi d'être opérationnel à l'arrivée de l'hiver. Au retour des ouvriers en 1941, c'est la désillusion puisque le matériel n'a pas tenu face aux rigueurs hivernales, le câble s'étant sectionné et étant enfoui sous des mètres de neige ; les équipes reprennent alors le travail en s'installant de nouveau au col du Midi. À la fin de cette nouvelle campagne de travaux à l'automne 1941, le câble du monte-charge du second tronçon est tendu et il est doublé entre la gare des Glaciers et le col du Midi par un autre de plus grosse section qui permettra d'acheminer le matériel nécessaire à la gare d'arrivée. Au printemps 1942, la CFFM doit augmenter sa main d'œuvre en vue de la construction des deux gares de départ et d'arrivée et embauche ainsi plus d'effectif, dont des réfractaires et des Juifs qui trouvent ainsi sur ce chantier isolé une certaine tranquillité vis-à-vis du gouvernement collaborationniste. Ceux travaillant au col du Midi ne sont plus logés dans des igloos mais disposent de l'abri Simond — nommé en l'honneur d'Alfred Simond, chasseur et guide mort d'hypothermie au col du Midi en 1940 — édifié sur les rochers à proximité immédiate du chantier. Les câbles tirés entre les sites des deux gares sont progressivement changés au fil des chantiers afin de permettre le transport de charges de plus en plus lourdes. L'un de ces changements de câble intervient après un accident qui voit Henri de Peufeilhoux, président de la CFFM, chuter mortellement dans le vide depuis la benne qui le transporte en septembre 1942.
Après un certain rôle du téléphérique dans la libération de Chamonix — qui permet notamment d'acheminer des chasseurs alpins dans le massif du Mont-Blanc en vue de mettre hors service avec succès le téléphérique du mont Fréty côté italien —, les travaux reprennent en 1945 dans le but d'une ouverture du téléphérique en 1947. La société Adolf Bleichert & Co ayant été incorporée au complexe militaro-industriel allemand au début de la guerre, le projet est repris par Marius Brossé, actionnaire de la CFFM, qui change de type de téléphérique et opte pour la technique inédite du triple monocâble afin d'éviter les problèmes liés au givrage des câbles fixes. Il est prévu que les deux cabines qui assureront le transport de trente voyageurs chacune seront attachées à des pinces fixes aux câbles, évoluant à une vitesse de 6,5 m/s selon la technique du va-et-vient pour un temps de trajet de 8 min 35 s. Ainsi, au printemps 1945, les deux monte-charges sont pleinement opérationnels pour poursuivre la construction du téléphérique à proprement parler, le pylône sur l'arête a été construit entre 1942 et 1944 et le chantier de la seconde gare des Glaciers à une cinquantaine de mètres à l'ouest de la première est déjà bien avancé, dans un style moderniste qui tranche avec ceux des autres gares du téléphérique. Reste à cette date à édifier la gare d'arrivée au col du Midi. Le rocher étant trop peu étendu, les quais des cabines seront en porte-à-faux au-dessus de 1 000 mètres de vide ; le bâtiment en lui-même sera enveloppé d'une paroi en aluminium isolée par de la laine de verre, solution indispensable au vu des conditions météorologiques à une telle altitude. Il est également projeté le remplacement des deux premières sections désormais obsolètes du téléphérique par la construction de deux nouvelles sections qui partiraient directement de Chamonix pour aboutir à la gare des Glaciers via le Plan de l'Aiguille. En parallèle de la construction de la gare amont se greffe celle du laboratoire des Cosmiques dont l'édification à haute altitude est alors le seul moyen à l'époque d'étudier le noyau atomique en captant les pluies de particules cosmiques. Une nouvelle ligne électrique est tirée depuis la gare des Glaciers et un petit monte-charge est construit sur la glace entre le site de la gare du col du Midi et celui du laboratoire distants de 300 mètres. Le bâtiment de recherche est inauguré le 31 août 1946 et sera partiellement converti en refuge quelques années plus tard ; entre-temps, il aura permis la découverte du kaon.
Un changement dans la direction de la CFFM à la suite du décès de son précédent directeur en 1947 change toutefois la donne pour la dernière étape des travaux : il apparait que les choix techniques pour le téléphérique manquent grandement de sécurité, sont dépassés par les technologies de l'époque et que des défauts structurels sont relevés dans les bases en béton du pylône sur l'arête et de la gare du col du Midi. Ce troisième tronçon du téléphérique est alors condamné d'avance et d'autres solutions sont envisagées. Reprenant l'idée du téléphérique au départ de Chamonix en direction du Plan de l'Aiguille s'ébauche l'idée d'une liaison direction sans pylône jusqu'au sommet de l'aiguille du Midi. Déjà à l'arrêt en 1947, le chantier de ce troisième et dernier tronçon du téléférique de l'Aiguille du Midi est définitivement abandonné en 1948 lorsqu'est prise la décision de la construction d'une nouvelle remontée mécanique, l'actuel téléphérique de l'Aiguille du Midi.

La gare des Glaciers du côté du départ de la troisième section du téléférique en 2023
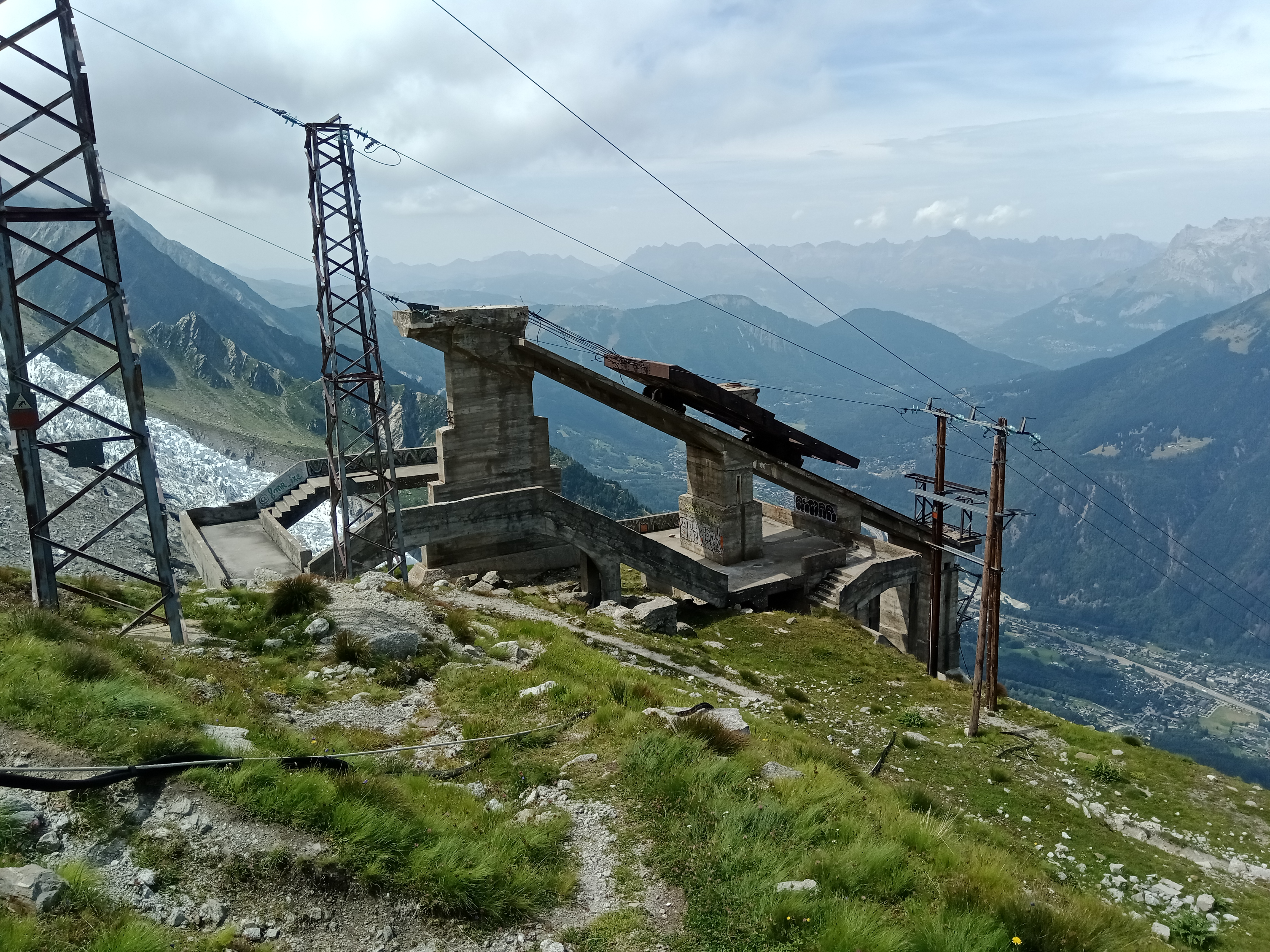
Vue de côté.
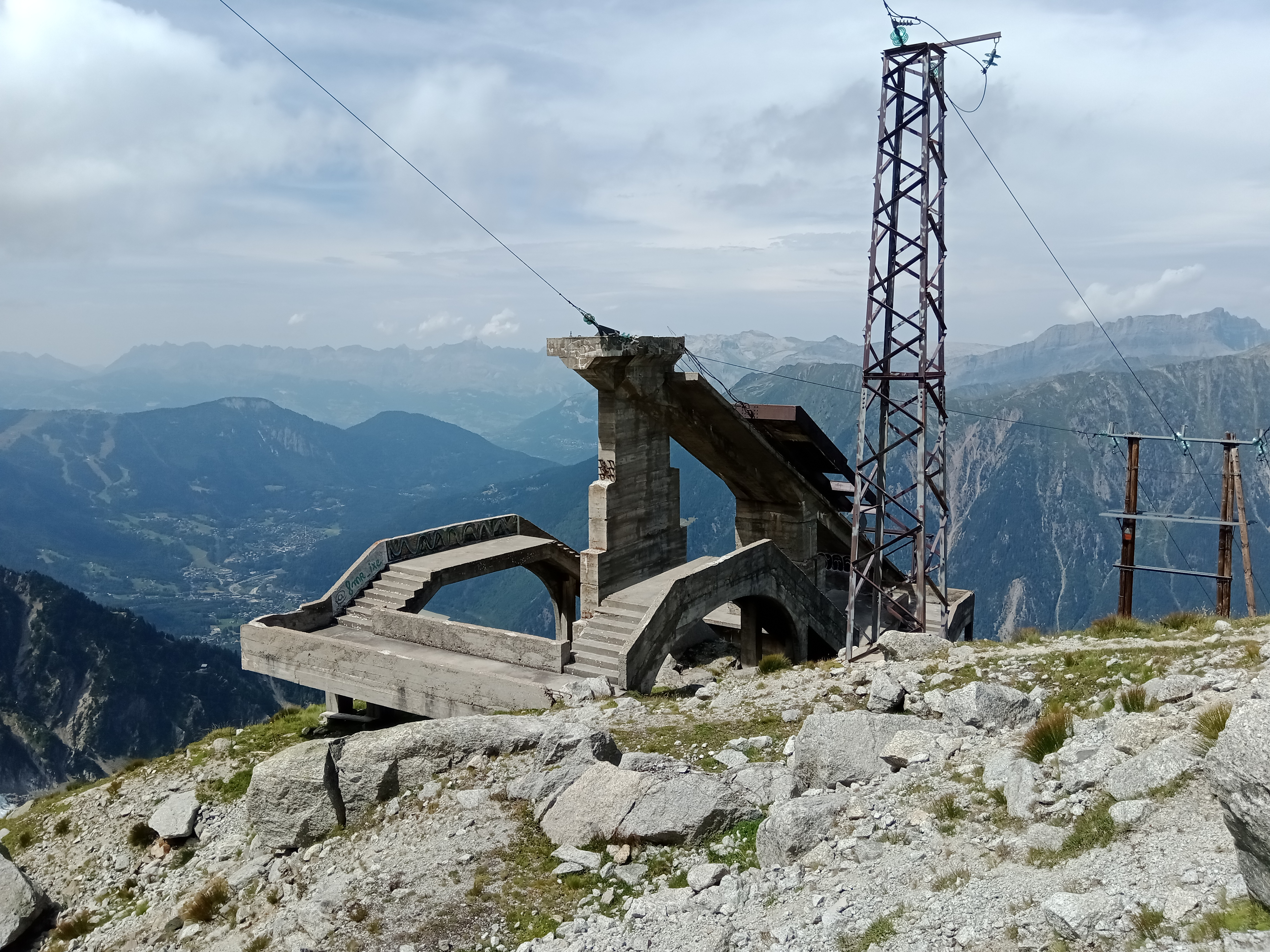
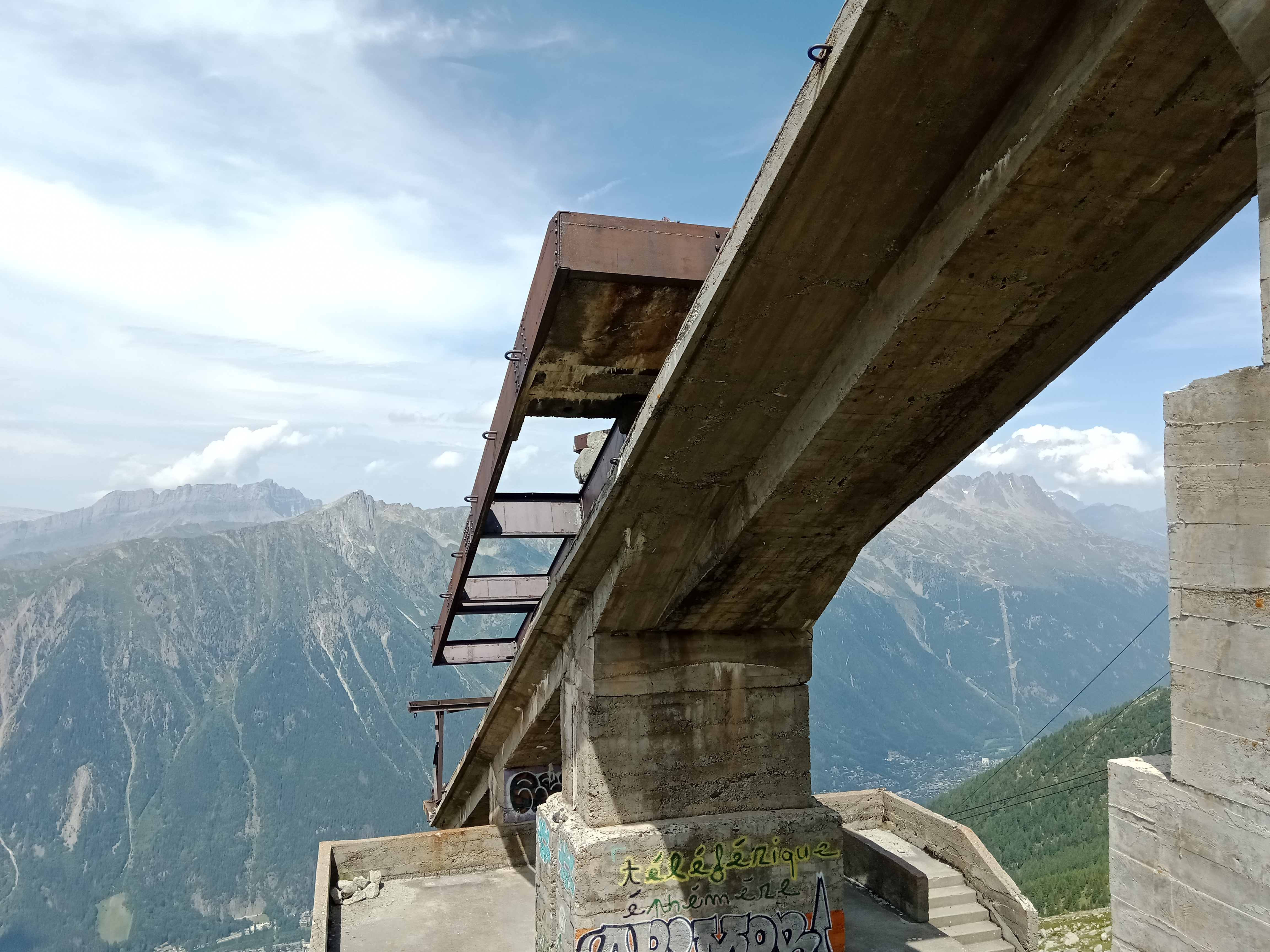
Le chariot.
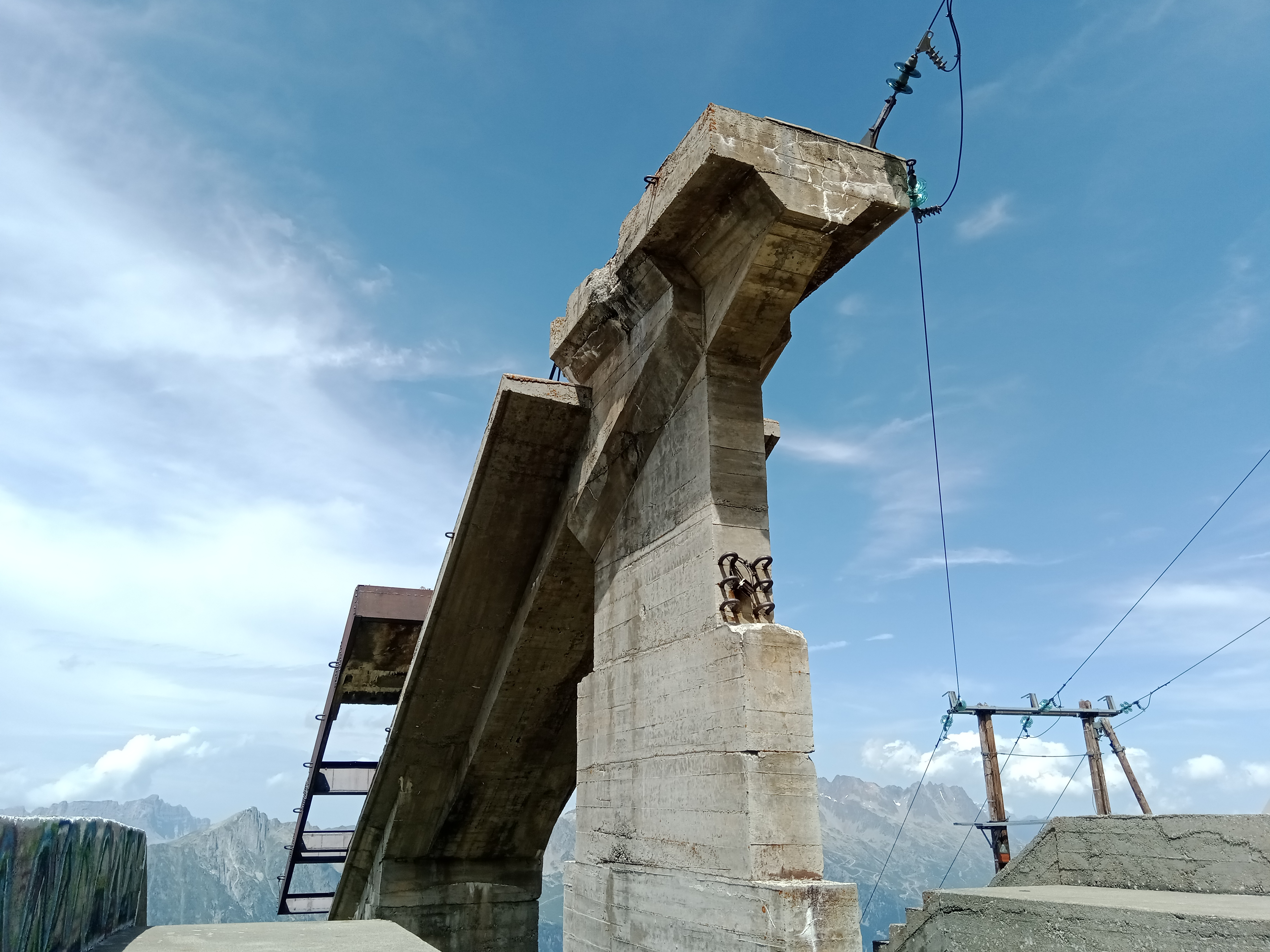
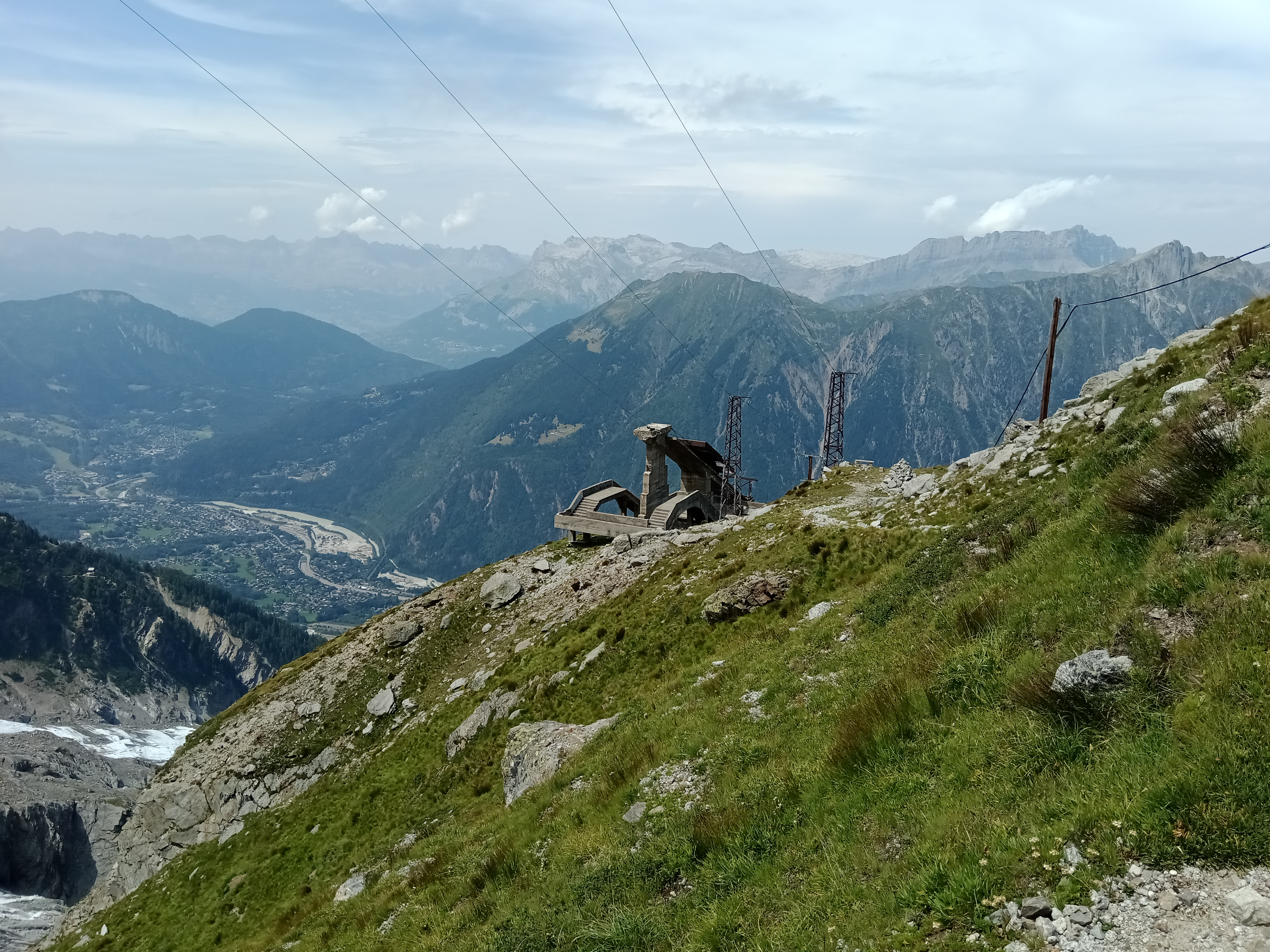

Troisième section du téléférique
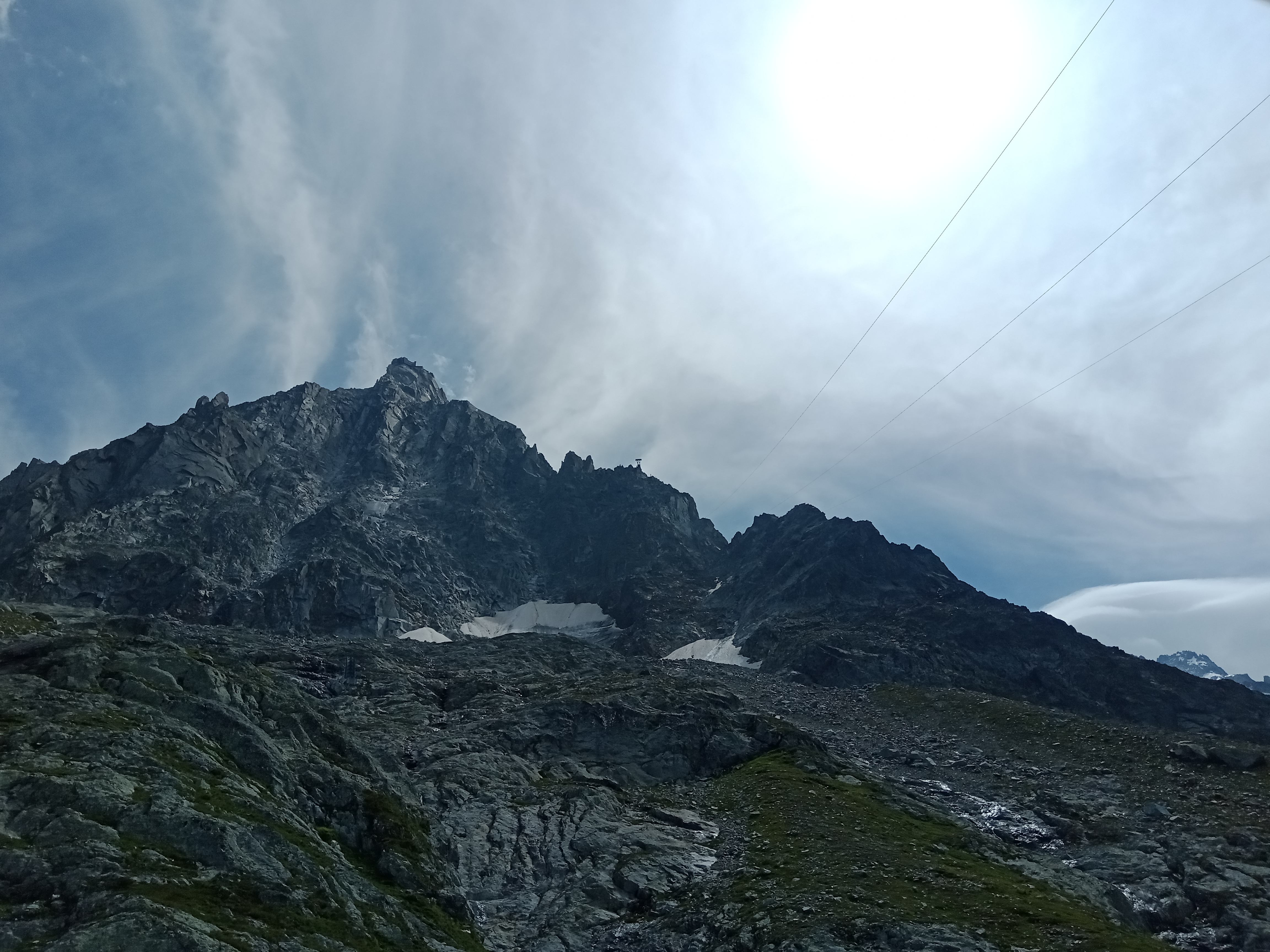
Depuis la gare des Glaciers avec le pylône intermédiaire au centre et l'aiguille du Midi à gauche.
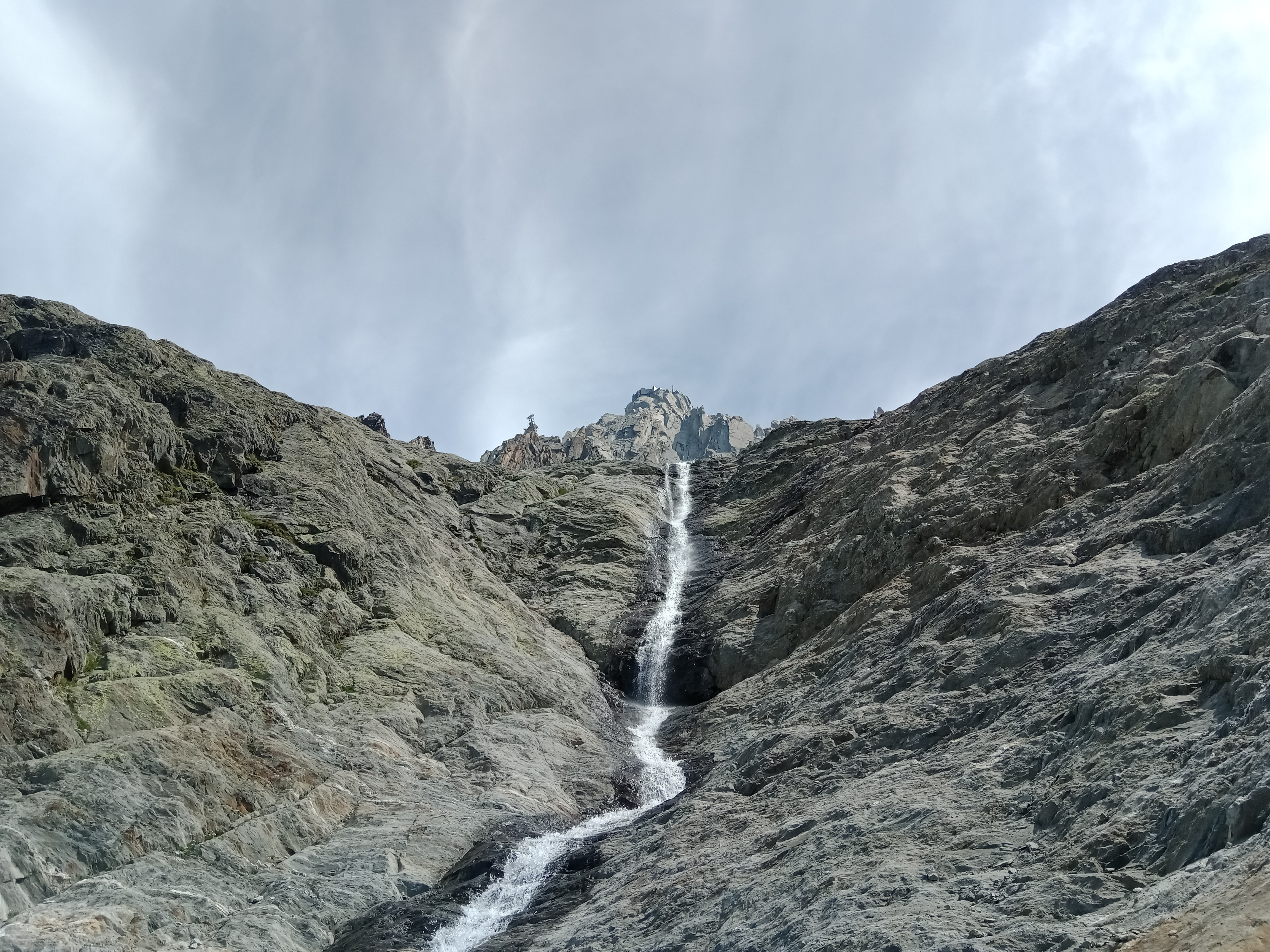
Depuis le glacier des Bossons avec l'aiguille du Midi au centre et le pylône intermédiaire à gauche.
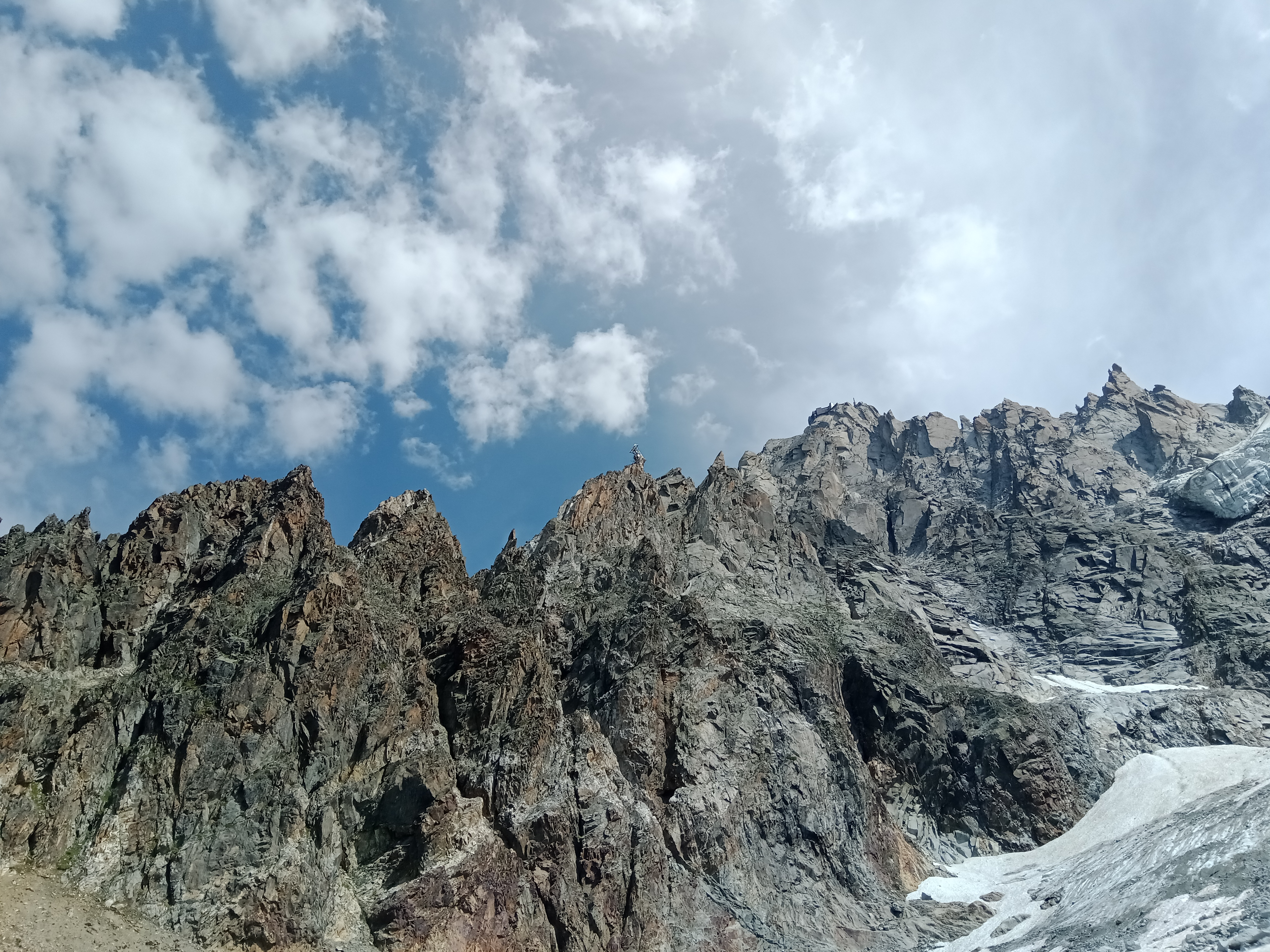
Depuis le glacier Rond avec le pylône intermédiaire au centre et l'aiguille du Midi à droite.
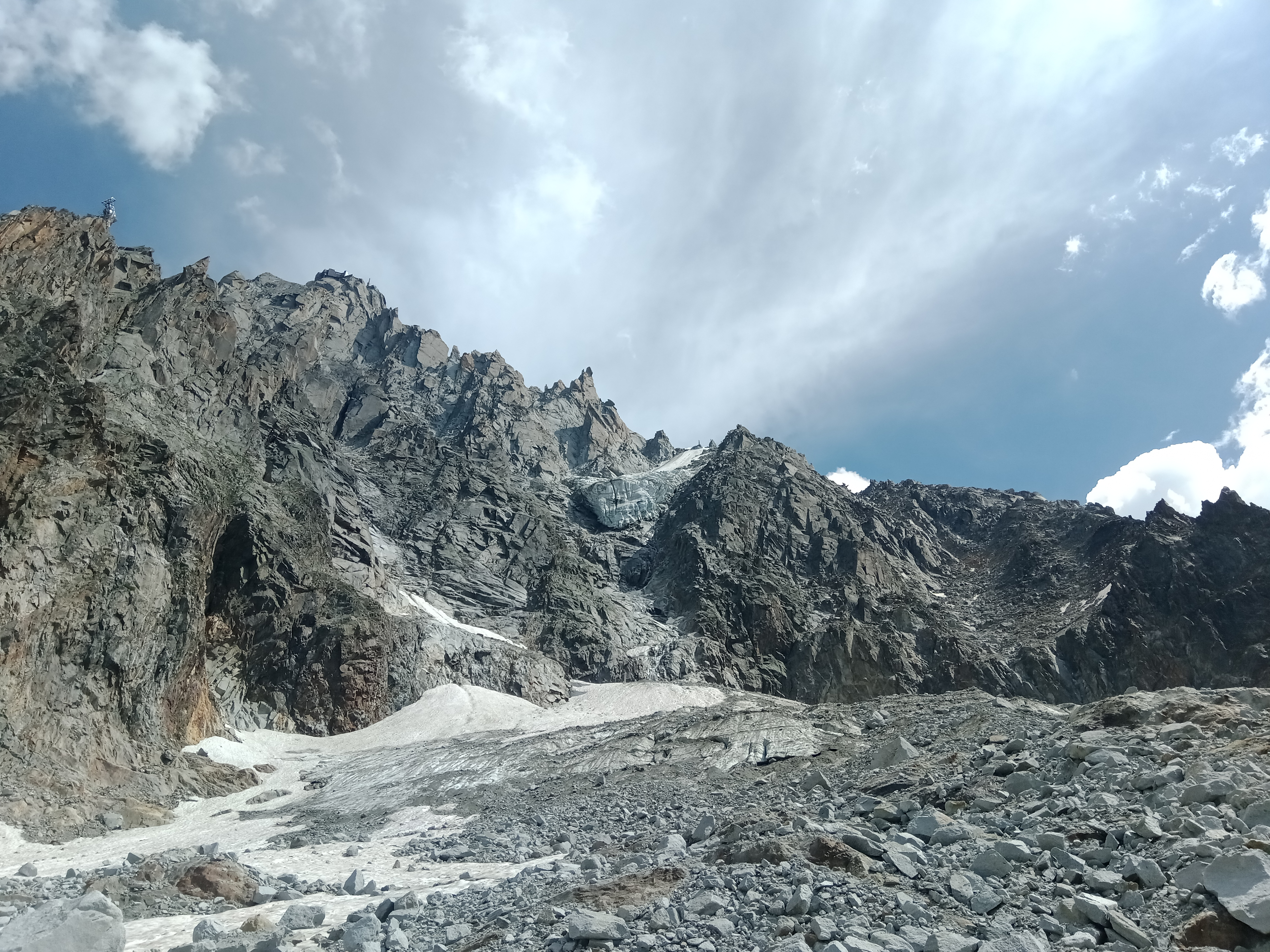
Depuis le glacier Rond avec l'arrivée au centre et le pylône intermédiaire à gauche.

### Fermeture

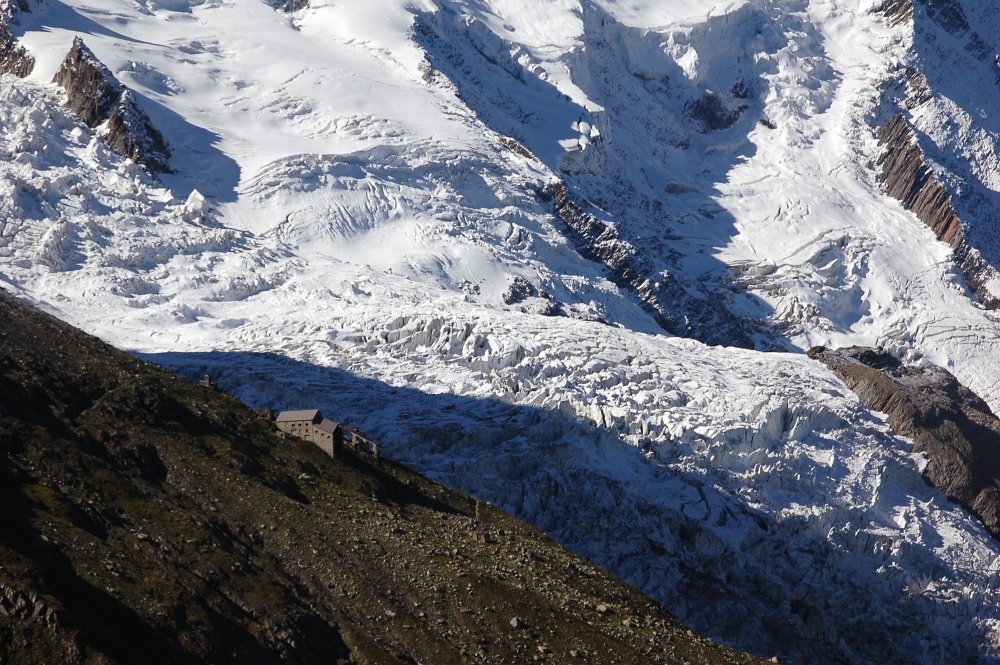
Vue en 2007 depuis le Plan de l'Aiguille de la gare des Glaciers avec les glaciers des Bossons et de Taconnaz en arrière-plan.

Le téléférique de l'Aiguille du Midi souffre pratiquement dès son ouverture de problèmes d'exploitation affectant sa rentabilité. En effet, entre les débuts de sa conception et son ouverture effective retardée en raison de la Première Guerre mondiale, les technologies sont presque déjà dépassées, les progrès en matière de transport par câble évoluant très vite en raison d'une forte demande de la construction de téléphériques pour voyageurs. La première section du téléphérique entre les gares des Pélerins et de la Para est particulièrement concernée par cette obsolescence : les câbles porteurs à la section surdimensionnée s'usent prématurément en raison du grand nombre de pylônes, entraînant leur premier remplacement en 1926 soit deux ans à peine après leur mise en service.
La seconde section du téléphérique s'en sort mieux au niveau technique car construite plus tard mais sa rentabilité repose sur son exploitation toute l'année. Or, en hiver, les quelques pistes de ski praticables entre les gares des Glaciers et de la Para n'offrent pas un attrait suffisant aux yeux des premiers skieurs de cette nouvelle discipline sportive et de loisir malgré les campagnes publicitaires et le prestige apporté par l'organisation de compétitions de renommée internationale. Ils lui préfèrent même le domaine du Brévent, de l'autre côté de la vallée, accessible par un nouveau téléphérique ouvert en 1930 et qui offre de belles descentes jusqu'à Chamonix. Ce sommet à 2 525 mètres d'altitude — soit 100 de plus que celle de la gare des Glaciers ce qui en fait le détenteur du titre du plus haut téléphérique de France à son ouverture — joui d'une vue imprenable sur le mont Blanc et le défi technique des 1 300 mètres de longueur de la portée sans pylône de la remontée mécanique impressionne et attire le public. Ce manque de rentabilité du téléférique de l'Aiguille du Midi entraîne la faillite en 1932 de la Compagnie française des Chemins de Fer de Montagne fondée dix ans plus tôt ; elle est reprise en 1933 par plusieurs personnalités locales et fortunées.
Il se passe presque trente ans entre les tout premiers travaux du téléphérique et le début de ceux du troisième tronçon qui s'étalent quant à eux sur dix ans. Entre-temps, les technologies évoluent énormément, les matériaux employés ne sont plus les mêmes et les attentes des touristes ont changé. En plus de ces facteurs structurels qui entraînent un manque de rentabilté et un coût de construction accru, la destination réelle du téléphérique, au col du Midi, est différente de celle revendiquée depuis des années, le sommet de l'aiguille du Midi. Face à ce projet d'un autre temps, les travaux du troisième tronçon sont interrompus en 1948 mais l'idée de relier le sommet de l'aiguille du Midi par une remontée mécanique n'est pas pour autant abandonnée. Pour enfin mener à bien ce projet à brève échéance et qu'il soit viable d'un point de vue économique, la Compagnie des Téléfériques de la Vallée Blanche (CTVB) est créée avec les actifs de la CFFM et la participation du comte italien Dino Lora Totino. Ce dernier est le promoteur de plusieurs infrastructures de transport et touristiques dans la Vallée d'Aoste comme la création de la station de sports d'hiver de Breuil-Cervinia dans les années 1930, le téléférique du Monte Bianco ouvert en 1947 sur le versant italien du massif du Mont-Blanc et il envisage même le percement du tunnel du Mont-Blanc. Ce qui intéresse particulièrement les Français, c'est le téléférique du Monte Bianco. Ce dernier relie en deux tronçons la Vallée d'Aoste à la sortie de Courmayeur au refuge Torino, juste sous la pointe Helbronner, à la frontière française, aux portes du glacier du Géant et de la Vallée Blanche avec en ligne de mire l'aiguille du Midi. En s'alignant sur le projet italien de traverser le massif par une succession de remontées mécaniques — dont la direttissima qui désigne en Italie le projet de téléphérique entre Chamonix et l'aiguille —, les Français mettent toutes les chances de leur côté pour que le téléphérique soit enfin une réalité.
En sursis, les deux tronçons du téléphérique, désormais rebaptisé « téléphérique des Glaciers » pour le distinguer de la future remontée, conservent encore un certain intérêt pour la pratique du ski alpin en hiver. Quelques modifications à moindre coût sont apportées sur les câbles en 1948 et les cabines qui sont changées en 1949. Cependant, des modifications plus profondes, donc plus onéreuses, pour le mettre aux standards de l'époque se révèlent nécessaires, ce qui condamne la ligne. Le 8 avril 1951, la CTVB perd son autorisation d'exploitation commerciale et ne peut plus transporter de voyageurs. Les deux tronçons du téléphérique et les monte-charges construits pour le chantier du troisième tronçon sont alors utilisés dans la foulée pour acheminer du matériel au pied de l'aiguille du Midi dans le cadre de la construction du nouveau téléphérique qui vient de débuter. Certains des pylônes de l'ancienne ligne sont même démontés afin d'en récupérer la ferraille qui sert pour le nouveau chantier, l'utilisation d'un pylône sur deux permettant tout de même son exploitation. Après cinq ans de travaux, le nouveau téléphérique entre en service en 1956 entre Chamonix et l'aiguille du Midi et la liaison câblée entre les deux vallées de Chamonix et d'Aoste est complétée en 1957 avec l'ouverture de la télécabine de la Vallée Blanche. L'ancien téléphérique est utilisé occasionnellement pour la maintenance des lignes haute-tension qui montent au col du Midi jusqu'en 1958, date à laquelle il cesse définitivement toute activité.

## Vestiges

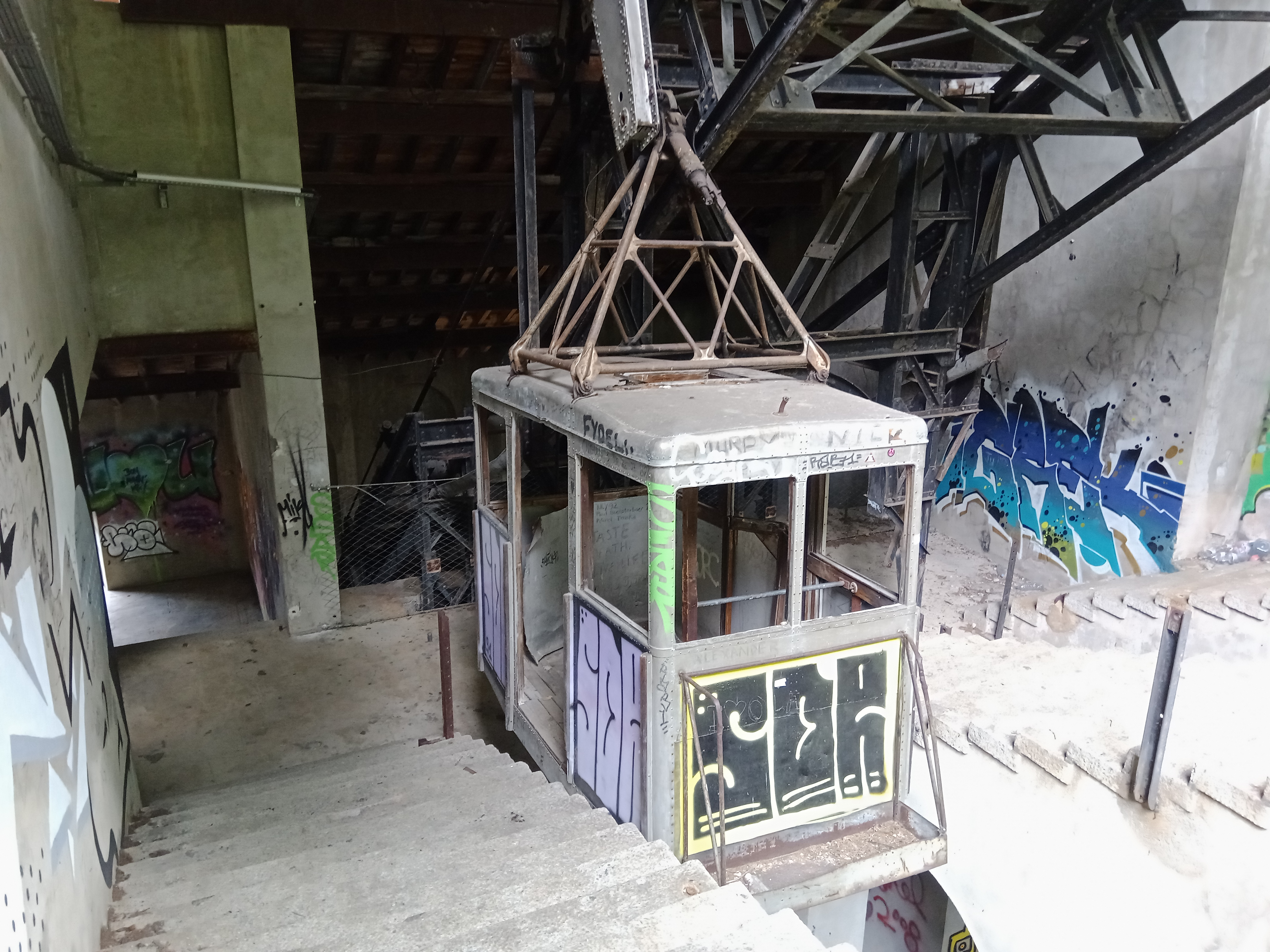
Vue en 2023 de l'intérieur de la gare de la Para avec une ancienne cabine à quai.

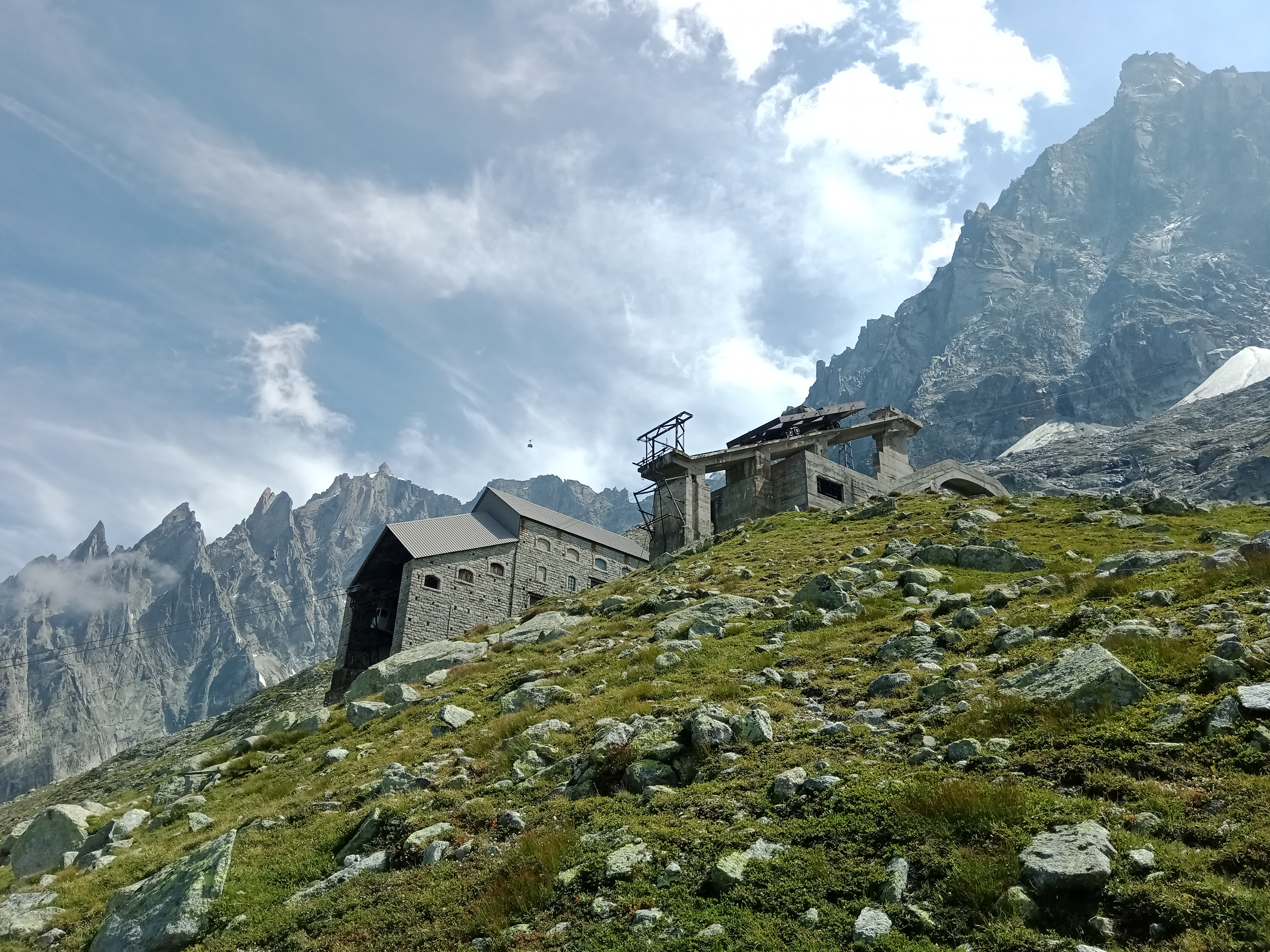
Vue en 2023 de la gare des Glaciers avec en arrière-plan au centre une cabine de l'actuel téléphérique gagnant l'aiguille du Midi à droite.

Le téléférique de l'Aiguille du Midi, désormais téléphérique des Glaciers, est laissé à l'abandon depuis sa fermeture, le temps et les éléments ayant transformé les différentes installations en ruines industrielles qui seraient coûteuses à démonter. Seules la gare des Pélerins, rénovée et accueillant une maison des jeunes et de la culture après des années de dégradation, et la ligne électrique, qui alimente désormais le nouveau téléphérique de l'Aiguille du Midi depuis le début de sa construction en 1951, sont encore en bon état. Les gares de la Para et des Glaciers en pierre de taille ou en béton ne sont plus que des carcasses quasiment vides et certains pylônes sont encore debout mais ne supportent plus aucun câble pour les premier et troisième tronçons.
Un sentier de randonnée permet de gagner la gare des Glaciers tout en suivant le tracé du téléphérique. Le départ classique se fait à l'entrée nord du tunnel du Mont-Blanc mais il peut également débuter aux Pélerins. La gare des Pélerins est restée sans fonction, plus ou moins à l'abandon pendant des années, servant de lieu de stockage de différents éléments dont d'anciennes cabines des deux téléphériques à la Compagnie du Mont-Blanc — héritière de la Compagnie française des Chemins de Fer de Montagne — qui en est restée propriétaire. Une rénovation complète de l'édifice la transforme en MJC ouverte en 2008. Son escalier monumental a été conservé à l'avant du bâtiment qui affiche la mention « Aiguille du Midi ». À l'arrière où se fait désormais l'entrée du public, la mention « Gare des Glaciers » est surmontée de l'ouverture empruntée par les cabines, désormais vitrée. La cabine de 1924 qui y était stockée est désormais rénovée et exposée dans la gare de départ du nouveau téléphérique depuis 2017. L'urbanisation de la vallée de Chamonix depuis les années 1950 ne permet plus vraiment de deviner le début du tracé du premier tronçon du téléphérique, des bâtiments ayant été construits à l'emplacement du passage du téléphérique sur les quelques premières centaines de mètres. L'ouverture du tunnel du Mont-Blanc en 1965 a entraîné la création du tracé actuel de la route nationale 205 en rive gauche de l'Arve. Au niveau du hameau des Pélerins, juste après la gare, un échangeur routier permet d'emprunter la rampe d'accès au tunnel ou de poursuivre sa route jusqu'à Chamonix via la route départementale 1506. La rampe routière mène à l'entrée nord du tunnel en quatre virages en épingle tracés à travers le bois au-dessus des Pélerins, à l'endroit même du passage du premier tronçon du téléphérique et de la piste de bobsleigh. Les vestiges de ces installations sont encore ponctuellement visibles par la trace dans la forêt qui tend à se reboiser et d'où s'élèvent encore quelques pylônes rouillés ; quelques virages de la piste de bobsleigh sont encore présents mais envahis par la végétation.
Au-dessus du tunnel du Mont-Blanc, la montagne n'a pas été affectée par l'urbanisation cantonnée au fond de la vallée. Le sentier qui démarre à l'entrée du tunnel délaisse la trace du téléphérique pour longer le torrent de la Creuse puis rejoindre la gare de la Para. Cette dernière est toujours debout, en relatif bon état en raison de l'emploi de pierre de taille en granite pour sa construction. À l'intérieur, une cabine est toujours à quai, suspendue à son chariot, et ses couleurs délavées laissant apparaître la mention « Rochebrune », signe de sa première vie dans la station de ski de Megève. La machinerie métallique et le poste de conduite en bois sont toujours en place. Le sentier poursuit l'ascension en restant sous les pylônes du second tronçon qui supportent encore des câbles. Une fois sur deux, seule l'embase des pylônes est visible, certains d'entre eux ayant été démontés pour être réutilisés lors de la construction du nouveau téléphérique. Au milieu de ce tronçon, le chalet de Pierre Pointue utilisé par les ouvriers lors de la construction du téléphérique n'est plus qu'une ruine pratiquement détruite. À l'image de la gare de la Para, celle des Glaciers en amont du deuxième tronçon est en assez bon état structurel bien que la toiture ait été refaite dans les années 1990 à la suite d'un incendie survenu dans les années 1980. Cet incident n'a toutefois pas détruit la seconde cabine, elle aussi à quai comme sa jumelle à la gare de la Para. À l'intérieur, les machineries et quelques éléments sont là aussi encore présents. Aux alentours se dressent dans des états de conservation variés les ruines de l'hôtel qui accueillait les touristes et les gares du monte-charge et de la ligne voyageur au départ du troisième tronçon. La cabine devant servir de contre-poids et installée à la gare voyageur de départ du troisième tronçon est restée en place jusque dans les années 1990 ; il n'en subsiste depuis que la base du chariot montée sur les rails. Ce site constitue le but du sentier de randonnée, accessible en trois heures environ depuis le tunnel du Mont-Blanc. Plus haut en altitude, non accessibles à pied et visible depuis la gare des Glaciers se dresse le pylône intermédiaire du troisième tronçon sur une arête descendant de l'aiguille du Midi. L'abri Simond au niveau du col du Midi est toujours debout mais les éléments du chantier de la gare voyageur ont été démontés dans les années 1950 et ceux du monte-charge en 2017.
Les gares de la Para et des Glaciers, les deux cabines qu'elles contiennent ainsi que la cabine de la gare des Pélerins désormais restaurée et exposée dans la gare de départ du nouveau téléphérique sont classées  le 28 juillet 1992 au titre des monuments historiques.